# Geschichte der U-Bahn
Die Geschichte der U-Bahn begann mit der ersten U-Bahn-Strecke der Welt, die 1863 in London eröffnet wurde, und entwickelte sich von dort aus in der zweiten Hälfte des 19. Jahrhunderts mit dem Bau weiterer U-Bahn-Systeme in verschiedenen Haupt- und Großstädten West- und Mitteleuropas und der Vereinigten Staaten. Nachdem sich die Zahl der Betriebe bis zur Mitte des 20. Jahrhunderts weltweit auf rund zwei Dutzend Systeme beschränkte, die im Wesentlichen weiterhin in Europa und Nordamerika sowie in Japan lagen, erlebt der U-Bahn-Bau seit der zweiten Hälfte 20. Jahrhunderts und insbesondere seit den 1970er Jahren und nochmals erheblich verstärkt seit Beginn des 21. Jahrhunderts in fast allen Teilen der Welt ein deutliches Wachstum, sodass die Zahl der Städte mit U-Bahn Mitte der 2020er Jahre bei über 200 liegt (siehe auch hier). Afrika ist – gemessen an der erheblichen Zahl von Millionen- und Megastädten – der Kontinent mit der geringsten U-Bahn-Dichte. Im dünn besiedelten Australien und Ozeanien gibt es ebenfalls nur wenige U-Bahnen.

## Erste unterirdische Bahnstrecken in London

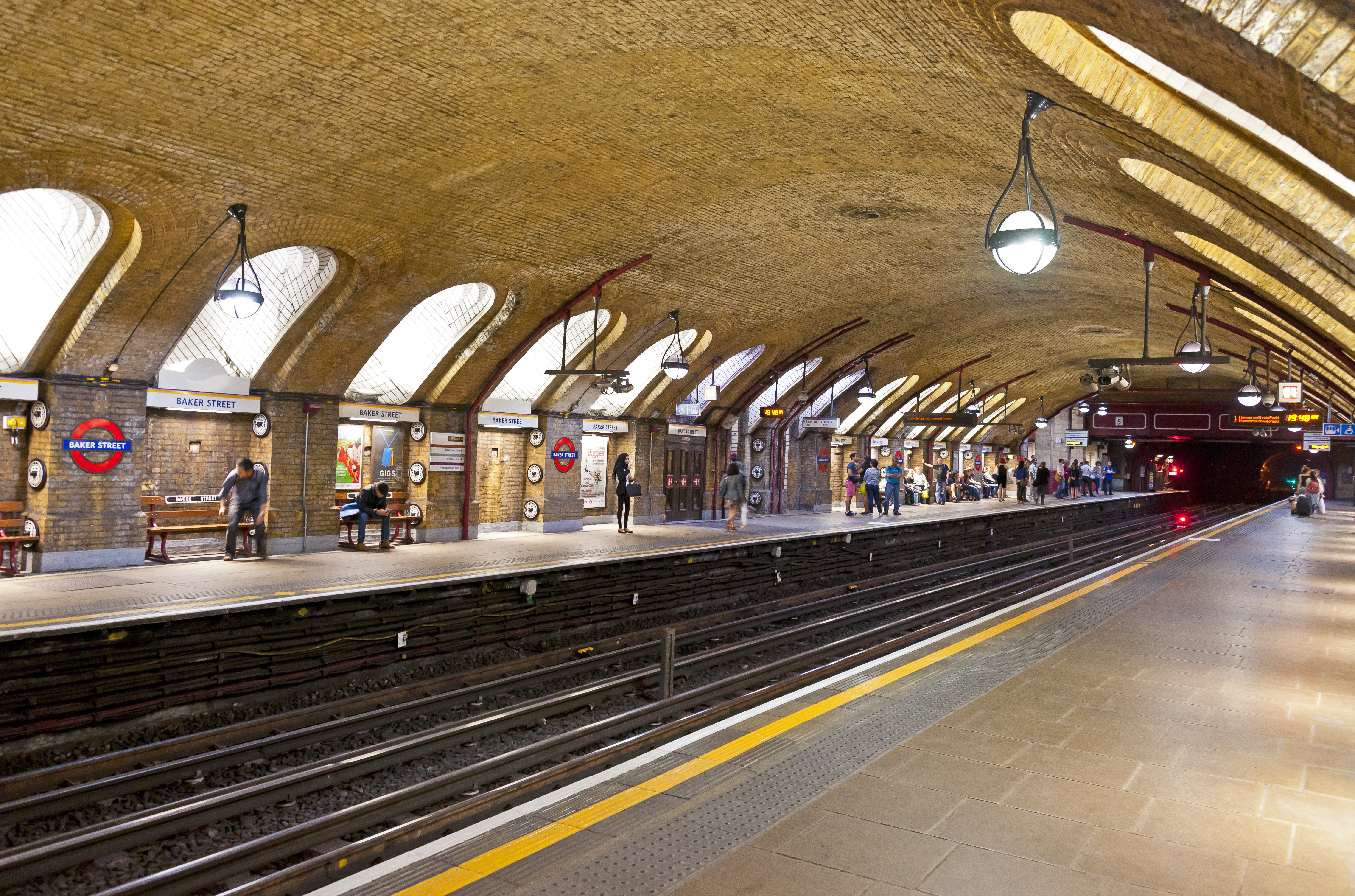
Der heutige Bahnhof Baker Street der Londoner U-Bahn liegt an der ältesten unterirdischen Bahnstrecke der Welt

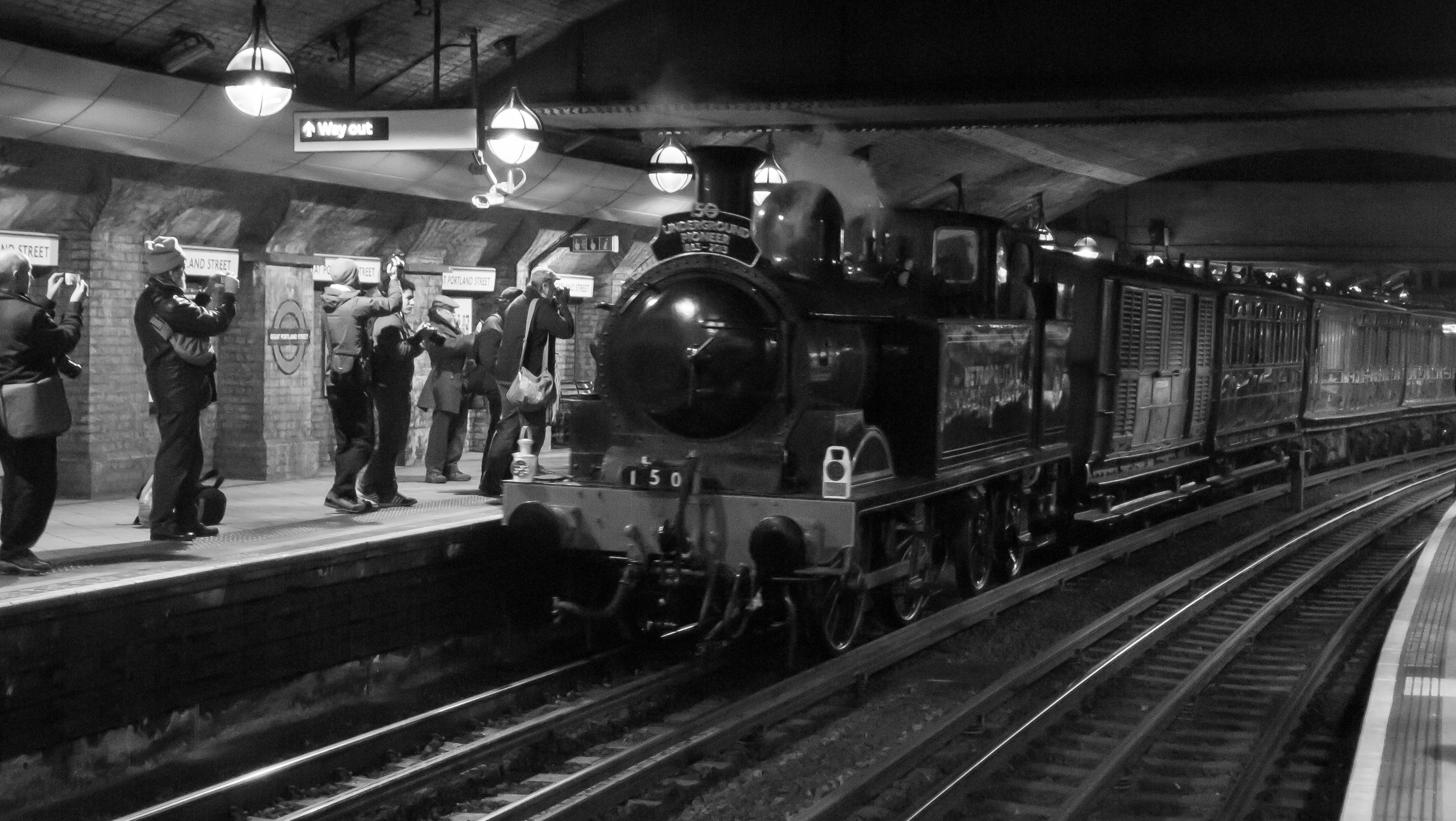
2013: Sonderfahrt eines dampfbetriebenen Zugs anlässlich des 150-jährigen Jubiläums der ältesten U-Bahn-Strecke der Welt

Die erste unterirdische Eisenbahnstrecke der Welt war die 6 Kilometer lange Metropolitan Railway, die am 10. Januar 1863 zwischen den Bahnhöfen Paddington und Farringdon in London eröffnet wurde. Sie ist bis in die Gegenwart in Betrieb und ging später in den Sub-Surface-Linien der Londoner U-Bahn (Metropolitan, Circle, Hammersmith & City und District Line) auf.
Die Tunnelstrecke der Metropolitan Railway wurde anfänglich mit dampflokomotivbespannten Zügen befahren, was jedoch auf Dauer keine akzeptable Lösung darstellte und außer bei der Wiener Stadtbahn keine Nachahmung in anderen Städten fand. Ein wichtiger Schritt für die Entwicklung des unterirdischen Stadtverkehrs war daher die Einführung elektrischer Fahrmotoren. Die erste elektrisch betriebene U-Bahn, die somit auch dem heutigen Verständnis des Verkehrsmittels entspricht, war die City and South London Railway, die am 4. November 1890 zwischen Stockwell und King William Street eröffnet wurde. Wie die Ursprungsstrecke der Metropolitan Railway ist auch die der City and South London Railway bis heute erhalten und bildete die Grundlage der heutigen Northern Line der Londoner U-Bahn.

## Frühe U- und Hochbahnen
Die ersten U-Bahn-Systeme außerhalb Londons entstanden in Haupt- und Großstädten West- und Mitteleuropas und der Vereinigten Staaten, die über den verkehrlichen Bedarf für ein entsprechendes Massenverkehrsmittel, das für Planung und Bau erforderliche ingenieurtechnische Wissen und die Fähigkeit zur Mobilisierung des erforderlichen öffentlichen und/oder privaten Kapitals verfügten.

### Europa

#### Liverpool

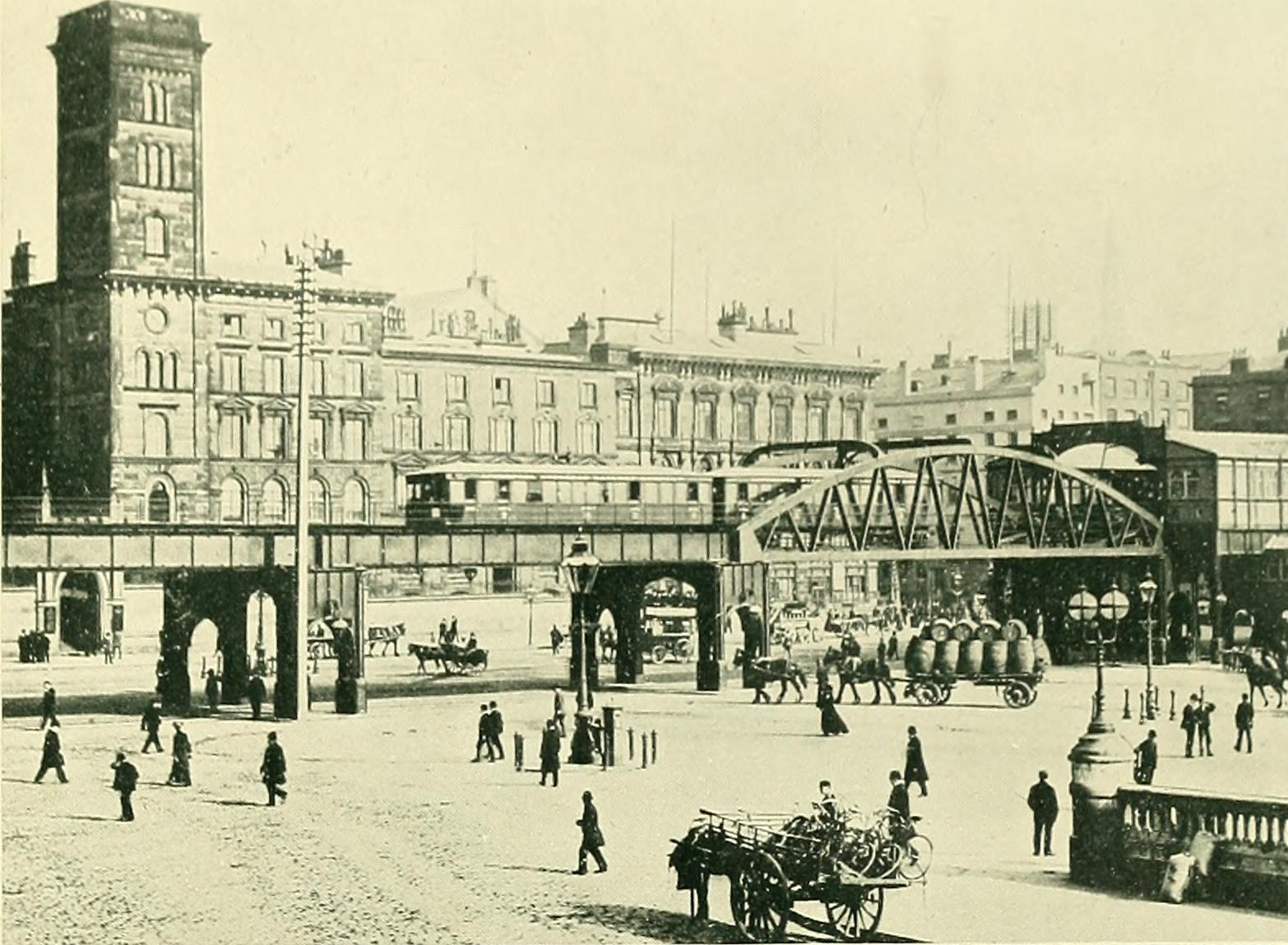
Strecke der LOR im Jahr 1911

Die erste elektrische städtische Bahn des Vereinigten Königreichs außerhalb Londons und die erste elektrische Hochbahn der Welt war die am 4. Februar 1893 eröffnete Liverpool Overhead Railway (LOR). Die anfangs rund 10 Kilometer lange Nord-Süd-Strecke verlief zwischen dem Alexandra Dock und dem Herculaneum Dock durch das Liverpooler Hafengebiet entlang des Mersey. Im Rahmen einer 1896 fertiggestellten Verlängerung erhielt die Bahn den etwas landeinwärts gelegenen Tunnelbahnhof Dingle als neuen südlichen Endpunkt, 1905 erfolgte im Norden eine Verlängerung zum Bahnhof Seaforth & Litherland der Lancashire and Yorkshire Railway, über deren Netz die Züge der LOR zwischen 1906 und 1914 bis nach Southport durchgebunden wurden. Zudem gab es zwischen 1906 und 1908 regelmäßige, danach bis in die 1950er Jahre sporadische Verbindungen in die Ortschaft Aintree am Rande Liverpools. Der Betrieb erfolgte über Stromschiene, der Namensbestandteil Overhead bezog sich entsprechend nicht auf eine Elektrifizierung mit Oberleitung (englisch overhead line), sondern auf die Führung der Strecke über Kopfhöhe.
Da keine Mittel für die dringend erforderliche Sanierung und Modernisierung des Systems zur Verfügung standen, wurde die Strecke am 30. Dezember 1956 stillgelegt und der Viadukt bereits 1957/1958 zurückgebaut. Die LOR ist damit das einzige U-Bahn-System der Welt, das vollständig eingestellt wurde.

#### Budapest

Wagen der Budapester Földalatti am Tunnelausgang östlich des Hősök tere; gut zu erkennen sind die geringe Höhe von Tunnel und Wagen sowie die Oberleitung

Die erste elektrische Untergrundbahn auf dem europäischen Festland und nach der Londoner City and South London Railway die zweite auf der Welt wurde am 2. Mai 1896 mit der Földalatti in Budapest nach Entwurf des Berliner Unternehmens Siemens & Halske eröffnet. Sie verlief über eine Strecke von rund 3,7 Kilometern größtenteils in einfacher Tiefenlage unter der Prachtstraße Andrássy út vom Gizella tér (heute: Vörösmarty tér) in der Innenstadt zum Széchenyi-Heilbad und dem Stadtwäldchen. Die ursprüngliche oberirdische Endstation dort wurde 1973 im Zuge der Verlängerung der Linie nach Mexikói út aufgelassen und durch eine Tunnelstation ersetzt. Die Strecke wurde in offener Bauweise errichtet, aufgrund eines die Trasse kreuzenden Abwasserkanals wurde die Tunnelhöhe auf lediglich 2,85 Meter begrenzt, weshalb für die Bahn ein spezielles, sehr niedriges Fahrzeug konstruiert werden musste. Die Stromversorgung erfolgte über eine direkt unter der Tunneldecke montierte Oberleitung.
Die Földalatti diente Siemens & Halske auch als Test- und Demonstrationsanlage für das neuartige Verkehrsmittel U-Bahn, nachdem die seit den 1880er Jahren laufenden Verhandlungen des Unternehmens über den Bau eines entsprechenden Vorhabens in Berlin noch andauerten.

#### Glasgow

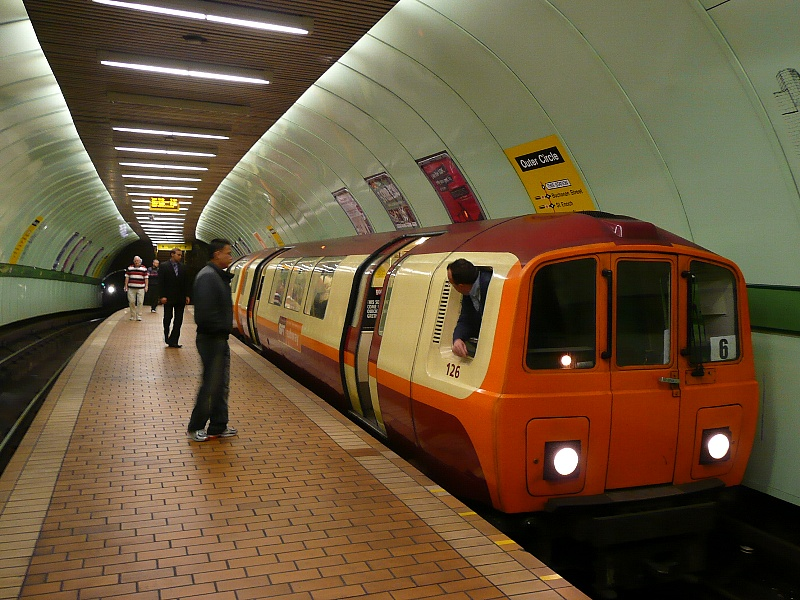
Zug der Glasgow Subway

Am 14. Dezember 1896 ging mit der Glasgow District Subway die dritte Untergrundbahn der Welt, die dritte Metro des Vereinigten Königreichs und das bis heute einzige System Schottlands in Betrieb. Sie befährt eine rund 10,5 Kilometer lange, vollständig im Tunnel liegende Ringstrecke in der Innenstadt und den westlich und südlich davon gelegenen Stadtteilen nördlich und südlich des Clyde. Sie verband zum Zeitpunkt ihrer Eröffnung u. a. die innerstädtischen Fernbahnhöfe St. Enoch (1966 stillgelegt) und Queen Street (über die Station Buchanan Street), zudem liegt der Fernbahnhof Glasgow Central in fußläufiger Entfernung zur Station St. Enoch.
Erste Überlegungen für das System wurden 1887 vorgelegt und sahen eine Ost-West-Strecke zwischen dem Stadtzentrum rund um Buchanan und Argyle Street und dem vornehmen West End vor, 1888 wurden die Planungen durch eine Strecke südlich des Clyde und zwei Verbindungen unter dem Fluss hindurch zu einer Ringstrecke erweitert. Die Bauarbeiten wurden 1891 aufgenommen, der Großteil der beiden eingleisigen Tunnelröhren wurde bergmännisch und zu großen Teilen unter bestehenden Straßen erstellt, südlich des Clyde entstanden zwei kurze Abschnitte in offener Bauweise. Die tiefer gelegenen Tunnelabschnitte, die u. a. zur Unterquerung des Flusses erforderlich waren, wurden im Schildvortrieb aufgefahren.
Der Betrieb erfolgte zunächst mit Kabelantrieb, ab 1935 elektrisch über eine seitliche Stromschiene. Die Subway verwendet die seltene Spurweite von 1219 mm (4 englische Fuß), die ansonsten hauptsächlich bei Straßen- und einigen Nebenbahnen eingesetzt wurde, und hat einen Tunneldurchmesser von lediglich 3,35 Metern, weshalb nach heutigen Vorstellungen ungewöhnlich kompakte Fahrzeuge mit einer Breite von lediglich 2,34 Metern und einer lichten Höhe im Innenraum von weniger als 2 Metern eingesetzt werden. Eine weitere Besonderheit ist, dass das System seit seiner Eröffnung nie erweitert wurde.

#### Paris

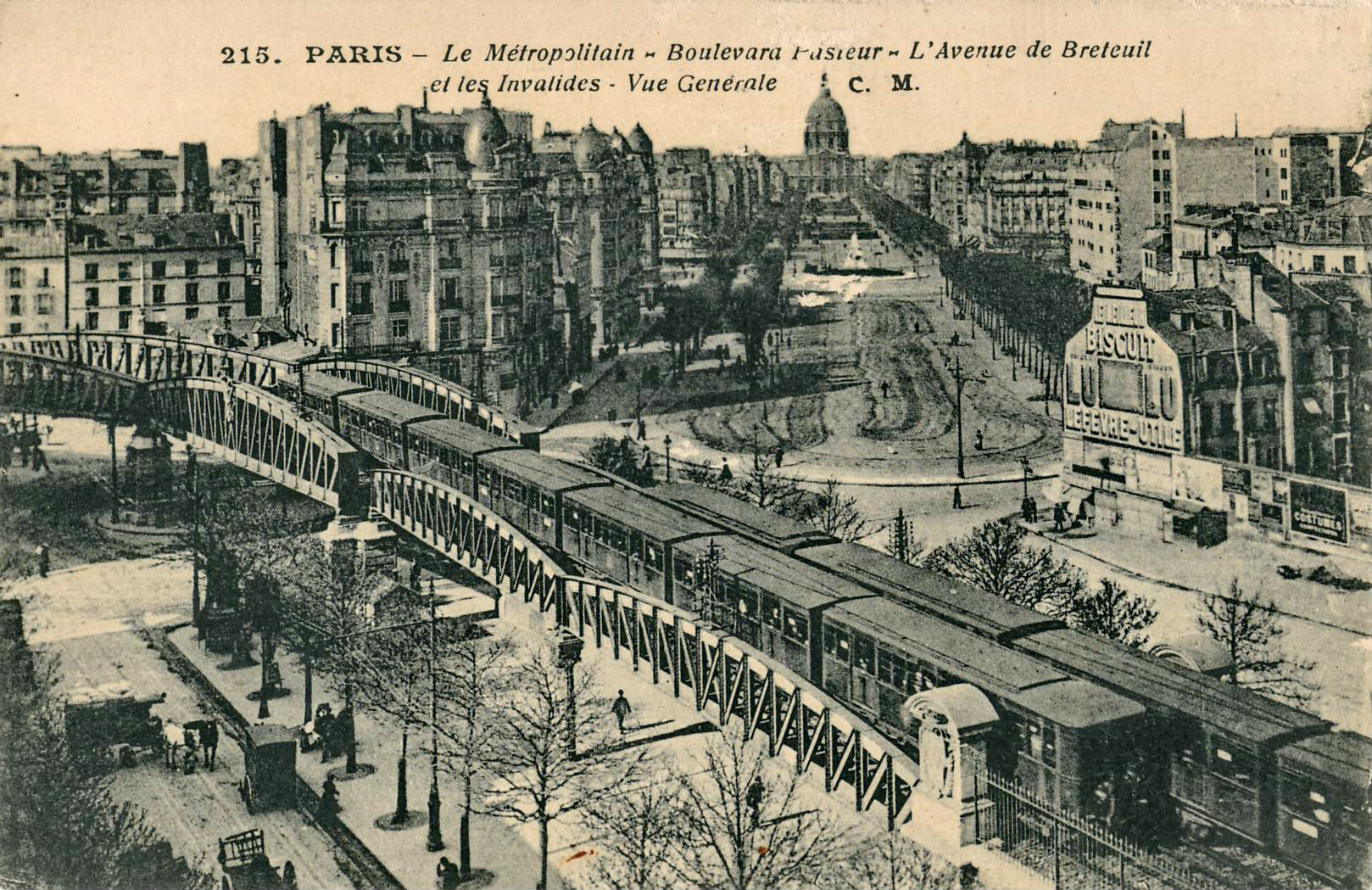
Hochbahnstrecke der Linie 6 im Bereich der Avenue de Breteuil,
etwa 1910

Die Stadt Paris und die Compagnie du chemin de fer métropolitain de Paris nahmen am 19. Juli 1900 den ersten Abschnitt der heutigen Linie 1 der Métro und damit die fünfte U-Bahn Europas in Betrieb. Sie verlief auf einer rund 10,3 Kilometer langen, vollständig unterirdischen Ost-West-Strecke von der Porte Maillot an der westlichen Stadtgrenze über das Zentrum am nördlichen Ufer der Seine bis zur Porte de Vincennes am östlichen Rand der Stadt. Sie folgte dabei zu großen Teilen dem bestehenden Straßennetz und verband eine Reihe bedeutender öffentlicher Einrichtungen und Bauwerke miteinander, darunter den Arc de Triomphe, die Avenue des Champs Élysées, die Place de la Concorde, der Louvre, das Pariser Rathaus sowie das Ausstellungsgelände der Weltausstellung von 1900 (siehe auch hier).
Die Stadt Paris war selbst Initiator und wesentliche planende, steuernde und finanzierende Instanz beim Bau der Métro und verfolgte von Anfang an den Aufbau eines sinnvoll strukturierten Gesamtnetzes. Dieses hatte eine Gesamtlänge von rund 65 Kilometern und setzte sich aus jeweils zwei Durchmesserlinien in Ost-West- (heutige Linien 1 und 3) und Nord-Süd-Richtung (Linien 4 und 5) sowie einer auf zwei Linien aufgeteilten Ringstrecke (Linien 2 und 6) zusammen. Die Bauarbeiten wurden im Frühjahr 1898 aufgenommen, die Umsetzung des gesamten Grundnetzes erfolgte bis 1910. Parallel wurden zudem umfassende Ausbauplanungen erarbeitet, deren Umsetzung sich aufgrund des Ersten Weltkriegs jedoch größtenteils bis in die 1930er Jahre verzögerte. Zudem baute die unabhängige Société du chemin de fer électrique souterrain Nord-Sud de Paris gleichzeitig zur Umsetzung des städtischen Netzes zwei private Nord-Süd-Strecken (heutige Linien 12 und 13), die 1910 und 1911 in Betrieb genommen wurden.

#### Wuppertal
1901–1903 nahmen die bergischen Industriestädte Barmen und Elberfeld unter dem Namen Einschienige Hängebahn System Eugen Langen das heute als Wuppertaler Schwebebahn bekannte System in Betrieb. Die Hängebahn bildet eine Sonderform der Hochbahn, bei der die Züge nicht auf Schienen fahren, sondern unter dem Fahrschienenträger hängen. Nach heutigem deutschem Recht gehören Schwebebahnen wie U-Bahnen zur Gruppe der unabhängigen Bahnen innerhalb der Straßenbahnen (vgl. § 1 Abs. 2 Nr. 2 BOStrab in Verbindung mit § 4 Abs. 2 PBefG), werden allerdings durch den UITP nicht als U-Bahnen bzw. Metros anerkannt (siehe auch hier). Gleiches gilt für die H-Bahn. Eine kürzere Bahn nach Wuppertaler Vorbild — technisch dasselbe System Eugen Langen — findet sich auch in Dresden als Teil der Dresdner Bergbahnen. Die 273,8 Meter lange Schwebebahn Dresden wurde 1901 eröffnet und ging 1912 in den städtischen Betrieb (Vorgänger der heutigen Dresdner Verkehrsbetriebe) über.

#### Berlin

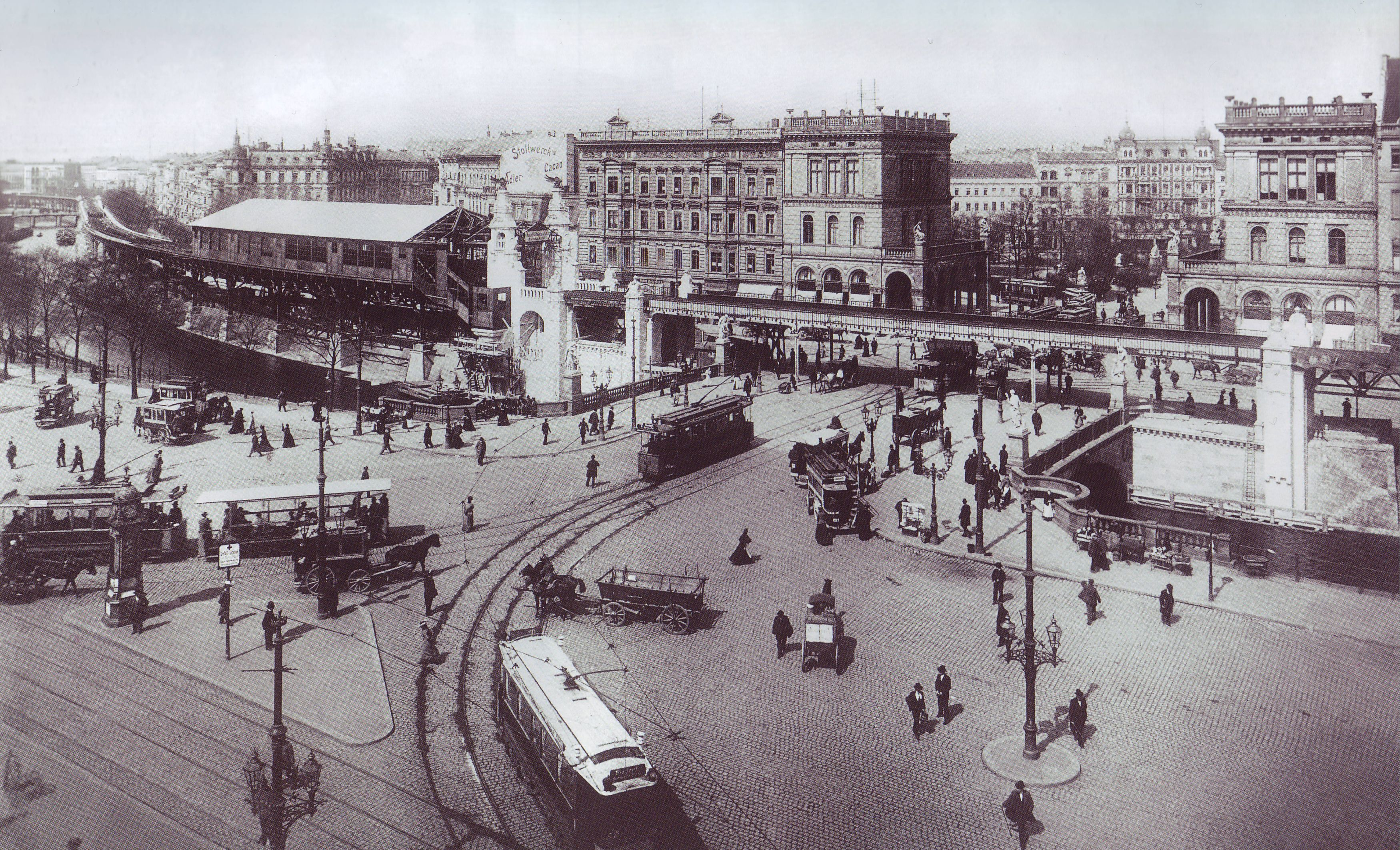
U-Bahnhof Hallesches Tor in Bau, 1901

Die erste U-Bahn Deutschlands wurde am 15. Februar 1902 von der privaten Hochbahngesellschaft mit der Elektrischen Hoch- und Untergrundbahn in Berlin eröffnet. Der erste Teil der sogenannten Stammstrecke führte vom Bahnhof Potsdamer Platz über rund 6 Kilometer nach Osten bis Stralauer Tor (östlich von Schlesisches Tor; ab 1924 Osthafen, im Zweiten Weltkrieg zerstört und nicht wieder aufgebaut). Der zweite Hauptteil der Stammstrecke zum Bahnhof Zoologischer Garten folgte knapp einen Monat später am 11. März 1902, die beiden verbliebenen kurzen Teilstücke nach Warschauer Brücke (heute: Warschauer Straße) und Knie (heute: Ernst-Reuter-Platz) gingen bis Ende desselben Jahres in Betrieb. Die Stammstrecke verlief größtenteils als Hochbahn, lediglich die Station Potsdamer Platz und der in Charlottenburg gelegene Abschnitt verliefen im Tunnel.
In rascher Folge wurden Erweiterungen umgesetzt, bis zum Jahr 1913 wurde – unter Einbeziehung der zur gleichen Zeit gebauten kommunalen U-Bahnen der damals selbstständigen Städte Schöneberg, Wilmersdorf und Dahlem – eine Streckenlänge von rund 36 Kilometern erreicht. Die U-Bahn in Schöneberg war dabei die erste in Deutschland, die von Beginn an in kommunalen Besitz war. Ab 1912 nahmen die Stadt Berlin und die AEG zudem Planungen für eigene Nord-Süd-Strecken zwischen Seestraße und Belle-Alliance-Straße (heute: Mehringdamm; U6) zur Erschließung der Innenstadt und zwischen Gesundbrunnen und Neukölln (U8) auf. Die Bauarbeiten für beide Strecken wurden vor Beginn des Ersten Weltkriegs aufgenommen, jedoch erst nach Kriegsende abgeschlossen. Bereits ab 1908 hatte die Hochbahngesellschaft zudem Planungen für eine Ost-West-Strecke zwischen Alexanderplatz und Friedrichsfelde erarbeitet (heute: U5), die jedoch erst nach dem Krieg weitergeführt wurden. Nach dem Ersten Weltkrieg wurden im Zuge des Groß-Berlin-Gesetzes die vormals selbstständigen Gemeinden Schöneberg, Dahlem und Wilmersdorf 1920 in die neue Einheitsgemeinde Berlin eingemeindet. Im Zuge dessen kam ein Prozess in Gang, der schließlich in der Liquidation der Hochbahngesellschaft und der Fusion der öffentlichen Verkehrsmittel in Berlin zur Berliner Verkehrsgesellschaft (Gründung 1929) zur Folge hatte. (Siehe hier)
Dem U-Bahn-Bau ging ein längerer Planungs- und Abstimmungsprozess voraus; bereits ab 1880 hatten Siemens & Halske und die AEG der Stadt Berlin verschiedene konkurrierende Projektvorschläge für Hoch- und Untergrundbahnen vorgelegt, die jedoch u. a. mit Verweis auf fehlende Erfahrungen mit dem Bau von Eisenbahntunneln und elektrisch betriebenen Bahnen, der für den Tunnelbau ungeeigneten Beschaffenheit des Berliner Untergrundes und aus städtebaulich-stadtgestalterischen Gründen abgelehnt wurden. Nach umfangreichen Entwürfen und Erörterungen erreichte Siemens & Halske zuletzt die Zustimmung für den Bau eines Netzes, der Baubeginn erfolgte am 10. September 1896, rund vier Monate nach Eröffnung der vom Unternehmen für Budapest entworfenen und gebauten Földalatti. Am 12. April 1897 gründete Siemens & Halske gemeinsam mit der Deutschen Bank die Hochbahngesellschaft als Betreiber der künftigen U-Bahn.
Parallel zur Umsetzung der Planung von Siemens & Halske eröffnete die AEG am 18. Dezember 1899 den Spreetunnel Stralau–Treptow, den ersten Unterwassertunnel und ersten im Schildvortrieb errichteten Tunnel Deutschlands. Dieser wurde durch die Straßenbahn der Berliner Ostbahnen befahren und diente der AEG als Versuchsanlage für den Bau von U-Bahn-Tunneln.

#### Athen
1904 wurde die rund 9,7 Kilometer lange Vorortbahn zwischen Piräus und Athen elektrifiziert. Die Strecke verlief größtenteils oberirdisch, verfügte in Athen jedoch über einen mehrere hundert Meter langen Tunnel vor der 1895 eröffneten Endstation Omonia. Die Strecke wurde bis 1957 in insgesamt sechs Etappen nach Nordosten bis Kifissia verlängert und im Jahr 2000 nach umfangreichen Modernisierungen als Linie 1 in das zu diesem Zeitpunkt neu geschaffene Netz der Metro Athen integriert. Bis dahin wurde die Bahn lediglich Ilektrikós (dt. Elektrische) genannt.

#### Hamburg

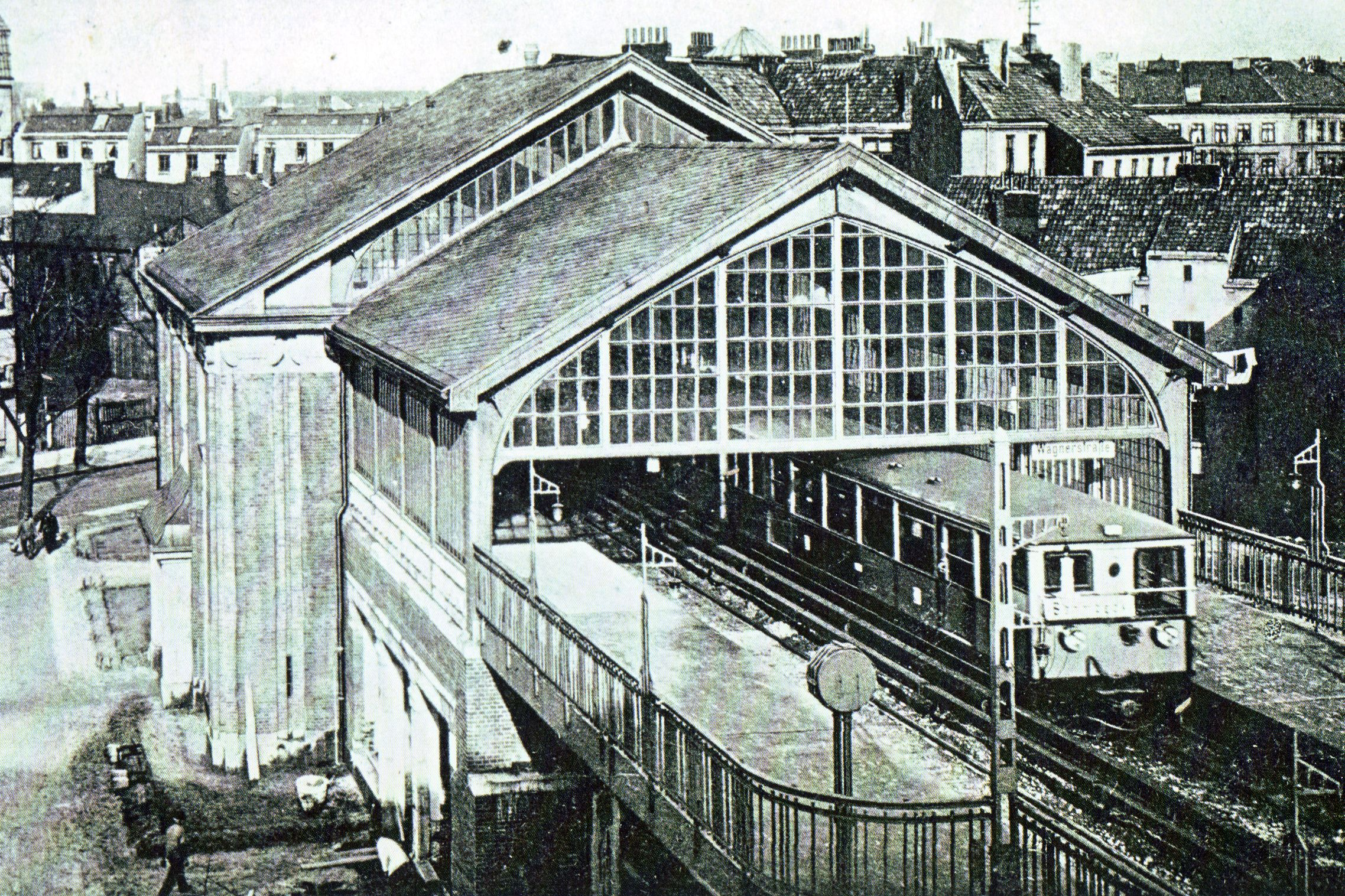
Zug der Hamburger Hochbahn an der Station Wagnerstraße (heute: Hamburger Straße), etwa 1912

Die letzte Eröffnung eines europäischen Betriebs vor Beginn des Ersten Weltkriegs erfolgte exakt zehn Jahre nach Eröffnung der Berliner Hoch- und Untergrundbahn am 15. Februar 1912 mit Inbetriebnahme der Hamburger Hochbahn. Die erste Strecke führte über rund 6,6 Kilometer vom Bahnhof Barmbeck (heute: Barmbek) über Berliner Tor und den erst sechs Jahre zuvor eröffneten Hauptbahnhof zum Rathaus im Zentrum der Innenstadt. Sie war Teil einer rund 17,5 Kilometer langen Ringstrecke durch die innere Stadt, die in drei weiteren Etappen bis zum 29. Juni 1912 vervollständigt wurde. Bis September 1915 wurden zudem Anschlussstrecken zum Hellkamp in Eimsbüttel, nach Ohlsdorf und nach Rothenburgsort (im Zweiten Weltkrieg stark beschädigt und anschließend abgebaut) fertiggestellt, sodass die Gesamtlänge des Netzes rund 27,9 Kilometer erreichte. Die Ringstrecke und der Ast nach Rothenburgsort verliefen größtenteils in Hochlage auf Viadukten, im nördlichen Teil des Rings auch auf einem Bahndamm, im Tunnel verliefen die Strecken in der Innenstadt, in Eimsbüttel und auf St. Pauli. Die Tunnelstrecken waren jeweils in offener Bauweise und mit Ausnahme der Stationen am Hauptbahnhof und am Berliner Tor in einfacher bzw. geringer Tiefenlage unter dem Straßenniveau angelegt worden.
Wie der Berliner Hoch- und Untergrundbahn ging der Hamburger Hochbahn eine längere Planungsgeschichte voraus; bereits Mitte der 1890er Jahre, das heißt während des Baus der Budapester Földalatti und etwa zum Zeitpunkt der Finalisierung der Berliner Planungen, trugen Siemens & Halske und AEG dem Senat einen gemeinsamen Entwurf für eine elektrische Hoch- und Untergrund nach Berliner Vorbild an. Nach einem eingehenden Systemvergleich, in dessen Rahmen u. a. auch eine Hängebahn nach Wuppertaler Vorbild und eine Unterpflasterstraßenbahn untersucht worden waren, entschieden sich Senat und Bürgerschaft für die grundsätzliche Verfolgung des Vorschlags des Berliner Konsortiums. Die Planungen wurden in enger Abstimmung mit Hamburg vertieft und sahen zuletzt die besagte Ringstrecke und ihre drei Anschlussstrecken vor. Der Beschluss der Bürgerschaft zur Beauftragung des Konsortiums mit dem Bau erfolgte am 2. Mai 1906, der Baubeginn folgte am 7. Oktober desselben Jahres.
Anders als Berlin hatte sich Hamburg bereits früh für die Finanzierung der U-Bahn aus dem eigenen Haushalt und die Trennung von Infrastruktur und Betrieb entschieden. Die Gründung der Hamburger Hochbahn AG (HHA) als gemeinsame Betriebsgesellschaft von Siemens & Halske und AEG erfolgte am 27. Mai 1911, nachdem das Konsortium im Vergabeverfahren als einziger Interessent eine Bewerbung eingereicht hatte.

### Nord- und Südamerika
Parallel zur Entwicklung in Europa wurden rund um die Wende vom 19. zum 20. Jahrhundert auch in den Metropolen der Ostküste der Vereinigten Staaten und in Chicago sowie im argentinischen Buenos Aires erste U-Bahn-Netze aufgebaut.

#### Boston

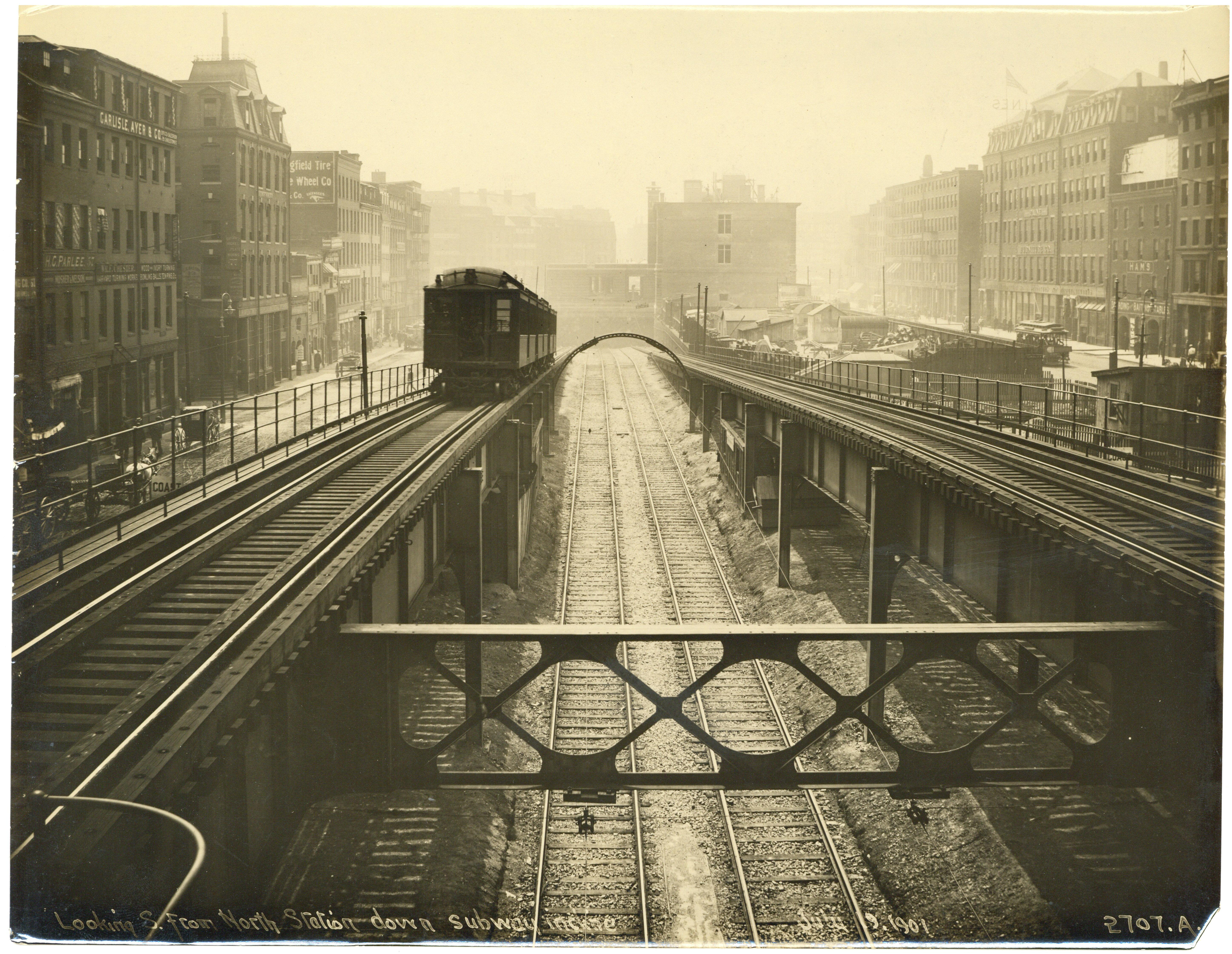
Nördliche Tunnelrampe der Tremont Street Subway mit innenliegenden Straßenbahn- und außenliegenden U-Bahn-Gleisen (Aufnahme von 1901)

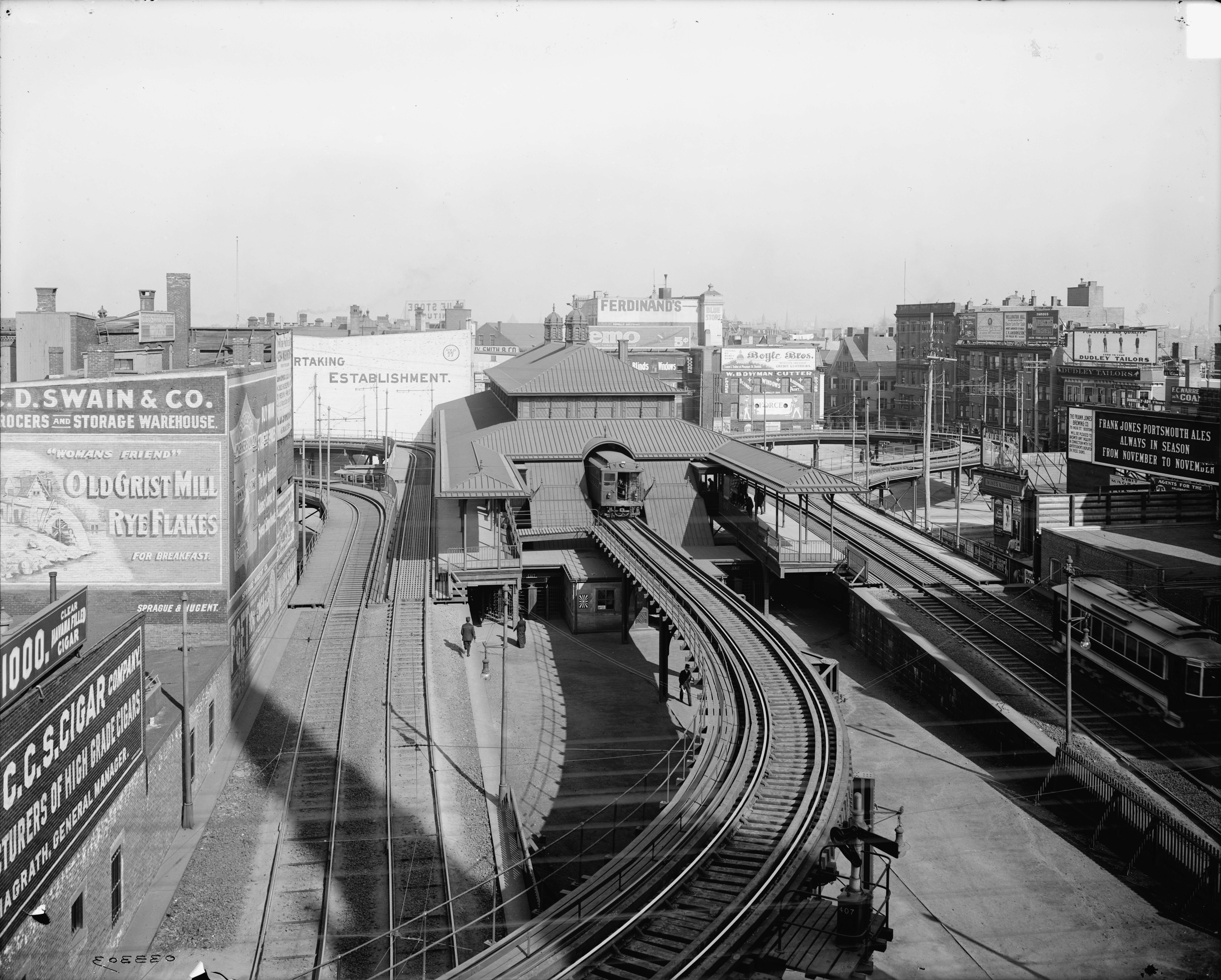
Dudley: Ursprünglicher südlicher Endpunkt der Boston Elevated Railway von 1901 mit außenliegenden Wendeschleifen für die Straßenbahn (Aufnahme von 1904)

Die Stadt Boston nahm im März 1895 die Arbeiten an der Tremont Street Subway auf, einem Straßenbahntunnel, mit dem ein Großteil des sehr dichten innerstädtischen Straßenbahnverkehrs unter die Erde geführt und so sowohl der Nahverkehr verbessert als auch die Oberfläche entlastet werden sollte. Der Tunnel wurde zwischen September 1897 und September 1898 in mehreren Etappen zwischen Boylston im Süden und Haymarket in der Nähe des nördlichen Hauptbahnhofs North Station in Betrieb genommen und war die erste unterirdische Schienenstrecke auf dem amerikanischen Kontinent.
Parallel zum Bau der städtischen Subway beauftragte Boston die private Boston Elevated Railway Company mit dem Bau einer Hochbahn, die Ausgangspunkt der heutigen Orange Line der Boston Subway wurde. Die Bauarbeiten begannen im März 1899, die Eröffnung erfolgte im Sommer 1901; zunächst ging am 10. Juni die Main Line Elevated von Sullivan Square im Norden über die North Station und die Innenstadt bis Dudley im Süden in Betrieb, am 22. August folgte mit der Atlantic Avenue Elevated eine zweite Strecke durch den zentralen Stadtbereich, die südlich der Station City Square nach Osten aus der Main Line ausfädelte, in südliche Richtung über den Hafen führte und nördlich von Dover wieder in die Main Line einfädelte. Die Bahn war nach der Metropolitan West Side Elevated Railroad in Chicago die zweite in Amerika, die von Anfang an mit elektrischen Triebzügen betrieben wurden.
In der Innenstadt wurde die Main Line anfangs über die Tremont Street Subway geführt, nachdem sich die Stadt dort aus städtebaulichen Gründen gegen eine Führung als Hochbahn entschieden hatte. Die größtenteils viergleisig ausgebaute Subway gab hierfür die äußeren Gleise an die Elevated ab, während die inneren Gleisen weiterhin von der Straßenbahn genutzt wurden. Der lediglich zweigleisige Abschnitt zwischen Park Street und Scollay Square (heute: Government Center) wurde vollständig an die Elevated abgegeben, sodass kein durchgehender Straßenbahnbetrieb durch die Subway mehr möglich war, was deren Attraktivität erheblich schmälerte. Die Elevated wurde daher bereits im November 1908 in eine neu gebaute separate Tunnelstrecke unter der östlich parallel verlaufenden Washington Street verlegt, sodass der durchgehende Straßenbahnbetrieb durch die Subway wieder aufgenommen werden konnte – sie ist heute Teil der Stammstrecke der Green Line. Der Streckenverlauf erfuhr im Laufe des 20. Jahrhunderts weitere umfassende Änderungen, sodass der Verlauf der heutigen Orange Line im Wesentlichen vollständig von dem der ursprünglichen Elevated abweicht; die Hafenstrecke wurde 1938 aufgrund der zwischenzeitlich deutlich zurückgegangenen Nachfrage stillgelegt und die beiden Außenstrecken wurden in den 1970er und 1980er Jahren durch weiter westlich gelegene Neubaustrecken ersetzt.
Zu Beginn des 20. Jahrhunderts nahm Boston die Arbeiten an der Cambridge-Dorchester Line, der späteren Red Line, auf, um die bereits damals bedeutenden Hochschuleinrichtungen in Cambridge mit der Bostoner Innenstadt und dem Stadtteil South Boston zu verbinden. Zur Erhöhung der Beförderungskapazität wurden ein größeres Fahrzeugprofil als bei der Orange Line sowie größere Kurvenradien und Stationsabstände zur Erhöhung der Reisegeschwindigkeit gewählt. Die Linie wurden am 23. März 1912 zwischen Harvard und Park Street Under (heute: Park Street) eröffnet, im Süden wurde die Strecke zwischen April 1915 und Juni 1918 in insgesamt vier Etappen bis Andrew verlängert. Die Strecke verläuft größtenteils unterirdisch, lediglich die Querung des Charles River zwischen Cambridge und Boston erfolgte oberirdisch über die Longfellow Bridge. Die Tunnel wurden überwiegend in offener Bauweise hergestellt, unter dem Beacon Hill im Westen der Bostoner Innenstadt bergmännisch und zwischen South Station und Broadway unter dem Fort Point Channel im Schildvortrieb. In den 1920er Jahren wurde die Linie größtenteils auf ehemaligen Strecken der Old Colony Railroad nach Dorchester verlängert, der heutige südwestliche Endpunkt Ashmont wurde 1928 erreicht. Auf Netzplänen wird zudem die 1929 eröffnete Ashmont–Mattapan High Speed Line als Teil der Red Line dargestellt, es handelt sich hierbei allerdings um eine Straßenbahnstrecke ohne durchgebundenen Betrieb.
Im Dezember 1904 wurde mit dem East Boston Tunnel einer zweiter Straßenbahntunnel eröffnet, der Grundlage der heutigen Blue Line ist. Er verband Court Street (heute: Government Center) in der Innenstadt unter dem Boston Harbor hindurch mit East Boston, 1916 wurde der Tunnel von Court Street bis Bowdoin verlängert und an das dortige oberirdische Straßenbahnnetz angeschlossen. Die Umstellung auf U-Bahn-Betrieb erfolgte 1924.

#### New York City

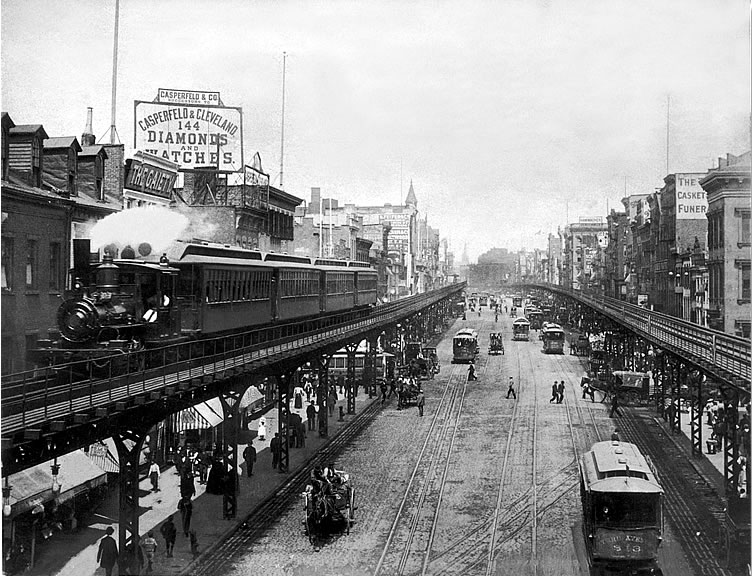
Dampfbetriebene Hochbahn der Third Avenue El, 1896

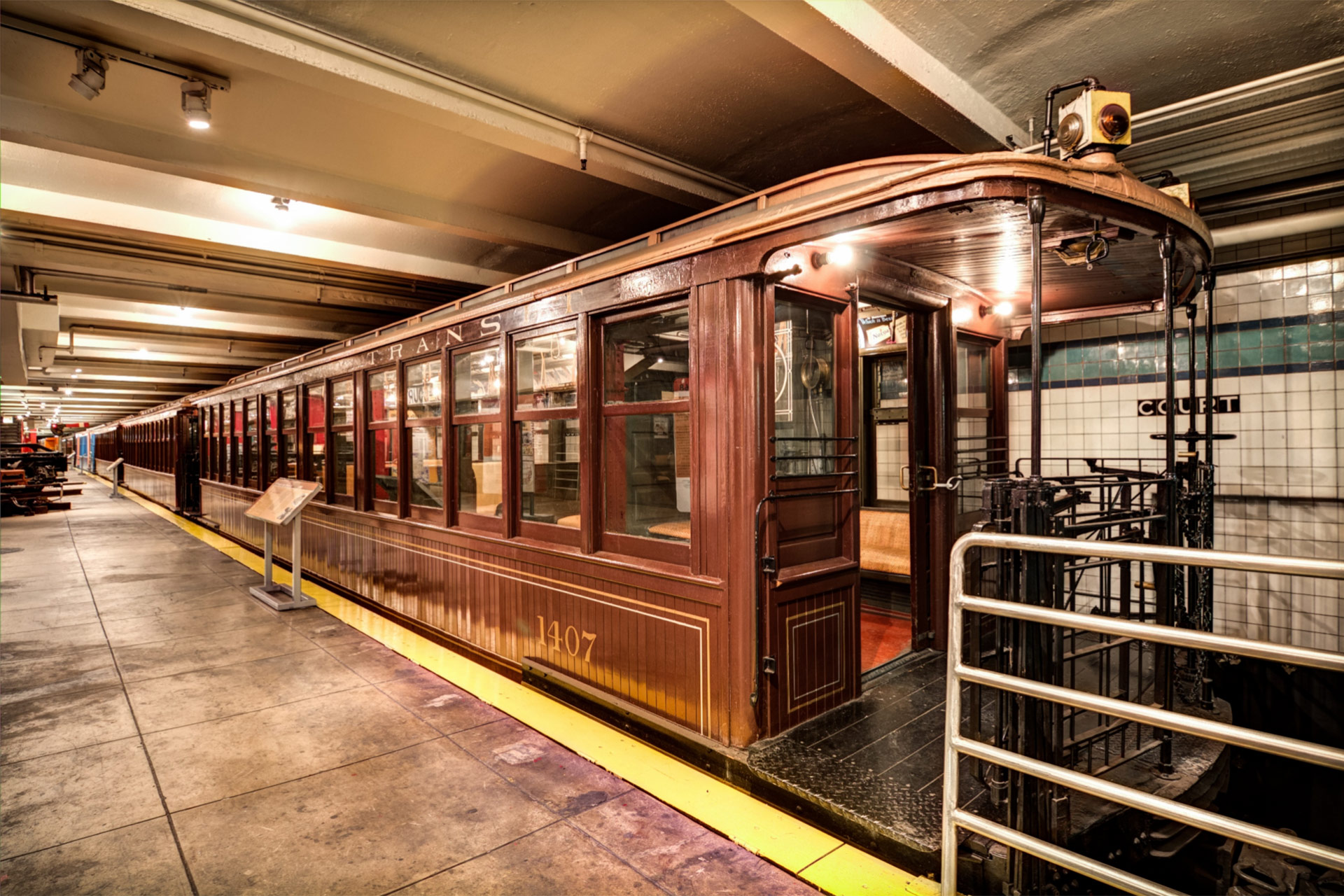
Früher New Yorker U-Bahn-Wagen mit offenen Plattformen

Im heutigen New Yorker Stadtbezirk Manhattan entstand bereits zwischen 1868 und 1880 ein Netz normalspuriger Hochbahnstrecken, das zum großen Teil den Verläufen der 2nd, 3rd, 6th und 9th Avenue von Lower Manhattan im Süden bis an den Harlem River im Norden folgten und mit dampfbespannten Zügen betrieben wurde. Ab 1885 entstand im heutigen Stadtbezirk Brooklyn ein separates, im Wesentlichen nach denselben Parametern wie in Manhattan geplanten Hochbahnnetz, das im Wesentlichen radial vom Brooklyner Zentrum am East River im Nordwesten ausging. Die Strecken in Manhattan wurde bis Ende des 19. Jahrhunderts von der Manhattan Railway Company übernommen, in Brooklyn erfolgte parallel die Übernahme durch die Brooklyn Rapid Transit Company (BRT, ab 1923 Brooklyn-Manhattan Transit Corporation (BMT)). Beide Netze wurden unter ihren neuen Eigentümern bis Mitte des Jahres 1900 über seitliche Stromschiene elektrifiziert.
Parallel hierzu wurde ab März 1900 mit der Manhattan Main Line, der heutigen Seventh Avenue Line, die erste U-Bahn-Strecke New Yorks errichtet, die in Hinblick auf eine mögliche Verknüpfung nach denselben Parametern entworfen wurde wie die bestehenden Hochbahnstrecken. 1902 gründeten der hinter der U-Bahn stehende Unternehmer John B. McDonald und der Bankier August Belmont die Interborough Rapid Transit Company (IRT), die bis 1903 alle Hochbahnstrecken der Manhattan Railway Company übernahm. Die Manhattan ;Main Line nahm am 27. Oktober 1904 den Betrieb auf und führte vom Rathaus im Süden (die ursprüngliche Endstation City Hall wurde 1945 geschlossen) über den Grand Central Terminal, den Times Square und entlang des Broadways bis zur 145th Street im Norden, wo sich die Strecke in einen nördlichen (heutige Linie 1) und einen nordöstlichen Ast (heutige Linie 2 sowie teilweise Linie 5) teilte. Die Strecke wurde bis 1908 im Norden in die Bronx und im Süden durch den Brooklyn–Battery Tunnel (heute: Joralemon Tunnel), den ersten Tunnel unter dem East River, zum heutigen Atlantic Terminal der Long Island Rail Road im Brooklyner Zentrum verlängert. Der Großteil der Strecke wurde in offener Bauweise in relativ geringer Tiefe und von Anfang an viergleisige für den Expressbetrieb (siehe auch hier) angelegt, die Tunnelbau unter dem East River erfolgte bergmännisch. Ebenfalls 1908 eröffnete die BRT über die kurz zuvor fertiggestellte Williamsburg Bridge ihre erste Hochbahnstrecke von Brooklyn nach Manhattan (heutige Linien J/Z und Linie M).
IRT und BRT verfolgten umfangreiche Ausbauplanungen, zentrale Schritte hierbei waren die Planungen für die Triborough Subway (dt. Drei-Bezirke-U-Bahn, gemeint sind Manhattan, Brooklyn und die Bronx) und der Abschluss der hierauf aufbauenden Dual Contracts zwischen der Stadt New York, IRT und BRT im März 1913. Die konsolidierten Planungen sahen neben der Modernisierung aller bestehenden Hochbahnstrecken den Neubau weiterer U-Bahn-Strecken in den Netzen beider Betreiber und insbesondere die Verlängerung in das bisherige Hauptbedienungsgebiet des jeweils anderen vor, wodurch zahlreiche weitgehend parallel verlaufende Strecken entstanden, die in direkter Konkurrenz zueinander standen und nicht miteinander verknüpft waren. Der Großteil der Arbeiten wurde bis Anfang der 1930er Jahre abgeschlossen, womit die meisten der bis heute bestehenden IRT- und BRT/BMT-Strecken geschaffen wurden. Beide Betreiber errichteten ihre Strecken mit Normalspur und Stromschiene, die Strecken der BRT/BMT waren allerdings für ein größeres Fahrzeugprofil und mit größeren Kurvenradien entworfen, sodass dort breitere Züge mit längeren Wagen eingesetzt werden konnten.
Während der Umsetzung der in den Dual Contracts fixierten Vorhaben gründete New York mit dem Independent City-Owned Subway System (ICOSS), später Independent Subway System (IND) eine eigene städtische U-Bahn-Gesellschaft, deren Strecken in Manhattan, der Bronx und im Zentrum von Brooklyn ebenfalls zu großen Teilen parallel zu denen von IRT und BRT/BMT verlaufen, allerdings auch den Stadtbezirk Queens wesentlich besser als bislang anbinden sollten. Die Strecken wurden nach denselben technischen Spezifikationen wie die der BRT/BMT geplant, wodurch die spätere Verknüpfung zwischen beiden Netzen ermöglicht wurde. Die Bauarbeiten wurden 1925 aufgenommen, die fast vollständig unterirdisch verlaufenden Strecken wurden zwischen 1932 und 1940 in Betrieb genommen.
1940 wurden IRT und BMT ins öffentliche Eigentum überführt und mit der IND unter die Kontrolle der städtischen Verkehrsbehörde gestellt. 1953 folgte die Einrichtung einer übergreifende New York City Transit Authority, die 1968 in der heutigen Metropolitan Transportation Authority (MTA) aufging. Nach der Kommunalisierung erfuhr das Netz eine weitreichende Bereinigung, in deren Rahmen die vier ursprünglichen Hochbahnstrecken in Manhattan und größere Teile des ursprünglichen Brooklyner Netzes aus dem späten 19. Jahrhundert, die zu großen Teilen parallel zu den jüngeren U-Bahn-Strecken verliefen, bis 1955 sukzessive stillgelegt wurden.

#### Chicago

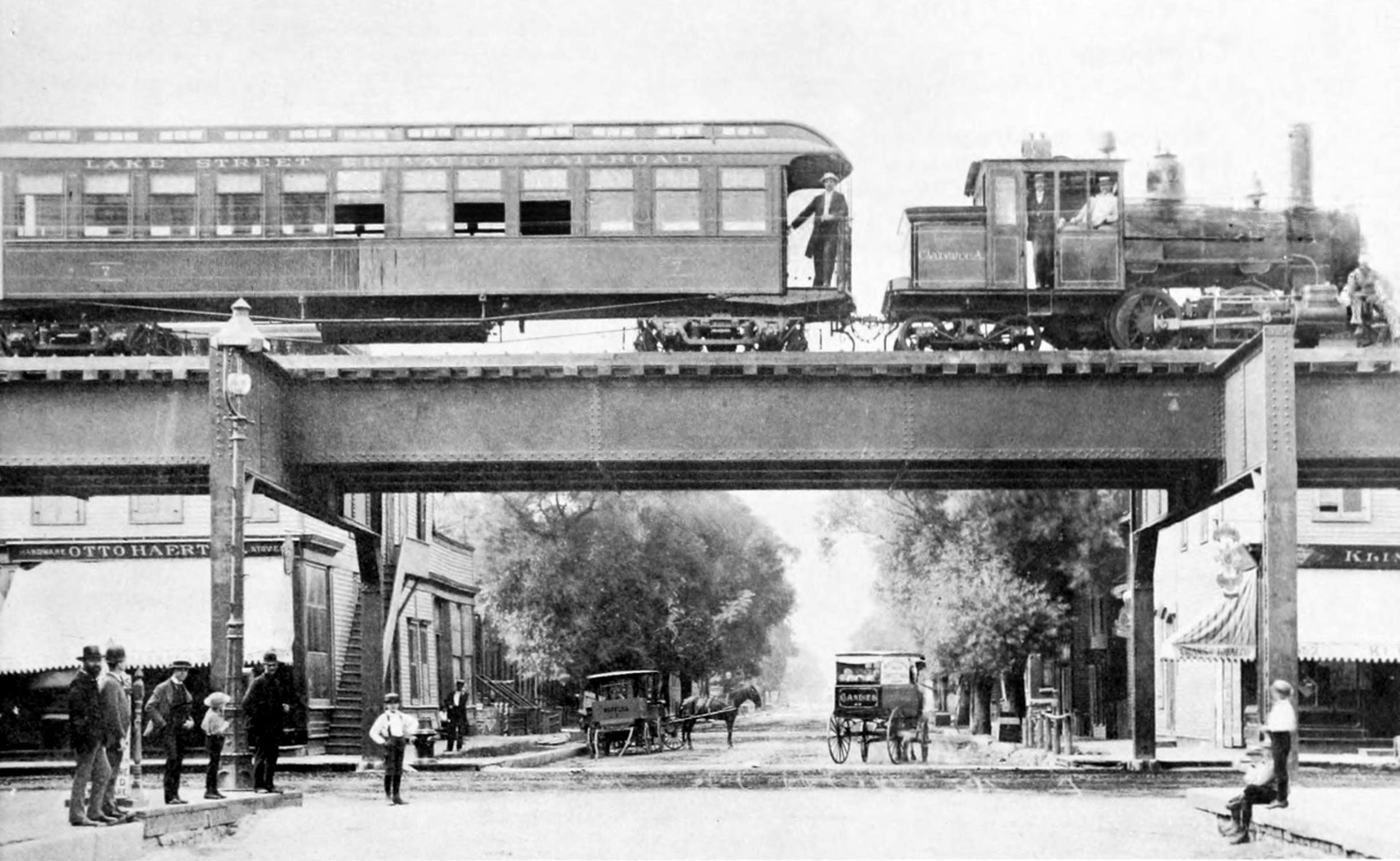
Dampfbespannter Zug der Lake Street L im Eröffnungsjahr 1893

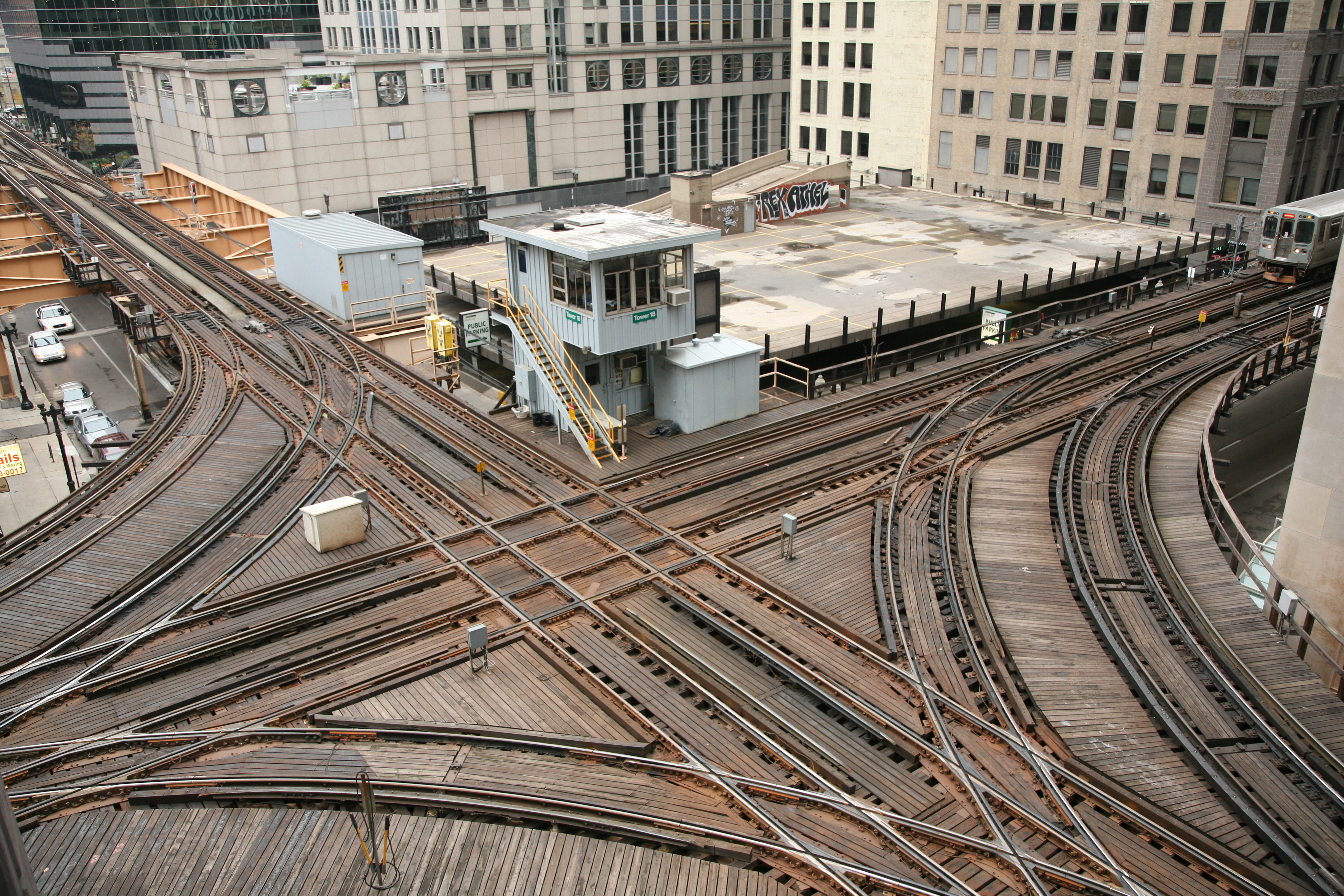
Höhengleiche Streckenkreuzung mit Stellwerk in der Nordwestecke des Loop

Die Grundlage des heutigen Netzes der Chicago Elevated ist eine Reihe von Hochbahnstrecken, die über einen relativ kurzen Zeitraum von rund 20 Jahren rund um die Wende vom 19. zum 20. Jahrhundert von fünf privaten Gesellschaften errichtet wurden.
Als erstes eröffnete die Chicago and South Side Rapid Transit Railroad (ab 1897: South Side Elevated Railroad, kurz South Side L; heutiger Südast der Green Line) am 6. Juni 1892 eine 5,8 Kilometer lange Nord-Süd-Strecke zwischen Roosevelt südlich der Innenstadt und 39th Street. Die Strecke wurde bis April 1893 in mehreren Schritten nach Süden zum Gelände der in diesem Jahr stattfindenden Weltausstellung verlängert (siehe auch hier), wurde jedoch nach Ende der Ausstellung und in den 1980er und 1990er Jahren in mehreren Schritte bis zur heutigen Endstation Cottage Grove verkürzt. Zwischen 1903 und 1908 erhielt die Strecke vier Zweigstrecken, die jedoch mit Ausnahme des Astes zur heutigen südwestlichen Endstation Ashland/63rd in den 1950er Jahren stillgelegt wurden.
Am 28. Oktober 1893 nahm mit der Lake Street Elevated Railroad (ab 1904: Chicago & Oak Park Elevated, kurz weiterhin Lake Street L; heutiger Westast der Green Line) die zweite Hochbahnstrecke den Betrieb auf. Sie führte von einer Endhaltestelle in der Nähe der heutigen Station Washington/Wells über die Lake Street nach Westen bis California und wurde bis 1910 in mehreren Schritten bis zum heutigen Endpunkt Harlem/Lake verlängert. Im Osten wurde die Strecke 1895 von Clinton nach State/Lake verlängert, womit der nördliche Schenkel der späteren Loop geschaffen wurde.
Am 6. Mai 1895 folgte die Metropolitan West Side Elevated Railroad (Met), die bis 1896 ein eigenes Netz mit einer kurzen Stammstrecke zwischen dem westlichen Rand der Innenstadt und Marshfield Station bzw. Marshfield Junction (östlich der heutigen Kreuzung des Westasts der Blue und der Pink Line) und vier Streckenästen in den Westen und Nordwesten der Stadt aufbaute. Mit Ausnahme des kurzen Astes zum Humboldt Park bestehen diese Strecken im Wesentlichen bis heute; der nordwestliche Ast zum Logan Square (Eröffnung: 25. Mai 1895) ist heute Teil des nordwestlichen Astes der Blue Line, der westliche Ast über Cicero (19. Juni 1895) bis Forest Park (11. März 1905), der allerdings in den 1950er Jahren in Mittellage der Interstate 290 verlegt wurde, bildet den Westast der Blue Line und der zwischen 1896 und 1912 kontinuierlich nach Südwesten verlängerte Ast bis 54th/Cermak ist heute der Hauptteil der Pink Line.
Die South Side und Lake Street L wurden wie die frühen Hochbahnen in New York anfangs mit regulären Personenzügen mit Dampflokomotiven betrieben, jedoch bereits bis Mai 1896 (Lake Street L) und Mitte 1898 (South Side L) und damit vor New York mit seitlicher Stromschiene elektrifiziert. Der westliche Abschnitt der Lake Street L zwischen Laramie und Harlem/Lake wurde aufgrund der ursprünglich ebenerdigen Führung mit zahlreichen Bahnübergängen über Oberleitung elektrifiziert und mit Zwei-System-Fahrzeuge mit seitlichem und Dachstromabnehmer bedient. Die Met war die erste Hochbahn der Vereinigten Staaten, die bereits zu ihrer Eröffnung Mitte 1895 elektrisch betrieben wurde, nachdem sie ursprünglich ebenfalls für Dampfbetrieb geplant worden war. Während auf der Lake Street L und der Met wie bei den ersten elektrifizierten Bahnen in New York Elektrolokomotiven mit Reisewagen oder Einzeltriebwagen mit nicht angetriebenen Beiwagen verwendet wurden, setzte die South Side L als weltweit erstes System Triebwagen in Mehrfachtraktion nach dem System Sprague ein, dem heutigen Standard für U-Bahn-Fahrzeuge.
Am 3. Oktober 1897 eröffnete der Union Loop der Union Elevated Railway, eine rund 2,9 Kilometer lange Ringstrecke, die die Innenstadt entlang von Wabash Avenue, Van Buren Street, der heutigen Wells Street und der bestehenden Strecke der Lake Street L durchquerte und an die die Strecken der drei bestehenden Hochbahngesellschaften angeschlossen wurde, sodass diese eine direkte Anbindung der Innenstadt erhielten. Gleichzeitig nahmen South Side und Lake Street L den gemeinsamen bzw. wechselseitigen Betrieb ihrer Strecken auf. Die neuen Verbindungen erhöhten die Attraktivität des Netzes schlagartig, aufgrund der niveaugleichen Kreuzungen und Abzweigungen auf dem Loop (von denen jene im Nordwesten und Südosten bis heute in Betrieb sind) war die Kapazität der Strecke allerdings bereits bei Eröffnung weitgehend ausgeschöpft.
Am 31. Mai 1900 folgte mit der Northwestern Elevated Railroad die letzte Hochbahngesellschaft, die den Loop mit Wilson im Norden Chicagos verband. Im Mai 1907 wurde ab Belmont ein Ast in nordwestliche Richtung bis Western eröffnet, der Ende desselben Jahres Kimball erreichte. Die Strecke wird heute von der Brown Line bedient. Die Nordstrecke wurde 1908 größtenteils ebenerdig bis Central und schließlich 1912 zu ihrem heutigen Endpunkt Linden verlängert, jedoch bis 1931 in Dammlage verlegt. Sie wird heute von der Purple und der Red Line bedient.
1924 wurden die einzelnen Hochbahngesellschaften zur Chicago Rapid Transit Company (CRT) vereinigt, die zum 1. Oktober 1947 zusammen dem ebenfalls privaten Straßenbahnunternehmen Chicago Surface Lines in der städtischen Chicago Transit Authority (CTA) aufging.

#### Philadelphia
In Philadelphia nahm die Philadelphia Rapid Transit Company 1903 die Arbeiten am ersten Teilstück der Market Street Subway-Elevated, der heutigen Market–Frankford Line, auf. Die Strecke ging am 4. März 1907 in Betrieb und führte in Ost-West-Richtung entlang der Market Street, einer der historischen Hauptachsen Philadelphias, von der Station 15th Street beim Rathaus über den Hauptbahnhof an der 30th Street bis zur 69th Street in Upper Darby kurz hinter der Stadtgrenze im Westen. Die Strecke verlief zwischen 15th Street und 22nd Street im Tunnel, danach bis zur 63rd Street als Hochbahn und auf dem kurzen Abschnitt in Upper Darby ebenerdig. Der Tunnel wurde in offener Bauweise in geringer Tiefe angelegt und war von Anfang an viergleisig, um auf den äußeren Gleisen die Subway–Surface Trolleys aus dem Westen Philadelphias in die Innenstadt führen zu können. Der Betrieb war hier bereits am 18. Dezember 1905 aufgenommen worden.
Im Osten wurde die Strecke am 3. August 1908 unterirdisch bis 2nd Street verlängert, bis Oktober 1908 folgten zwei weitere kurze, größtenteils als Hochbahn angelegte Erweiterungen zur Station South Street, wo ein Übergang zu den Fähren über den Delaware River in das benachbarte New Jersey bestand. 1922 wurde die Strecke nördlich von 2nd Street an die neu gebaute Hochbahnstrecke der Frankford Elevated angeschlossen, sodass der durchgehende Betrieb bis in den nordöstlich des Zentrums gelegenen Stadtteil Frankford aufgenommen werden konnte und die spätere Market–Frankford Line im Wesentlichen ihren heutigen Verlauf und ihre heutige Gesamtlänge von 20,8 Kilometern erreichte. Der kurze östliche Ast zur South Street wurde 1939 stillgelegt, nachdem der Fährverkehr infolge der Eröffnung der Benjamin Franklin Bridge 1926 weitestgehend an Bedeutung verloren hatte.
Die Market–Frankford Line wird seit 1968 durch die regionalen Verkehrsbetriebe SEPTA betrieben und bildet heute mit der ebenfalls zu SEPTA gehörenden Broad Street Line (Eröffnung: 1. September 1928) und der größtenteils östlich des Delaware River verlaufenden PATCO Speedline der Port Authority Transit Corporation (Eröffnung in der heutigen Form: 4. Januar 1969) ein zusammenhängendes U-Bahn-Netz, wobei zwischen den Linien der beiden Betreiber keine vollständige tarifliche Integration besteht. Ab 69th Street bildet zudem die heute als Norristown High Speed Line bezeichnete Linie seit 1907 eine logische Verlängerung der Market–Frankford Line in nordwestliche Richtung. Die Strecke ist ebenfalls vollständig kreuzungsfrei trassiert und über Stromschiene elektrifiziert, wird allerdings mit deutlich geringerer Taktdichte und mit schienenbusartigen Einzelwagen betrieben, zudem werden außer den Endhaltestelle alle Stationen nur als Bedarfshalt bedient.

#### New Jersey

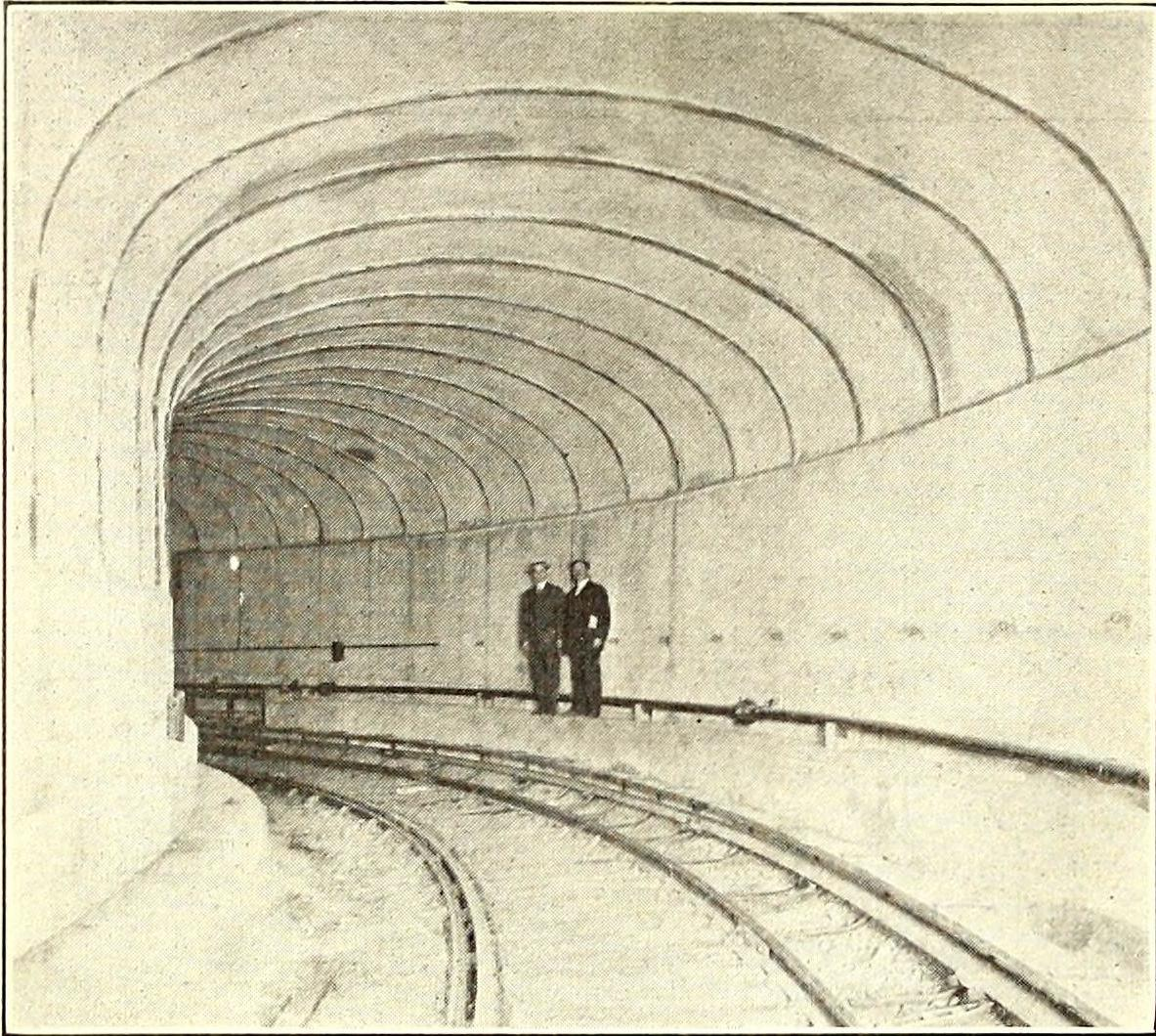
Einer der Tunnel unter dem Hudson kurze Zeit nach seiner Fertigstellung

Parallel zum Bau der ersten U-Bahn-Strecke der IRT in New York City wurde zu Beginn des 20. Jahrhunderts ein weiteres System entwickelt, mit dem das westlich des Hudson Rivers in New Jersey gelegene, dichtbesiedelte Hudson County mit den Städten Hoboken und Jersey City an New York angebunden werden sollte. Ausgangspunkt der Planung war die Schaffung einer festen Verbindung zwischen den Mitte des 19. Jahrhunderts am Westufer des Hudson eröffneten Endbahnhöfen mehrerer großer Eisenbahngesellschaften und New York, nachdem bislang nur ein Übersetzen mit der Fähre möglich war. Nach erfolglosen Versuchen in den 1870er bis 1890er Jahren wurden 1902 die Arbeiten an einem ersten zweigleisigen Tunnel zwischen Hoboken und dem am Osterufer des Hudson gegenüberliegenden mittleren Lower Manhattan aufgenommen, ab 1906 wurde ein zweiter Tunnel zwischen Jersey City und dem südlichen Lower Manhattan gebaut.
Die private Hudson & Manhattan Railroad nahm am 26. Februar 1908 den Betrieb zwischen Hoboken und 6th Avenue/19th Street über den nördlichen Tunnel auf, einen Monat nach Inbetriebnahme der ersten Unterwasserquerung der IRT nach Brooklyn. Die Strecke wurde bis November 1910 in zwei Schritten zum heutigen Endpunkt 33rd Street verlängert. Die Strecke verlief auch in Manhattan vollständig im Tunnel, bis 12th Street wurde der Tunnel bergmännisch, zwischen 12th und 33rd Street in offener Bauweise erstellt. Die ursprüngliche Endstation wurde in den 1930er Jahren im Zuge des Baus der benachbarten 6th Avenue Subway weitreichend umgebaut und rückte hierbei näher an die 32nd Street, die Station an der 28th Street wurde aufgrund des nun als zu gering eingestuften Stationsabstands stillgelegt. Die Station 19th Street wurde 1954 zur Erhöhung der Reisegeschwindigkeit aufgegeben.
Der Betrieb im südlichen Tunnel wurde im Sommer 1909 zwischen Exchange Place in Jersey City und Hudson Terminal auf der New Yorker Seite, etwa am Standort der heutigen Station World Trade Center, aufgenommen.
Bis November 1911 wurde das Netz im Wesentlichen auf seinen heutigen Umfang ausgebaut, lediglich der westliche Endpunkt in Newark wurde 1937 um rund 600 Meter von Park Place zur Pennsylvania Station verlegt. Das Netz hat seitdem eine Länge von 22,2 Kilometern, davon 11,5 Kilometer im Tunnel. Das System wurde 1962 von der Port Authority of New York and New Jersey übernommen und wird seitdem unter der Marke PATH betrieben.

#### Buenos Aires
1913 ging in Buenos Aires die erste U-Bahn-Strecke der südlichen Hemisphäre und der spanischsprachigen Welt in Betrieb, die später in der Linie A der Subte aufging.

### Untergrundbahnen für den Güterverkehr

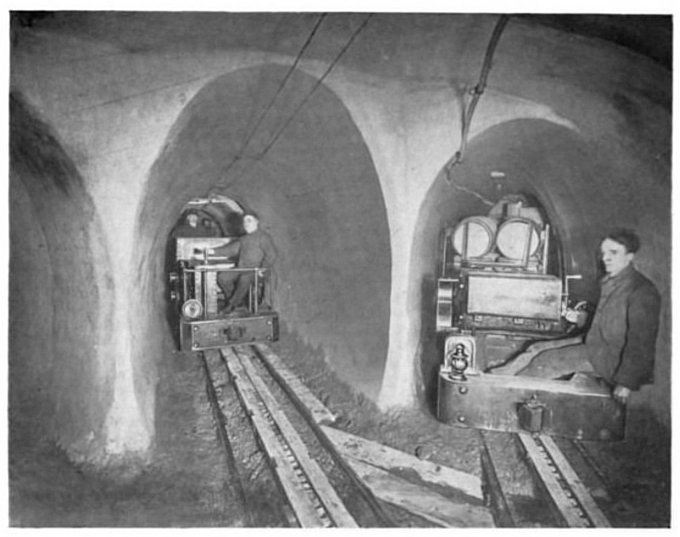
Güter-U-Bahn in Chicago, 1904

Parallel zur Entwicklung des Verkehrsmittels U-Bahn für den Personenverkehr wurden auch Netze für den innerstädtischen Güterverkehr angelegt.
Zwischen 1899 und 1906 baute die Chicago Tunnel Company eine Güter-U-Bahn auf, deren Netz zum Zeitpunkt seiner größten Ausdehnung eine Länge von 97 Kilometern mit Strecken unter dem Großteil der Straßen der Innenstadt umfasste. Mit insgesamt 149 Lokomotiven und 3000 Güterwagen wurden Ladegut und Kohle von den Güterbahnhöfen der Eisenbahn zu Warenhäusern, Büros und Lagern in der Innenstadt und Asche von dort wegbefördert. Der aufkommende Lastwagenverkehr und die Umstellung von Kohle- auf Gasheizung führten ab den 1940er Jahren zu einem erheblichen Rückgang der Umsätze, die Betreibergesellschaft meldete 1956 Insolvenz an. Das Netz wurde 1959 stillgelegt, die Tunnel wurden jedoch erhalten und werden bis in die Gegenwart zur Verlegung von Strom- und Telefonleitungen verwendet.
Nach Vorbild des Chicagoer Systems entstand 1927 in London die London Post Office Railway (ab 1987 offiziell Mail Rail). Sie verband auf einer 10,5 Kilometer langen Ost-West-Strecke das Postsortieramt am Bahnhof Paddington mit sieben anderen Postämtern, der östliche Endpunkt lag beim Bezirkspostamt im Stadtteil Whitechapel. Da fünf der angeschlossenen Ämter im Laufe der Zeit geschlossen wurden, wurde die Anlage 2003 stillgelegt.
Weitere Beispiele sind die 450 Meter lange Post-U-Bahn München (1910 bis 1988) und jene in Zürich (1938 bis 1981).
Auch Kasemattenbahnen und Grubenbahnen können als Güter-U-Bahnen bezeichnet werden, wobei diese auch dem Personentransport dienen können.

## U-Bahn-Bau zwischen den Weltkriegen

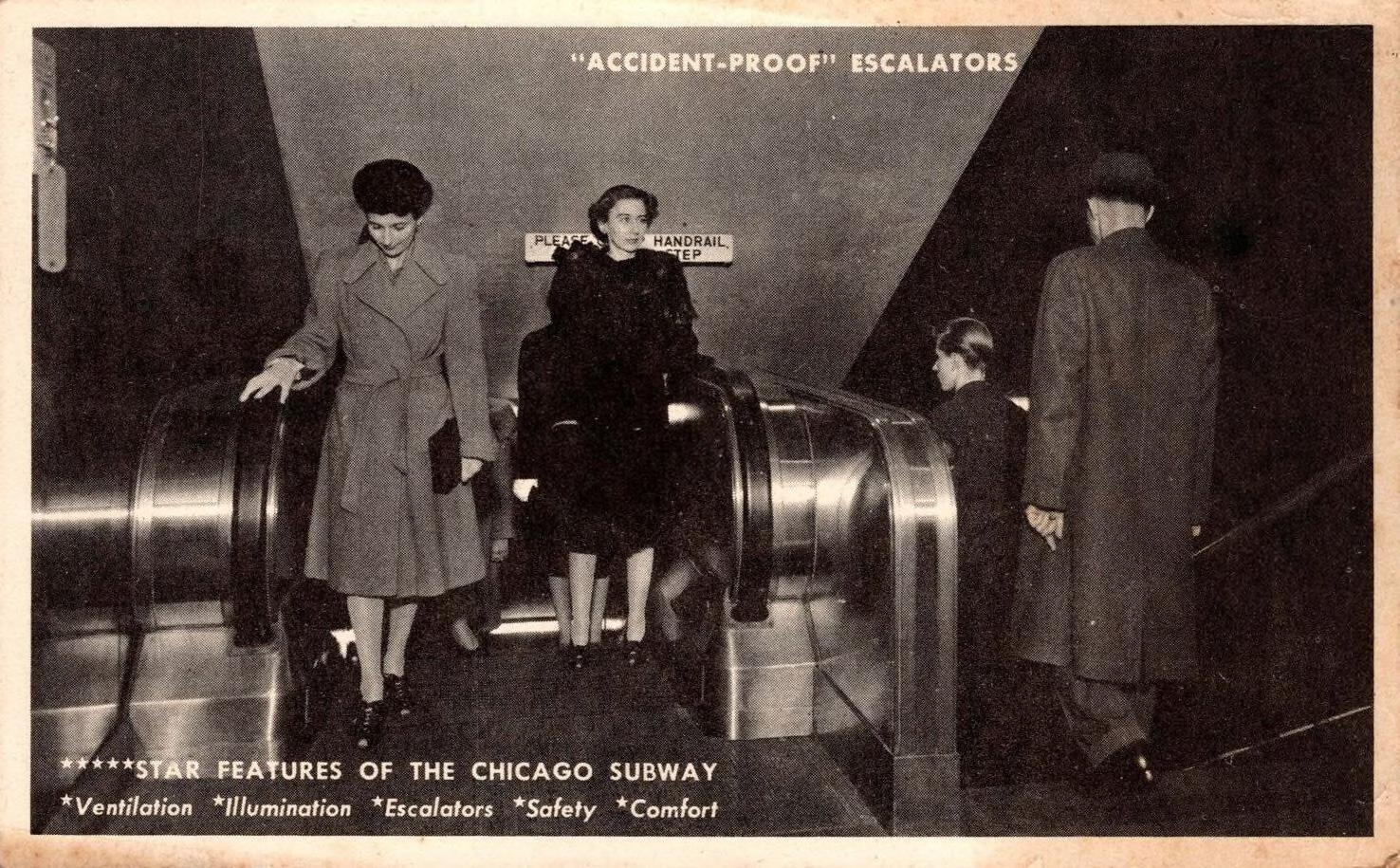
Reklame für „unfallsichere“ U-Bahn-Rolltreppen aus dem Jahr 1942, erst diese machten den Betrieb tiefliegender Stationen praktikabel

Mit dem Beginn des Ersten Weltkriegs endete im Wesentlichen die erste Phase des U-Bahn-Baus. Gleichzeitig hatte das System U-Bahn in allen wesentlichen Komponenten und Parametern eine erste Reife erreicht, deren Erkenntnisse maßgeblich für den Ausbau bestehender und die Anlegung neuer Netze wurden; der elektrische Betrieb war erprobt und etabliert und durch bedeutende Fortschritte bei der Tunnelbautechnik und die Verfügbarkeit der Rolltreppe, die den zügigen und komfortablen Transport großer Mengen von Fahrgästen zwischen tiefliegenden Tunnelbahnhöfen und der Oberfläche ermöglichte, hatte sich die Untergrundbahn gegenüber der Hochbahn als bevorzugte Trassierungsvariante durchgesetzt. In Nordamerika, insbesondere in New York, wurden sogar in erheblichem Umfang bestehende Hochbahnstrecken zurückgebaut und durch Tunnelstrecken ersetzt. Teilweise erfolgte der Abriss von Hochbahnstrecken Jahrzehnte bevor ein entsprechender Ersatz als Tunnelstrecke eröffnete. In einigen Fällen wurden Strecken sogar völlig ersatzlos aufgegeben. Die Fahrzeuge der ältesten Systeme, deren Abmessungen sich noch stark an Straßenbahnwagen orientiert hatten, wurden mittlerweile als zu klein für die wachsende Zahl von Fahrgästen betrachtet. Die verbesserten Methoden des Tunnelbaus ermöglichten auch hier Verbesserungen durch größere Tunnelprofile, die den Einsatz größerer Fahrzeuge erlaubten, deren Abmessungen sich stärker an Eisenbahnwagen orientierten und eine höhere Kapazität boten. Durch Einbeziehung dieser neuen Erkenntnisse und Technologien bei der Erweiterung bestehender Netze entstanden in einigen Städten technisch nicht miteinander kompatible Teilnetze, beispielsweise die ab 1923 in Betrieb genommenen Strecken des Großprofilnetzes in Berlin (Linien U5 bis U9), deren breitere Züge nicht auf den älteren Strecken (Linien U1 bis U4) eingesetzt werden können. In der Geschichte der Berliner U-Bahn — und auch in der Geschichte anderer Netze mit mehreren unterschiedlichen Lichtraumprofilen — kam es jedoch immer wieder vor, dass kleinere Züge in größeren Tunneln eingesetzt wurden, wenn zum Beispiel Fahrzeugmangel dies erforderlich machte. Den Verlust an Kapazität und Komfort nahm man dabei hin. In Berlin bekamen die Trittbretter zur Spaltüberbrückung den volkstümlichen Namen „Blumenbretter“.
Zwischen den Weltkriegen gingen in Europa nur drei Netze neu in Betrieb: 1919 in der spanischen Hauptstadt Madrid, 1924 im katalanischen Barcelona und 1935 in Moskau. Weiterhin wurden 1938 in Rom die Arbeiten für eine erste Strecke aufgenommen, infolge des Kriegseintritts Italiens jedoch 1942 eingestellt (siehe auch hier). Im restlichen Europa verhinderten die Instabilität der Zwischenkriegszeit und später die Weltwirtschaftskrise den Bau neuer Netze. Außerhalb Europas wurden in Tokio (1927) und Osaka (1933) die ersten U-Bahnen Asiens in Betrieb genommen.

### Madrid

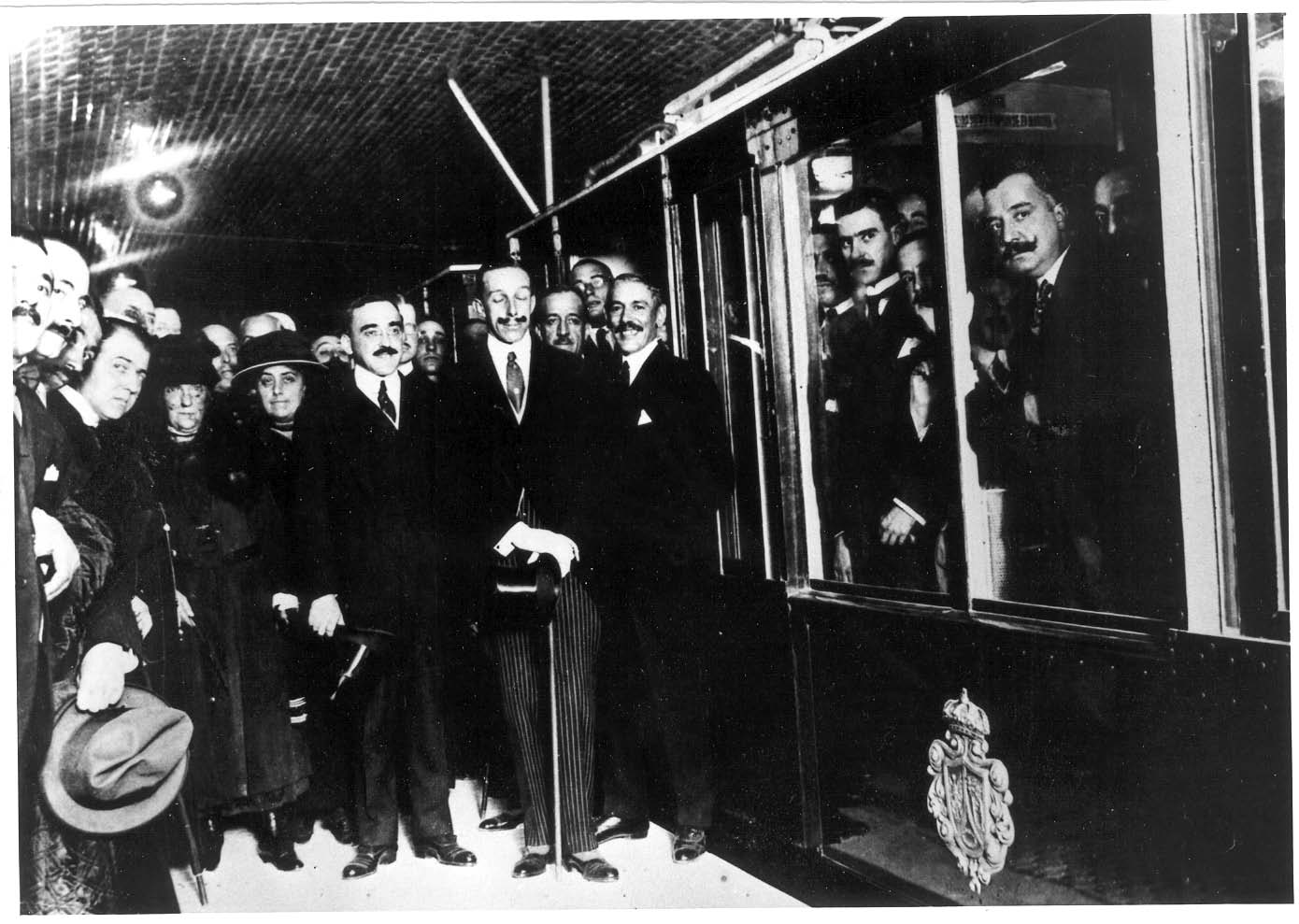
Eröffnung der Metro durch König Alfons XIII. (Bildmitte mit geschlossenen Augen)

Vorschläge für eine U-Bahn in Madrid reichen zurück bis 1886, jedoch legte erst 1914 eine Gruppe von Ingenieuren einen Entwurf vor, der Grundlage für ein konkretes Projekt wurde. Dieser Entwurf sah ein doppelkreuzförmiges Netz aus jeweils zwei Nord-Süd- und Ost-West-Strecken vor, das im weiteren Verlauf der Planungen zu einem Radialnetz mit drei Strecken, die sich an der Puerta del Sol (Station Sol) im Zentrum der Innenstadt treffen (Linien 1, 2 und 3), und einer ergänzenden Tangentialstrecke in Ost-West-Richtung (Linie 4) weiterentwickelt wurde.
Die Arbeiten für die Strecke der Linie 1 wurden 1917 aufgenommen. Während das Königreich Spanien im Ersten Weltkrieg neutral war, stellte die kriegsbedingt angespannte Versorgungslage mit Baumaterialien in Europa dennoch eine Herausforderung für das Vorhaben dar. Die Strecke wurde am 17. Oktober 1919 eröffnet und führte über rund 3,5 Kilometer von Sol über die Haupteinkaufsstraße Gran Vía bis Cuatro Caminos am damaligen nördlichen Stadtrand Madrids. Im Dezember 1921 folgte eine Erweiterung von Sol in südwestliche Richtung zum Hauptbahnhof Atocha, die im Mai 1923 nochmals bis Puente de Vallecas verlängert wurde. Im Norden erhielt die Strecke im März 1929 eine Verlängerung bis Tetuán, womit sie eine Länge von 9,4 Kilometern erreichte. Der erste Abschnitt der Linie 2 wurde am 11. Juni 1924 eröffnet und führte von Sol über 3,8 Kilometer nach Osten bis Ventas. Westlich von Sol wurde die Linie auf einer zweiten Nord-Süd-Strecke durch die Innenstadt verlängert; im Dezember 1925 zunächst bis Quevedo, im September 1929 bis Cuatro Caminos, wo sie erneut auf die Linie 1 traf. Im September 1932 erhielt die Linie eine 1,1 Kilometer lange Zweigstrecke zwischen Goya und Diego de León, die jedoch im Jahr 1958 an die Linie 4 abgegeben wurde. Ebenfalls im Dezember 1925 hatte die Linie zudem ab Ópera einen rund 1,1 Kilometer langen Abzweig zur Estación del Norte (heute: Príncipe Pío) erhalten, der jedoch seit seiner Eröffnung als eigenständige Linie betrieben wird (Linie R für es. „ramal“, dt. „Abzweig“). Der erste, 1,4 Kilometer lange Abschnitt der Linie 3 folgte am 9. August 1936, wenige Wochen nach Ausbruch des Spanischen Bürgerkriegs, zwischen Sol und Embajadores im Süden. Der weitere Ausbau wurde durch die fortschreitenden Kriegshandlungen gehemmt und nach Ende des Konflikts im April 1939 war Madrid wie andere spanische Städte von zahlreichen Kriegsschäden betroffen. Da sich das nunmehr franquistische Spanien im Zweiten Weltkrieg im Wesentlichen nicht an den aktiven Kriegshandlungen beteiligte, spielte der Konflikt für den Alltag des Landes eine insgesamt geringere Rolle, wie schon im Ersten Weltkrieg war der U-Bahn-Bau jedoch von Engpässen bei der Versorgung mit bestimmten Materialien betroffen. Trotz dieser Umstände konnten im Juli 1941 eine Verlängerung der Linie 3 von Sol in nordwestliche Richtung bis Argüelles und 1944 die Linie 4 zwischen Argüelles und Goya in Betrieb genommen werden.
Konstruktiv orientierten sich die Planer der ersten vier Linien eng an der Métro Paris mit bergmännisch angelegten Tunneln und Gewölbestationen, wobei die günstigen Bodenverhältnisse in Madrid den Bau eines vollständig unterirdischen Netzes vereinfachten. Anders als in Paris wurde eine Stromversorgung über Oberleitung und die seltene, von der damaligen Madrider Straßenbahn übernommene Spurweite von 1445 mm gewählt. Das Gesamtvorhaben wurde maßgeblich durch König Alfons XIII. befördert, der die U-Bahn als bedeutenden Beitrag zur Modernisierung Madrids betrachtete und eine Million Peseten aus seinem Privatvermögen beisteuerte und so auch zur Gewinnung weiterer Geldgeber beitrug. Zur Anerkennung seines Engagements erhielt die für Bau- und Betrieb der Metro gegründete Gesellschaft den Namen Compañía Metropolitano Alfons XIII, der jedoch nach Ausrufung der Zweiten Republik im Jahr 1931 in Compañia Metropolitano de Madrid geändert wurde.

### Barcelona
In Barcelona errichteten ab Anfang der 1920er Jahre die zwei privaten Unternehmen Gran Metropolità de Barcelona (kurz: Gran Metro) und Ferrocarril Metropolità de Barcelona (Metro Transversal) die ersten U-Bahn-Strecken. Als erstes eröffnete die Gran Metro am 30. Dezember 1924 eine 2,8 Kilometer lange Strecke von der Plaça de Catalunya im Zentrum der Innenstadt über die Passeig de Gràcia bis Lesseps nordwestlich der Innenstadt. 1925 erhielt die Strecke eine kurze Verlängerung in Richtung der Küste unter der Rambla bis Liceu. Ende 1926 kam eine 1,2 Kilometer lange Zweigstrecke von Passeig de Gràcia unter der Via Laeitana bis Jaume I hinzu, die Anfang 1934 bis Correos (westlich der heutigen Station Barceloneta, 1972 geschlossen) verlängert wurde. Die Metro Transversal eröffnete anderthalb Jahre nach der Gran Metro am 10. Juni 1926 eine 3,9 Kilometer lange Strecke zwischen Catalunya, die damit zum Knoten zwischen den Strecken der beiden Gesellschaften wurde, und Bordeta (westlich der heutigen Station Mercat Nou, 1983 geschlossen). Die Strecke wurde 1932 und 1933 in insgesamt drei Etappen nach Westen bis Santa Eulàlia und nach Osten über Arc de Triomf nach Marina verlängert und wuchs damit auf insgesamt 6,1 Kilometer. An der Plaça d'Espanya wurde zudem gleichzeitig mit der U-Bahn-Station der Metro Transversal ein Bahnhof für die Vorortbahnen der Ferrocarrils Catalans (heute: Ferrocarrils de la Generalitat de Catalunya (FGC)) errichtet. Gran Metro und Metro Transversal wurden 1961 in die städtischen Verkehrsbetriebe Ferrocarril Metropolità de Barcelona eingegliedert. Die beiden Äste der Gran Metro wurden 1972 getrennt, die Strecke zwischen Liceu und Lesseps wurde 1973 zur Linie L3 und die Zweigstrecke nach Correos wurde in die Linie L4 integriert. Die Strecke der Metro Transversal ging gleichzeitig in der Linie L1 auf.
Die Strecken von Gran Metro und Metro Transversal verliefen größtenteils bzw. ausschließlich unterirdisch und folgten in wesentlichen Teilen bestehenden Straßenverläufen, wurden jedoch vorwiegend bergmännisch aufgefahren, nur vereinzelt wurden Tunnel in offener Bauweise angelegt. Während die Strecke der Gran Metro in Normalspur (1435 mm) gebaut wurde, wurde die Metro Transversal mit Spanischer Breitspur (1672 mm) und einem Wagenprofil von 3,1 Metern entworfen, da zunächst eine Verbindung der Haupteisenbahnstrecken aus südlicher und nördlicher Richtung über den Tunnel vorgesehen war. Diese Planungen wurden später nicht umgesetzt, stattdessen wurden gemeinsame viergleisige Tunnelbauwerke für U-Bahn und Nahverkehrszüge angelegt, zunächst mit der Verlängerung von Catalunya nach Arc de Triomf Anfang der 1930er Jahre, dann in den 1950er Jahren bis zur U-Bahn-Station Fabra i Puig bzw. dem Bahnhof Sant Andreu Arsenal.

### Moskau

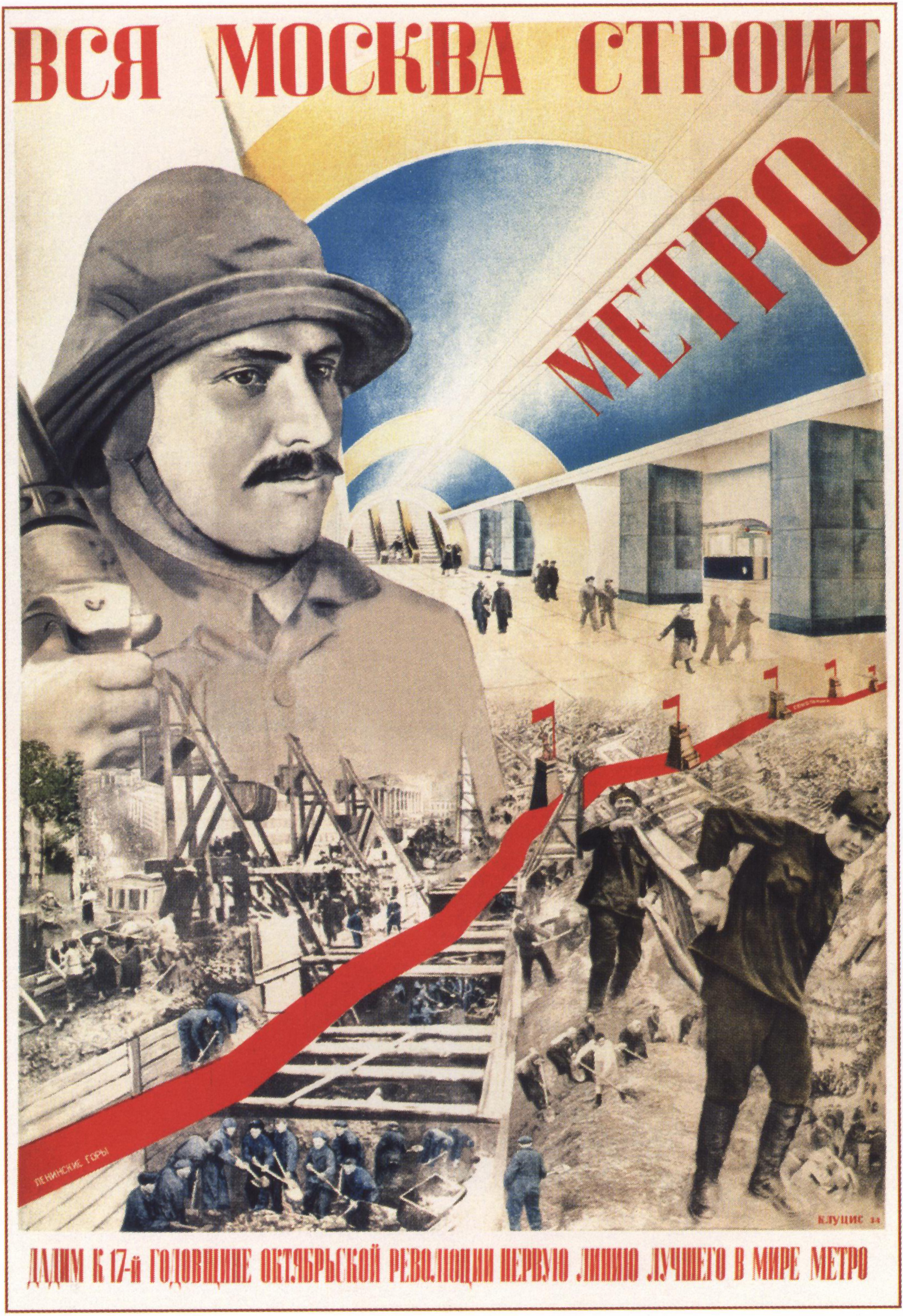
Вся Москва строит метро
(dt. „Ganz Moskau baut eine U-Bahn“); Plakat von Gustavs Klucis zum Aufruf der Moskauer Bevölkerung zur Beteiligung am Metro-Bau

Die erste U-Bahn der Sowjetunion wurde am 15. Mai 1935 in Moskau mit dem ersten Abschnitt der heutigen Sokolnitscheskaja-Linie eröffnet. Die Strecke führte über 8,4 Kilometer von Sokolniki nordöstlich des Zentralbezirks über die Innenstadt bis zur heutigen Station Park Kultury im Südwesten der Innenstadt.
Erste Überlegungen für eine U-Bahn waren bereits im Kaiserreich entwickelt worden, konnten jedoch u. a. aufgrund des Eintritts Russlands in den Ersten Weltkrieg und später aufgrund der Instabilität infolge der Russischen Revolution zunächst nicht weiter verfolgt werden. Die Planungen wurden erst nach Gründung der Sowjetunion (30. Dezember 1922) wieder aufgenommen und sind nicht zuletzt auch im Kontext des Ausbaus Moskaus zur Hauptstadt der Sowjetunion und Schaufenster des Sozialismus zu betrachten, nachdem die Stadt erst 1918 nach Gründung der RSFSR die Funktion der russischen Hauptstadt von Sankt Petersburg übernommen hatte. Darüber hinaus sollte das Vorhaben die Modernisierungs-, Transformations- und Ordnungskraft des Sozialismus und der sozialistischen Führung unter der Kommunistischen Partei demonstrieren.
Im Rahmen der Planungen wurden unter anderem die bestehenden Systeme in New York, London und Berlin untersucht und technische Berater aus dem Vereinigten Königreich verpflichtet, die allerdings nach Vorwürfen der Spionage und Sabotage und einem anschließenden Schauprozess von ihren Aufgaben entbunden und 1933 ausgewiesen wurden. Für den Bau wurden Industrie- und Bergarbeiter, Mitglieder des Komsomol und große Teile der Moskauer Zivilbevölkerung eingesetzt, weshalb das Vorhaben als Gemeinschaftsaufgabe und -leistung des gesamten Landes unter Führung der Kommunistischen Partei präsentiert wurde.
Eine zentrale und das System bis in die Gegenwart auszeichnende Besonderheit waren die sehr großzügig dimensionierten und äußerst aufwändig ausgestalteten Stationen, die ideologisch grundiert als Paläste der Volkes und Paläste der Arbeiterklasse bezeichnet wurden (siehe auch hier). Der besondere gestalterische Anspruch sollte dabei bewusst auch die Bedeutung öffentlicher bzw. der Allgemeinheit gewidmeter Güter im Sozialismus unterstreichen und das System von den gestalterisch schlichteren Netzen im kapitalistischen Ausland abheben. Eine weitere Besonderheit ist die von Anfang an eingeplante sehr große Tiefenlage der Stationen, um diese gleichzeitig als Luftschutzbunker nutzen zu können. Zum ersten und bislang einzigen Mal zu diesem Zweck genutzt wurden die Anlagen wenige Jahre nach Eröffnung der Metro, als die Moskauer Bevölkerung im Jahr 1941 Schutz vor den Luftangriffen der Wehrmacht suchte (siehe auch hier).
Das Moskauer System begründete in vielerlei Hinsicht technische und konzeptionelle Standards, die prägend für die in der zweiten Hälfte des 20. Jahrhunderts realisierten U-Bahn-Projekte in anderen Städten der Sowjetunion und anderer RGW-Staaten wurden (siehe auch hier).

### Tokio

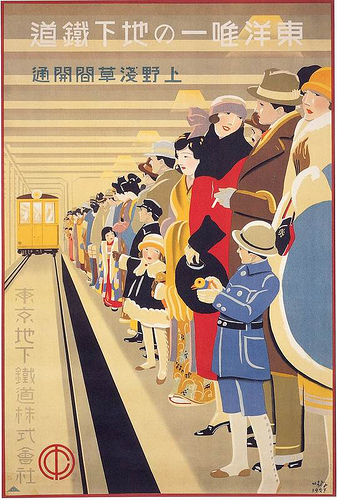
道鐵下地の一唯洋東
通開間草淺野上
(dt. sinngemäß: „Die einzige U-Bahn Asiens, Ueno nach Asakusa, wird eröffnet“); zeitgenössisches Werbeplakat anlässlich der Eröffnung der ersten U-Bahn-Strecke Tokios

Die erste U-Bahn Asiens wurde am 30. Dezember 1927 in Tokio eröffnet. Die 2,2 Kilometer lange Strecke der privaten Tokyo Underground Railway Company verband die Fernbahnhöfe Asakusa und Ueno nordöstlich des Zentrums Tokios und wurde bis 1934 in mehreren Schritten bis zum Bahnhof Shimbashi im südlichen Teil des Zentrums verlängert. Zwischen 1935 und 1938 baute die ebenfalls private Tokyo Rapid Transit Railway Company eine Strecke vom erst 1932 nach Tokio eingemeindeten Shibuya nach Shimbashi. Am 16. September 1939 wurde der durchgehende wechselseitige Betrieb zwischen beiden Betreibern aufgenommen, womit die Strecke ihre finale Länge von rund 14,4 Kilometern erreichte. Sie erschließt seitdem das Gebiet der heutigen fünf zentralen Bezirke Chiyoda, Chūō, Minato, Shibuya und Taitō und u. a. das bereits 1939 bedeutende Geschäfts-, Einkaufs- und Vergnügungsviertel Ginza rund um die gleichnamige Hauptstraße. Nach ihr wird die Linie seit 1953 als Ginza Line bezeichnet, um sie von der zu dieser Zeit in Bau befindlichen zweiten Tokioter U-Bahn-Linie, der Marunouchi Line, zu unterscheiden. In Hinblick auf Fahrzeuge und Infrastruktur orientierten sich die Planer der späteren Ginza Line stark an den bestehenden europäischen und nordamerikanischen Netzen, u. a. an Berlin und New York, und übernahmen u. a. die dort verwendete Normalspur – im Gegensatz zur sonst in Japan üblichen Kapspur – und die Elektrifizierung über eine seitliche Stromschiene.
Tokyo Underground Railway Company und Tokyo Rapid Transit Railway Company wurden 1941 durch die Regierung zur Teito Rapid Transit Authority verschmolzen und verstaatlicht, um Planung, Bau und Betrieb weiterer Strecken in Tokio und seinem Umland zu übernehmen. Das Unternehmen befindet sich seitdem im gemeinsamen Eigentum des japanischen Staates und der Stadt Tokio bzw. seit Auflösung der Stadt Tokio als eigenständiger Gebietskörperschaft 1943 der zum selben Zeitpunkt neu konstituierten Präfektur Tokio. 2004 erfolgten die formale Privatisierung und die Umbenennung in Tokyo Metro Company (ja. 東京メトロ, Tōkyō Metoro). Neben ihr gibt es seit 1960 das zur Präfektur Tokio gehörende Tokyo Metropolitan Government Transportation Bureau, das unter dem Namen Toei als zweite U-Bahn-Gesellschaft agiert und heute vier der 13 Linien des Tokioter Netzes betreibt.

### Osaka
Osaka nahm bereits in der ersten Hälfte der 1920er Jahre parallel zum Bau der ersten Strecke in Tokio Planungen für eine eigene U-Bahn auf, die 1925 im Beschluss über den Bau eines 54,8 Kilometer langen Netzes mir vier Linien mündeten. Der Baubeginn erfolgte 1930, der erste, 3 Kilometer lange Abschnitt der Midōsuji Line wurde am 20. Mai 1933 eröffnet und führte im Wesentlichen entlang der gleichnamigen Nord-Süd-Hauptstraße von den wichtigen Fernbahnhöfen Umeda und Osaka im Norden der Innenstadt nach Shinsaibashi im Zentrum. Die Strecke wurde bis 1938 in zwei Schritten über den Bahnhof Namba bis zum Bahnhof Tennōji verlängert und erreichte damit eine Länge von 7,5 Kilometern. Die bereits laufenden Arbeiten für eine weitere Verlängerung mussten 1943 aufgrund der laufenden Kriegshandlungen unterbrochen werden und konnten erst 1952 abgeschlossen werden.
Wie bei der Ginza Line in Tokio orientierte sich die Planung in Osaka an bestehenden europäischen und nordamerikanischen Netzen und übernahm ebenfalls Normalspur und Stromschiene. Die Strecke wurde durch das städtische Osaka Municipal Transportation Bureau gebaut und war die erste U-Bahn-Strecke Japans, die aus öffentlichen Mitteln finanziert wurde. Die U-Bahn befindet sich bis heute im Eigentum der Stadt, 2018 wurde sie jedoch in Hinblick auf eine mögliche spätere Privatisierung an die neu gegründete städtische Osaka Metro Company (ja. 東京メトロ, Ōsaka Metoro) übertragen.

## 1940er bis 1970er Jahre: Weiterer Ausbau in Europa, Nordamerika und Japan

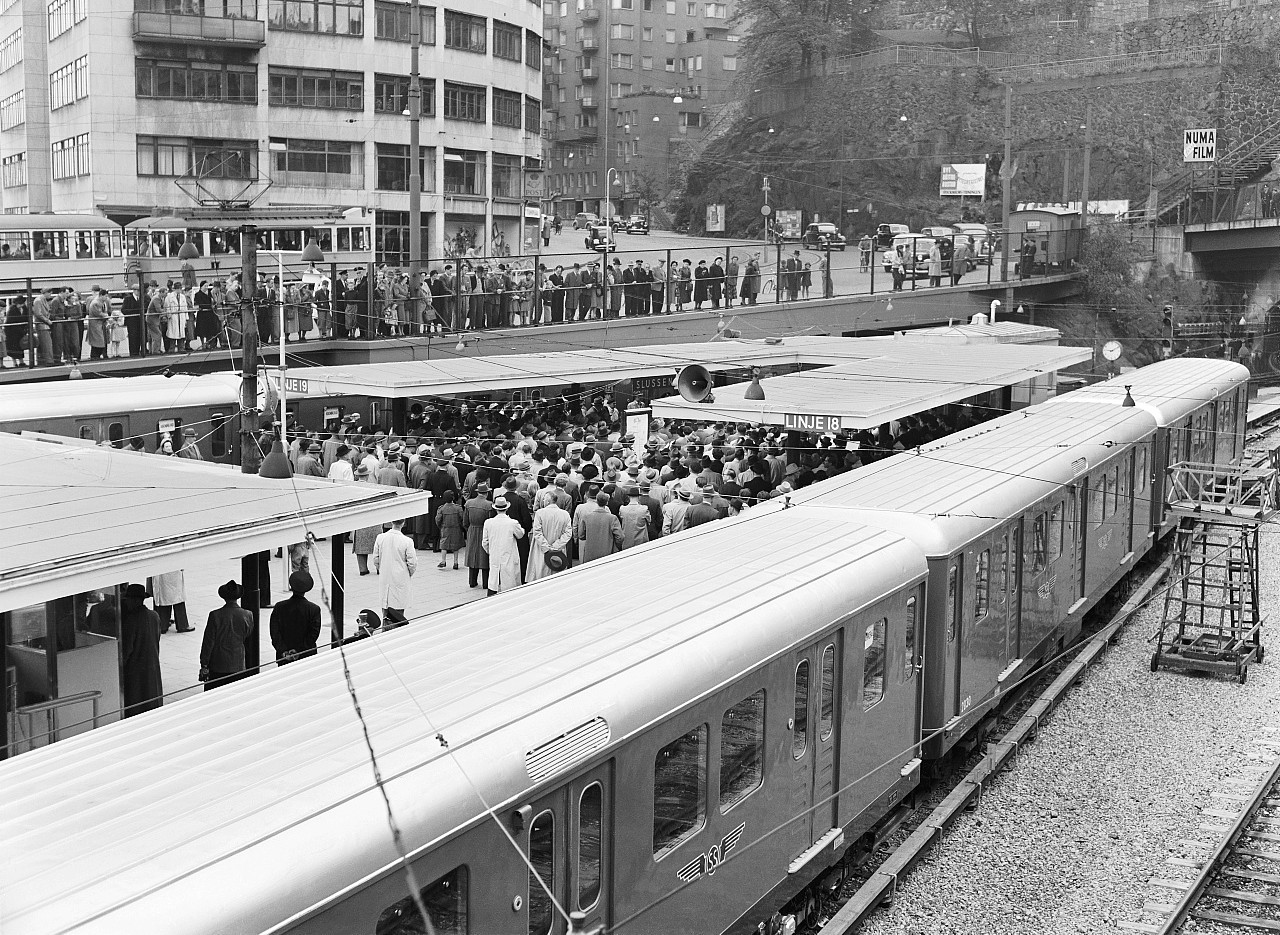
Stockholm nahm am 1. Oktober 1950 das erste neue System nach Ende des Zweiten Weltkriegs in Betrieb; im Bild die Eröffnungsfeierlichkeit an der nördlichen Endstation Slussen

Während und unmittelbar nach dem Zweiten Weltkrieg ruhte der U-Bahn-Bau nahezu überall auf der Welt, wurde jedoch schon bald wieder aufgenommen. Bis in die frühen 1970er Jahre beschränkten sich neue Netze weiterhin auf Haupt- und Großstädte in West- und Mitteleuropa, Nordamerika, Japan und in der Sowjetunion (siehe hier).
Das erste neue System nach dem Krieg und die erste U-Bahn Nordeuropas wurde 1950 in Stockholm mit dem ersten Abschnitt der Grünen Linie zwischen Slussen und Hökarängen in Betrieb genommen, wobei der Abschnitt zwischen Johanneshov (heute: Gullmarsplan) und Blåsut aus einer bestehenden Vorortstraßenbahn hervorging. Weiterhin ist zu berücksichtigen, dass das im Krieg offiziell neutrale Schweden nicht an aktiven Kriegshandlungen beteiligt war und seine U-Bahn-Planungen und den Bau von Strecken und weiterer Infrastruktur, die bereits für den späteren U-Bahn-Betrieb ausgelegt waren, auch während der Kriegsjahre verfolgen konnte.
Es folgten Toronto (1954) als größte Stadt Kanadas und Hauptstadt der Provinz Ontario, die italienische Hauptstadt Rom (1955) mit der ersten U-Bahn des Landes (siehe auch hier), Cleveland (1955), das zu diesem Zeitpunkt zu den bevölkerungsreichsten Städten der Vereinigten Staaten zählte und ein bedeutender Industriestandort war, Nagoya (1957) als Hauptstadt der Präfektur Aichi und ebenfalls bedeutendes Industriezentrum sowie die portugiesische Hauptstadt Lissabon (1959). In den 1960er Jahren folgten Mailand (1964) als zweitgrößte Stadt Italiens und Hauptstadt der Lombardei, Norwegens Hauptstadt Oslo (1966), Montreal (1966) als zweitgrößte Stadt Kanadas und größtes urbanes Zentrum der Provinz Québec, das niederländische Wirtschafts- und Logistikzentrum Rotterdam (1968), Mexiko-Stadt (1969) als Hauptstadt und größte Stadt des Landes, München (1971) als Hauptstadt und größte Stadt Bayerns sowie Gastgeber der Olympischen Sommerspiele 1972, Sapporo (1972) als Hauptstadt und größte Stadt der Präfektur Hokkaidō sowie Gastgeber der Olympischen Winterspiele 1972 (siehe auch hier), Nürnberg (1972) als zweitgrößte Stadt Bayerns, San Francisco (1972) als Zentrum einer der größten Ballungsräume der Vereinigten Staaten und Yokohama als bedeutende Hafen- und Industriestadt in der Metropolregion Tokio und Hauptstadt der Präfektur Kanagawa.
Massenmotorisierung und die funktionsgetrennte und autogerechte Stadt
In Westeuropa, Nordamerika und Japan wurden Stadt- und Verkehrsplanung von den 1950er bis in die 1970er Jahre – in den Vereinigten Staaten vielfach auch bis in die Gegenwart – maßgeblich von der Massenmotorisierung und den eng hiermit und miteinander verbundenen planerischen Leitbildern der funktionsgetrennten Stadt im Sinne der Charta von Athen und der autogerechten Stadt geprägt, die in den kriegszerstörten Städten Europas und Japans damit auch vielfach planerische Grundlage des Wiederaufbaus wurden.
Infolge der planerisch gewünschten funktionalen Entmischung der Städte mit weitgehender räumlicher Trennung von Wohn-, Arbeits-, Versorgungs- und Freizeitstandorten und zusätzlich verstärkt durch die gleichzeitige Suburbanisierung, das heißt des Wachstums der Siedlungsgebiete in ihren bisherigen Randbereichen, ergab sich ein grundsätzlich erhöhter Mobilitätsbedarf. Während dieser in den weiterhin verdichteten städtischen Räumen und den neu entstehenden Großwohnsiedlungen effizient durch den ÖPNV bedient werden konnte und in zahlreichen Städten neben umfangreichen Ausbauvorhaben für den Kfz-Verkehr auch ehrgeizige ÖPNV-Vorhaben verfolgt wurden, waren die wachsenden Siedlungen in der Vorstadt, am Stadtrand und auf der bildlichen oder tatsächlichen grünen Wiese häufig vorrangig auf den motorisierten Individualverkehr ausgerichtet bzw. wurden durch ihn maßgeblich ermöglicht und befördert und boten sich aufgrund ihrer teilweise geringen bis sehr geringen baulichen Dichte nicht für eine ÖPNV-Erschließung an.
Die rapide wachsende Zahl privater Kraftfahrzeuge führte in zahlreichen europäischen Städten zu Konflikten mit der Straßenbahn, die nach dem Krieg noch vielfach die Hauptlast des städtischen Nahverkehrs trug und mit dem Kfz-Verkehr um begrenzte Verkehrsflächen konkurrierte. Die Städte des Kontinents gelangten in der Frage des weiteren Umgangs mit dem Verkehrsmittel Straßenbahn bzw. der Weiterentwicklung ihrer ÖPNV-Netze zu unterschiedlichen Schlussfolgerungen; in Frankreich (siehe hier) und im Vereinigten Königreich (siehe hier) wurde die bereits in den 1920er und 1930er Jahren begonnene Stilllegung der Straßenbahnnetze mit wenigen Ausnahmen bis zum Beginn der 1960er Jahre abgeschlossen und der städtische Nahverkehr abseits der bereits bestehenden U-Bahn-Systeme in London, Glasgow und Paris auf Busse umgestellt. Während auch in der Bundesrepublik die Straßenbahnbetriebe zahlreicher kleinerer Städte geschlossen wurden (siehe hier), favorisierte eine große Zahl der deutschen Großstädte grundsätzlich den Erhalt der Straßenbahn, betrachtete jedoch Anpassungen als erforderlich.

### Neubauplanungen in Westdeutschland

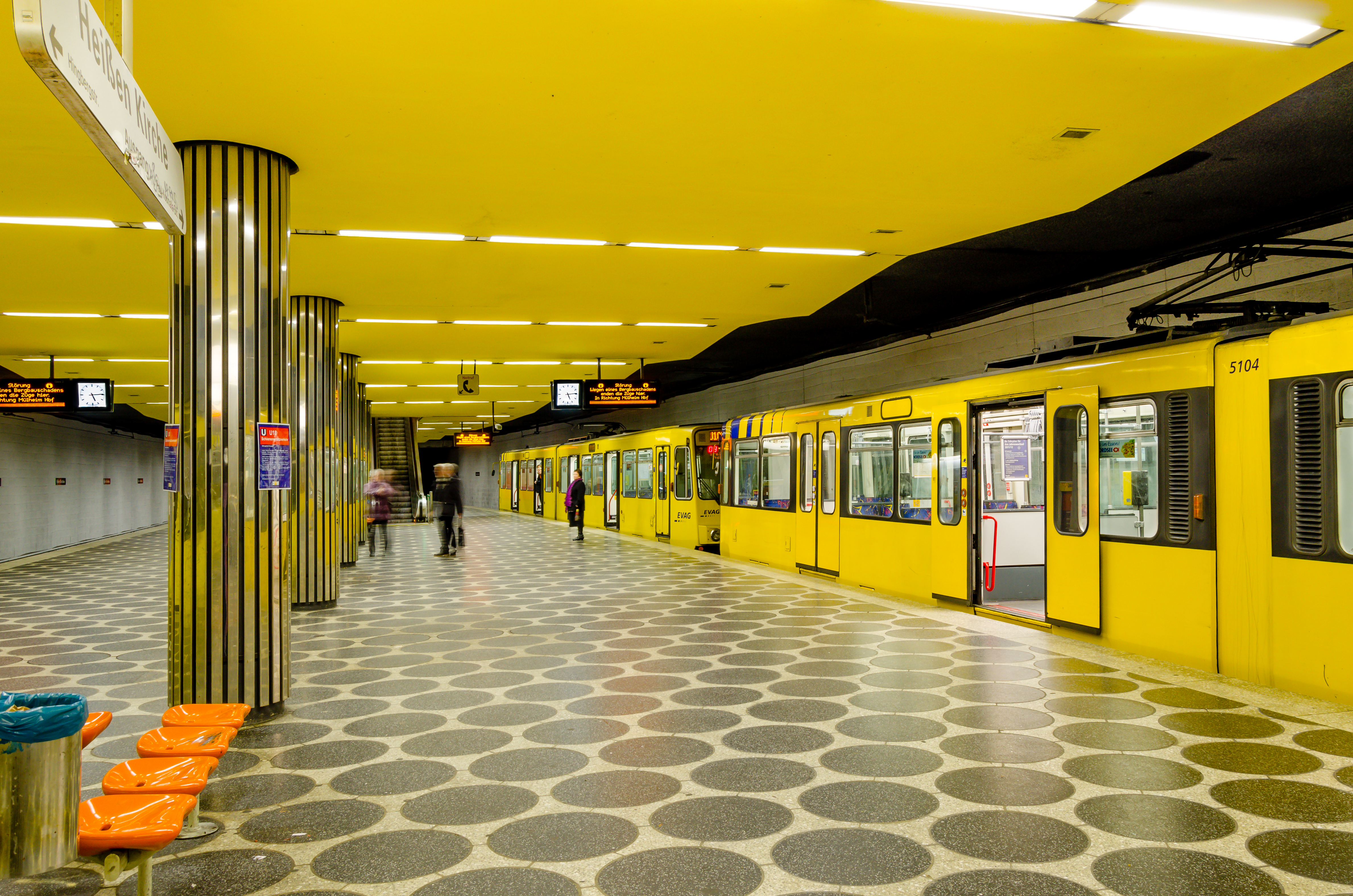
Station Heißen Kirche der Stadtbahn Essen; Teil der 1977 eröffneten sogenannten Modellstrecke zur Erprobung und Demonstration der Systemparameter des ursprünglich als Stadtbahn Rhein-Ruhr geplanten städteübergreifenden U-Bahn-Netzes

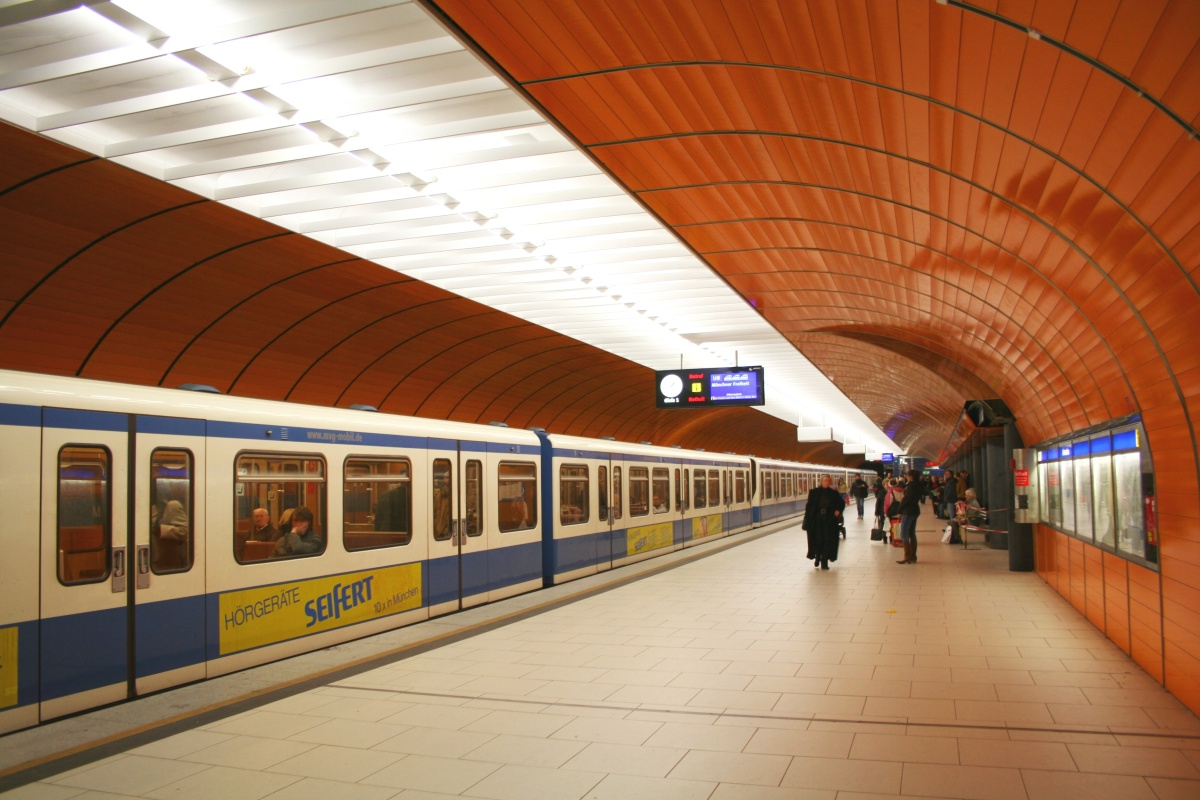
Münchner U-Bahnhof Marienplatz mit für die 1970er Jahre charakteristischer Farb- und Formsprache

Um den wachsenden Spannungen zwischen Straßenbahn und privaten Kraftfahrzeugen zu begegnen, wurde zunächst vielfach die Verlegung bestehender innerstädtischer Straßenbahnstrecken, die durch die am stärksten vom Kfz-Verkehr in Anspruch genommenen Straßen verliefen, in neue Tunnel verfolgt, sodass Straßenbahn und MIV auf getrennten Ebenen unabhängig voneinander verkehren sollten. Die weniger belasteten Außenstrecken sollten im Wesentlichen erhalten und an die neuen Tunnel angeschlossen und auch durch Neubaustrecken an der Oberfläche ergänzt oder ersetzt werden. Planungen für solche Unterpflasterstraßenbahnen (U-Strab) wurden u. a. in München (Beschlussfassung im Stadtrat: 1959), Stuttgart (1961), Köln (1962) und Nürnberg (1963) sowie in verschiedenen Städten des Ruhrgebiets verfolgt.
Wenige Jahre nach ihrer Entscheidung für den Ausbau der bestehenden Straßenbahnnetze und teilweise während der bereits laufenden Umsetzung erster Streckentunnel entschieden sich einige der genannten Städte, anstelle der U-Strab eine vollständig kreuzungsfrei trassierte U-Bahn zu bauen bzw. ihr Netz langfristig in diese Richtung zu entwickeln. Köln, München und Nürnberg fassten entsprechende Beschlüsse im Laufe des Jahres 1965 – München beschloss zu diesem Zeitpunkt ein U-Bahn-Zielnetz für die gesamte Stadt, hatte jedoch bereits 1963 den perspektivischen Ausbau der zu diesem Zeitpunkt geplanten U-Strab-Strecken für eine Voll-U-Bahn beschlossen. Die U-Bahn Stuttgart wurde ab 1969 geplant. Hinzu kamen Frankfurt, das zuvor den Bau einer U-Strab untersucht, jedoch verworfen und stattdessen bereits 1961 die langfristige Weiterentwicklung seines Straßenbahnnetzes zu einer U-Bahn beschlossen hatte, Bremen, das ebenfalls die langfristige Umwandlung seines Straßenbahnnetzes zur Voll-U-Bahn verfolgte, sowie Hannover (1965) und Düsseldorf (1968), die ebenfalls eine U-Strab geprüft, jedoch nicht weiter verfolgt hatten.
Ab Ende der 1960er Jahre erarbeitete das Land Nordrhein-Westfalen parallel zu den einzelnen Städten eine umfassende Rahmenplanung für den städtischen und stadtregionalen Schienennahverkehr, die für die drei Ballungsräume Rhein-Ruhr, Köln/Bonn und Bielefeld U-Bahn-Netze auf Grundlage einheitlicher technischer Parameter vorsah und durch besondere Fördermaßnahmen des Landes begleitet wurde. Die gemeinsamen technischen Merkmale umfassten insbesondere die vollständig kreuzungsfreie Trassierung, Elektrifizierung über Stromschiene, Stationen mit 115 Meter langen Hochbahnsteigen und den Einsatz eines einheitlichen Fahrzeugtyps, 1972 konkretisiert im Konzept des sogenannten A-Wagens. Die Spezifikationen wurden maßgeblich durch die Ende der 1960er Jahre bereits in Bau befindlichen U-Strab-Tunnel in Essen beeinflusst, die sich ihrerseits an den Großprofillinien der Berliner U-Bahn orientierten. Obschon es sich bei den geplanten Systemen aufgrund der kreuzungsfreien Trassierung um U-Bahnen gehandelt hätte (siehe hier), verwendete Nordrhein-Westfalen die Bezeichnung Stadtbahn, um die städteverbindende Funktion des Verkehrsmittels zu betonen. Der 1969 vorgestellte Leitplan Öffentlicher Personennahverkehr beinhaltete für das Ruhrgebiet den Aufbau eines rund 200 Kilometer langen Netzes, nach Einbeziehung Düsseldorfs Anfang der 1970er Jahre betrug die projektierte Länge rund 300 Kilometer. Die Umsetzung der Gesamtmaßnahme sollte bis zum Jahr 2000 erfolgen, ein Grundnetz besonders wichtiger Strecken mit einer Gesamtlänge von rund 100 Kilometern sollte bereits 1980 fertiggestellt werden. 1969 gründeten die Ruhrgebiets-Städte Bochum, Castrop-Rauxel, Dortmund, Duisburg, Essen, Gelsenkirchen, Herne, Mülheim an der Ruhr, Oberhausen und Recklinghausen sowie die damals noch selbstständige Stadt Wattenscheid die Stadtbahngesellschaft Ruhr, nach Beitritt Hattingens und Düsseldorfs 1971 bzw. 1972 Stadtbahngesellschaft Rhein-Ruhr, als gemeinsame Planungs- und Koordinierungsinstanz für die Umsetzung der Stadtbahn. Die bestehenden und teilweise bereits in Umsetzung befindlichen Planungen in Düsseldorf und den Städten des Ruhrgebiets sowie in Köln wurden in die Rahmenplanung integriert und an deren technische Vorgaben angepasst. Bielefeld, das zuvor eine U-Strab geprüft, jedoch nicht weiter verfolgt hatte, beschloss 1970 den Umbau seines Straßenbahnnetzes auf Grundlage der neuen gemeinsamen Parameter.
Nachdem die Bauarbeiten für die einzelnen Netze kurze Zeit nach den jeweiligen Beschlussfassungen aufgenommen und erste U-Bahn-mäßig ausgebaute Strecken in Betrieb genommen worden waren, zeichnete sich bereits ab den 1970er Jahren in der Mehrzahl der potentiellen deutschen U-Bahn-Städte ab, dass der Bau vollständig kreuzungsfrei trassierter Netze im bislang vorgesehenen Umfang allenfalls sehr langfristig erreicht werden könnte und dass insbesondere die Finanzierung nicht gesichert war. In der Folge nahmen die Städte nach und nach Abstand von den bisherigen Planungen und wandelten sie erneut in Richtung eines Mischsystems ab, das die als Teil der U-Bahn-Planung entworfenen Tunnelstrecken mit oberirdischen, bevorzugt auf unabhängigem oder besonderem Bahnkörper geführten Außenstrecken kombiniert. Die Netze wurden unter dieser neuen Maßgabe weiterentwickelt und gingen letztlich in den heutigen Stadtbahn-Systemen von Bielefeld, Frankfurt, Hannover, Köln und Bonn sowie Stuttgart und den Teilnetzen der Stadtbahn Rhein-Ruhr auf. Bremen gab seine U-Bahn-Planungen vor dem Bau der geplanten Tunnelstrecken auf und modernisierte sein Straßenbahnnetz konventionell, hatte allerdings in den 1960er und 1970er Jahren in Hinblick auf den späteren U-Bahn-Betrieb mehrere kreuzungsfreie, teilweise in Hochlage geführte Streckenerweiterungen realisiert. Lediglich München und Nürnberg setzten ihre Planungen weitgehend entsprechend der ursprünglichen Konzeption um und stellten vollständig kreuzungsfrei trassierte U-Bahn-Netze her. Gleichzeitig behielten beide Städte ihre Straßenbahnen und entwickelten auch diese weiter.

### Neue Betriebe in Osteuropa

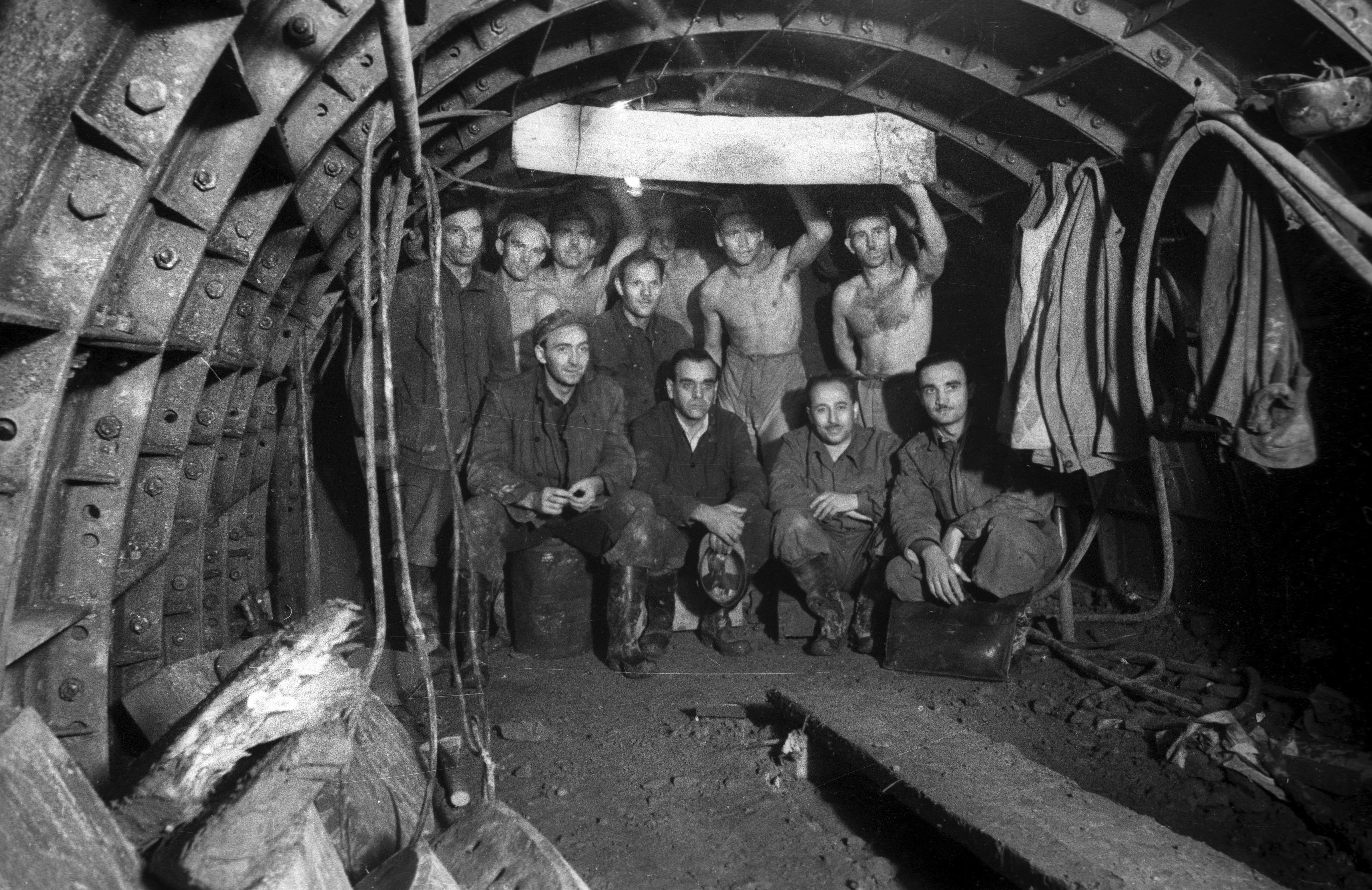
Arbeiter beim Bau der Budapester Metro in einem Streckentunnel, 1953
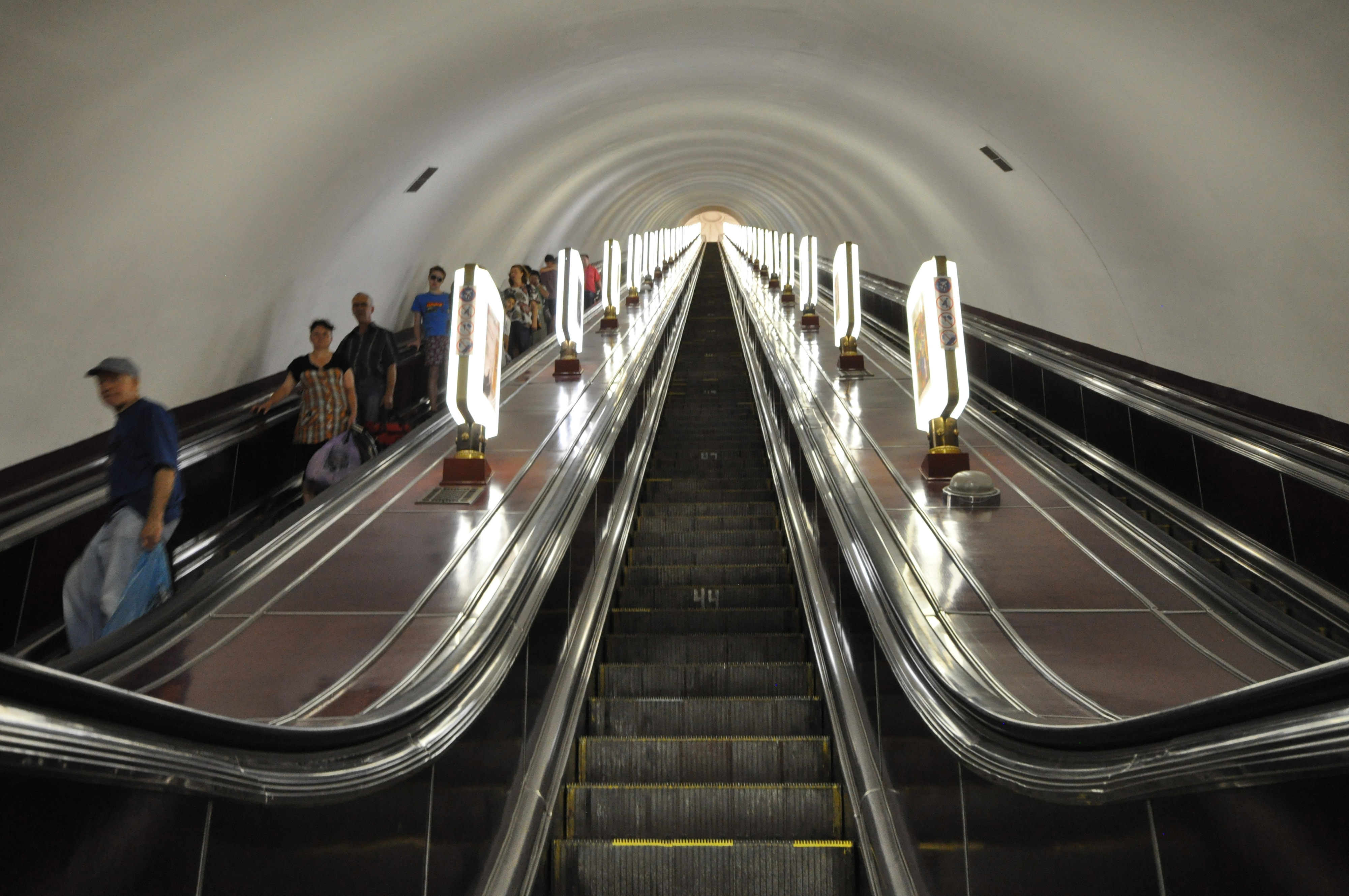
Bergmännisch aufgefahrener Rolltreppentunnel an der Station Arsenalna der Metro Kiew; zahlreiche der nach sowjetischem Muster gebauten Systeme verzichten auf Festtreppen und Aufzüge
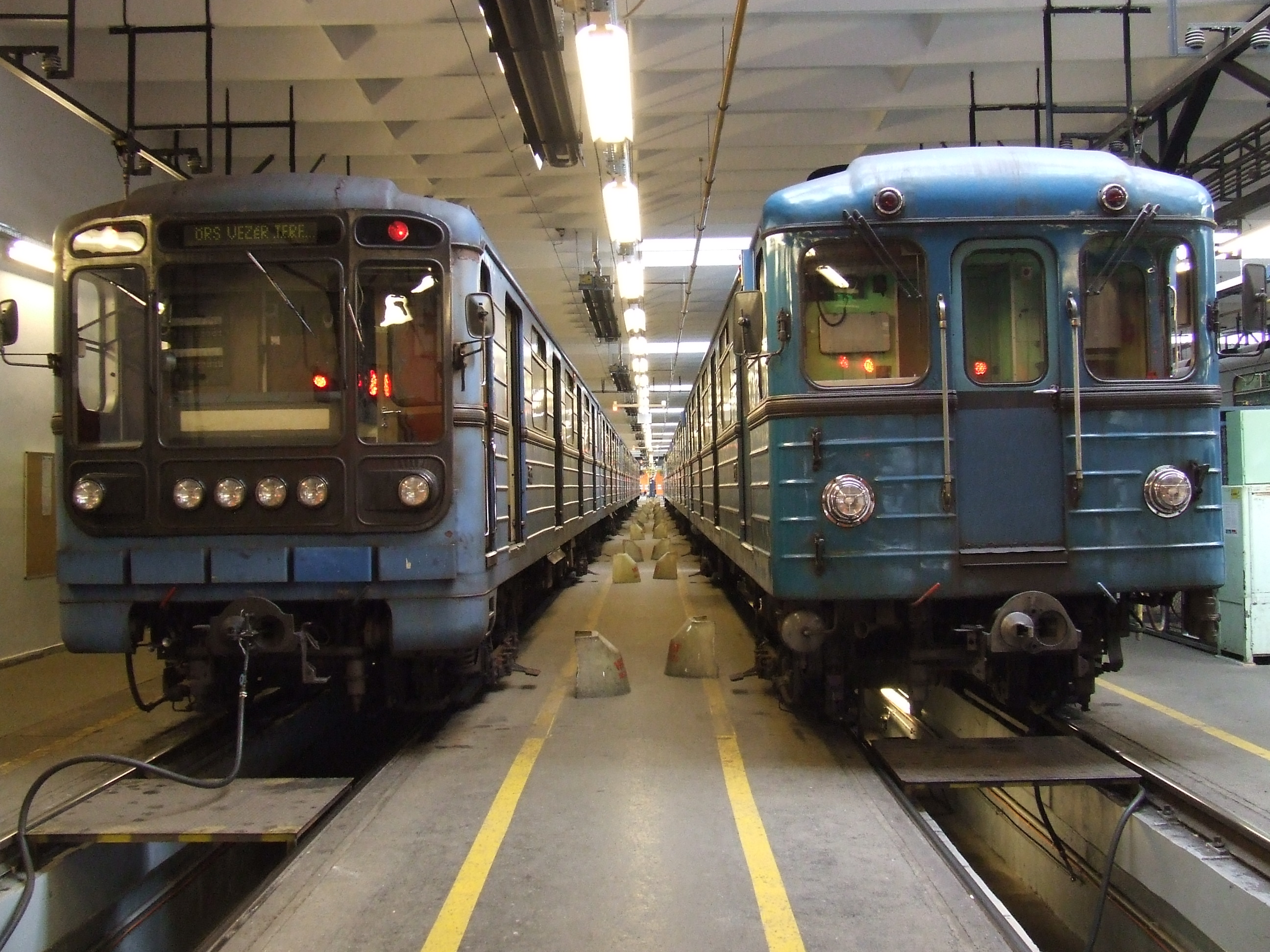
Baureihe 81-717/714 (links) und der bis in die 1970er Jahre produzierte Vorgängertyp „E“ (rechts) von Metrowagonmasch: Standardfahrzeuge zahlreicher osteuropäischer Netze

Die Prinzipien der Charta von Athen übten auch auf die Stadtplanung in den sozialistischen Staaten des östlichen Mitteleuropas und Osteuropas erheblichen Einfluss aus. Da sich der private Pkw-Besitz jedoch nicht in derselben Geschwindigkeit wie in Westeuropa entwickelte, spielte der ÖPNV hier eine wesentlich größere Rolle und bestehende Straßenbahnnetze wurden hier grundsätzlich erhalten.
Ab Mitte des 20. Jahrhunderts wurden in zahlreichen Städten der Sowjetunion und anderer RGW-Staaten neue U-Bahnen aufgebaut, wobei die Inbetriebnahme teilweise erst nach Auflösung von RGW (Juni 1991) und Sowjetunion (Dezember 1991) erfolgte und die ursprünglich geplanten Zielnetze teilweise bis in die Gegenwart nicht realisiert wurden. Zu den in dieser Zeit realisierten bzw. initiierten Systemen gehören u. a. Leningrad (Eröffnung: 1955), Kiew (1960), Tbilissi (1966), Baku (1967), Prag (1974), Charkiw (1975), Taschkent (1977), Bukarest (1979), Jerewan (1981), Minsk (1984), Nischni Nowgorod (1985), Samara (1987), Dnipro (1995), Warschau (1995), Sofia (1998), Kasan (2005) und Almaty (2011). In Budapest wurden zusätzlich zur 1896 eröffneten ersten Linie zwei weitere Linien gebaut, der erste Abschnitt eröffnete hier 1970. Hinzu kamen U-Straßenbahnen, beispielsweise in Wolgograd und Krywyj Rih.
Für Aşgabat, Bischkek, Chișinău, Duschanbe, Tallinn und Vilnius, die Hauptstädte der weiteren Unionsrepubliken, wurden zu Zeiten der Sowjetunion keine U-Bahn-Planungen verfolgt, da diese damals weniger als eine Million Einwohner hatten, was als grundsätzliche Voraussetzung für den Bau einer U-Bahn angesetzt wurde.
Die technischen Grundlagen basierten in den meisten der neu geschaffenen Netze auf einem Technologietransfer von der Moskauer Metro und waren daher relativ einheitlich und wiesen zahlreiche Parallelen zum Moskauer Netz auf. In den meisten Städten wurde ein Sekantennetz mit drei Linien entworfen, die einander jeweils einmal kreuzen, sodass sich drei Umsteigepunkte zwischen den Linien ergeben und jede Station im Netz mit maximal einmaligem Umstieg erreicht werden kann. Im Gegenzug wird ein besonders aufwendiger Umsteigeknoten mit drei Ebenen und zahlreichen Verbindungsgängen vermieden. Der durchschnittliche Abstand zwischen den Stationen ist größer als in den anderen europäischen Netzen der gleichen Periode, was eine höhere Durchschnittsgeschwindigkeit ermöglicht, jedoch eine gröbere Erschließungswirkung und damit längere Zu- und Abgangswege für einen Teil der Fahrgäste bedingt. Als Rollmaterial wurden – entsprechend der für den RGW typischen arbeitsteiligen Spezialisierung der nationalen Industrien auf bestimmte Produkte und Leistungen – in den meisten Netzen Fahrzeuge des russischen Herstellers Metrowagonmasch eingesetzt, u. a. der ab 1976 hergestellten Baureihe 81-717/714, die teilweise bis in die Gegenwart verwendet werden. Einzelne Prototypen in der Tschechoslowakei, wo ČKD Tatra 1970 die Baureihe R1 vorstellte, und in Ungarn, wo Ganz 1986 einen Zug des Typs G2 baute, blieben hingegen ohne nachhaltigen Erfolg. Wie in Moskau wurden Tunnel und Stationen häufig in erheblicher Tiefe angelegt, um im Kriegsfalls als Luftschutzbunker genutzt werden zu können (siehe auch hier). Weiterhin wurde auch die von der Moskauer Metro bekannte aufwändige architektonische Ausgestaltung einzelner Stationen übernommen (siehe auch hier).
Für die Spurweite wurde das im jeweiligen Land bei der Eisenbahn übliche Maß übernommen, das heißt für die meisten Netze russische Breitspur (1520 bis 1524 mm), in der Tschechoslowakei (Prag), in Polen (Warschau) und Bulgarien (Sofia) Normalspur (1435 mm). Die Spurweite des Bukarester Netzes weicht mit 1432 mm geringfügig von der ansonsten auch in Rumänien verwendeten Normalspur ab. Die Stromversorgung erfolgte in allen Netzen über eine seitliche Stromschiene, meist mit 825 V Gleichspannung, in Prag, Bukarest und Warschau abweichend mit 750 V Gleichspannung, wie auch bei den vier deutschen U-Bahnen.
Die 1973 eröffnete U-Bahn der nordkoreanischen Hauptstadt Pjöngjang weist ebenfalls die oben genannten Merkmale auf, insbesondere die extrem tiefe Lage von Tunneln und Stationen, die großen Haltestellenabstände, die reichhaltige Ausgestaltung der Stationen, die hier einen starken Fokus auf großformatige, als Mosaik ausgeführte Wandbilder hat (siehe auch hier), und die Verwendung von Zugfolgeuhren. Anders als in den osteuropäischen Netzen wurden jedoch in China produzierte Fahrzeuge des Typs DK4 und keine sowjetischen Fabrikate eingesetzt.
Sonderfälle Berlin, Bukarest und Belgrad

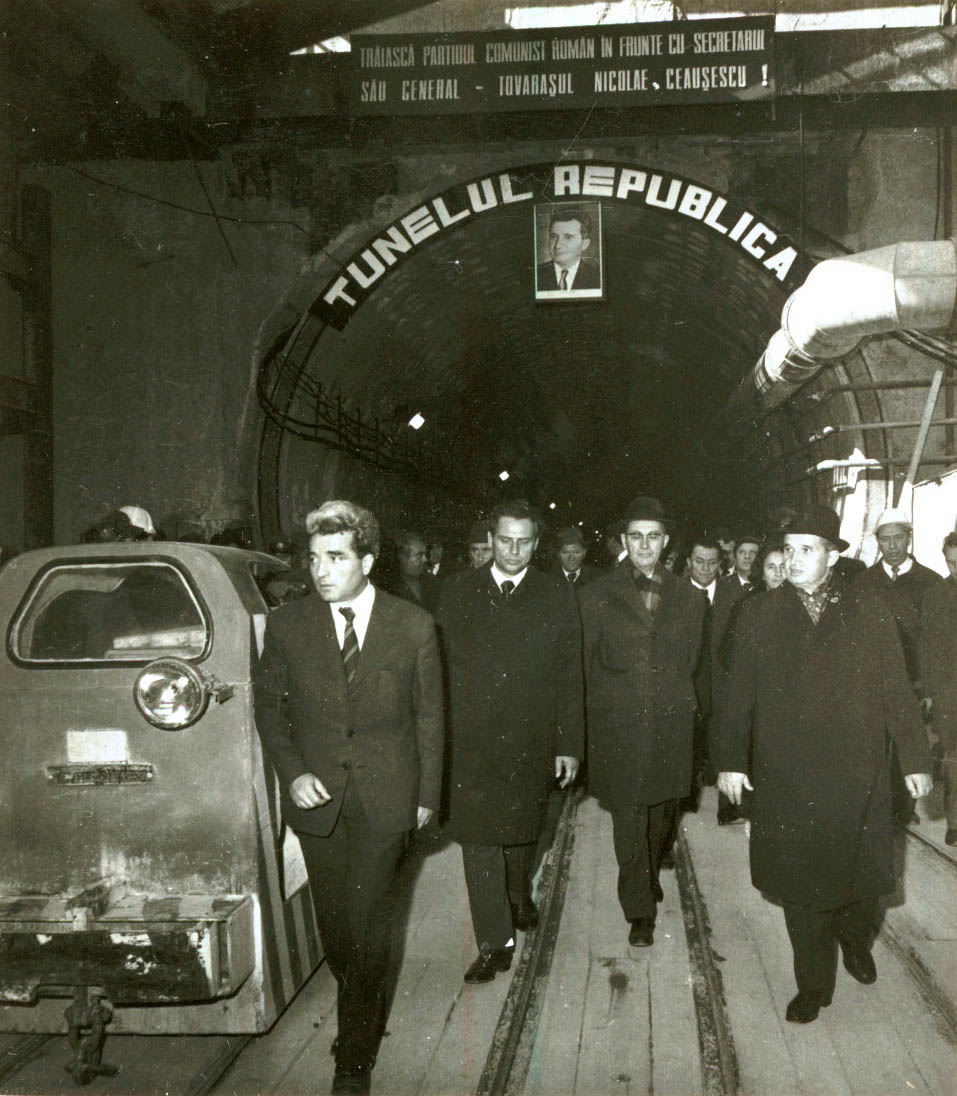
1977: Rumäniens Staatspräsident Nicolae Ceaușescu (vorne rechts) begutachtet den Baufortschritt bei der Bukarester Metro, die zwei Jahre später in Betrieb ging; die Aufschrift auf dem Portal des Tunnels weist diesen als „Republik-Tunnel“ aus, links eine beim Bau verwendete Grubenbahn-Lokomotive

Unter den U-Bahnen in den Mitgliedstaaten des RGW nahmen die Systeme in Ost-Berlin und Bukarest eine Sonderstellung ein.
In Ost-Berlin, das neben Budapest und Moskau als einzige Stadt im Ostblock bereits vor dem Zweiten Weltkrieg über eine U-Bahn verfügt hatte, wurden die bestehenden technischen Parameter beibehalten und es wurden keine Planungen nach Muster der oben genannten Vorhaben verfolgt. Die in der DDR realisierten Erweiterungsvorhaben umfassten mit der 1973 eröffneten Station Tierpark der heutigen U5 lediglich eine unterirdische Haltestelle, ansonsten beschränkte sich der Ausbau auf oberirdische Erweiterungen. Tierpark wurde als Verlängerung einer bestehenden Tunnelstrecke in einer für das Berliner Netz üblichen Tiefenlage angelegt und weist eine sachliche Gestaltung auf, die sich in die Stilistik des bestehenden Netzes einfügt. Als Rollmaterial wurden die vorhandenen Vorkriegsbaureihen sowie in der DDR produzierte Fahrzeuge der Baureihe E verwendet.
In Bukarest war es erklärtes Ziel von Staatspräsident Nicolae Ceaușescu, die U-Bahn nach Möglichkeit ohne ausländische Hilfe und ausländische Technologien zu planen und umzusetzen, um die Unabhängigkeit und Leistungsfähigkeit Rumäniens, seiner Industrie und seines Ingenieurwesens zu demonstrieren, weshalb sich das System in einer Reihe markanter Punkte von anderen osteuropäischen Netzen unterscheidet. Zunächst sah das Anfang der 1970er Jahre erarbeitete Zielnetz zwei sich an der Piața Unirii kreuzende Durchmesserlinien und eine 35 Kilometer lange Halbringlinie durch den Norden, Westen und Süden der Stadt vor und unterschied sich damit von den ansonsten geplanten Sekantennetzen. Allerdings wurden die Planungen im weiteren Verlauf abgeändert, u. a. mehrfach nach persönlicher Intervention Nicolae und Elena Ceaușescus. Der Anspruch auf technologische Unabhängigkeit zeigte sich u. a. im Einsatz von in Rumänien entwickelten und produzierten Fahrzeugen des Typs REM vom Hersteller Astra IVA. Ungewöhnlich war zudem der Betrieb durch die Staatsbahn Căile Ferate Române (CFR) im Unterschied zu den ansonsten auch in Osteuropa üblichen kommunalen Betreibern. Der gegenwärtige Betreiber Metrorex S.A. untersteht ebenfalls unmittelbar dem rumänischen Verkehrsministerium. Weiterhin verzichtete Bukarest weitgehend auf die reichhaltige Ausgestaltung von Stationen und wählte stattdessen insgesamt reduziertere und diszipliniertere Entwürfe.
Belgrad, zunächst Hauptstadt des ebenfalls sozialistischen, jedoch blockfreien Jugoslawiens und heute die Hauptstadt Serbiens, beschäftigt sich seit 1968 mit dem Bau einer eigenen U-Bahn, brachte jedoch lange Zeit keines der verschiedenen im Laufe der Jahrzehnte vorgeschlagenen Netze zur Umsetzung. Im Mai 2023 schloss die Stadt jedoch mit einem internationalen Konsortium aus Power China, Alstom Aegis, Systra und DB Engineering & Consulting einen Vertrag über den Bau einer ersten von drei geplanten Linien. Die Eröffnung ist für das Jahr 2030 avisiert.
Unvollendete und verworfene Projekte
Neben den oben genannten und letztlich realisierten Systemen wurden in den 1980er Jahren auch Planungen für Netze in Riga, Donezk, Omsk und Tscheljabinsk entwickelt. Das Vorhaben in Riga stand 1990 unmittelbar vor dem Baubeginn, wurde jedoch im zeitlichen Umfeld der Spätphase der Singenden Revolution und der Unabhängigkeitserklärung Lettlands zunächst nicht umgesetzt und nach Auflösung der Sowjetunion und unter dem Eindruck des seit 1990 konstanten Bevölkerungsrückgangs in der Stadt und im gesamten Land insgesamt verworfen. In Donezk, Omsk und Tscheljabinsk wurden die Arbeiten an den ersten Streckenabschnitten jeweils 1992 aufgenommen, jedoch in allen drei Städten bislang nicht abgeschlossen bzw. in Omsk 2018 offiziell eingestellt. In Donezk ist in Hinblick auf eine mögliche Fertigstellung zu berücksichtigen, dass die Stadt im Rahmen des russisch-ukrainischen Krieges seit 2014 umkämpft ist bzw. von offenen Kriegshandlungen betroffen ist.

## 1980er Jahre: Globale Expansion

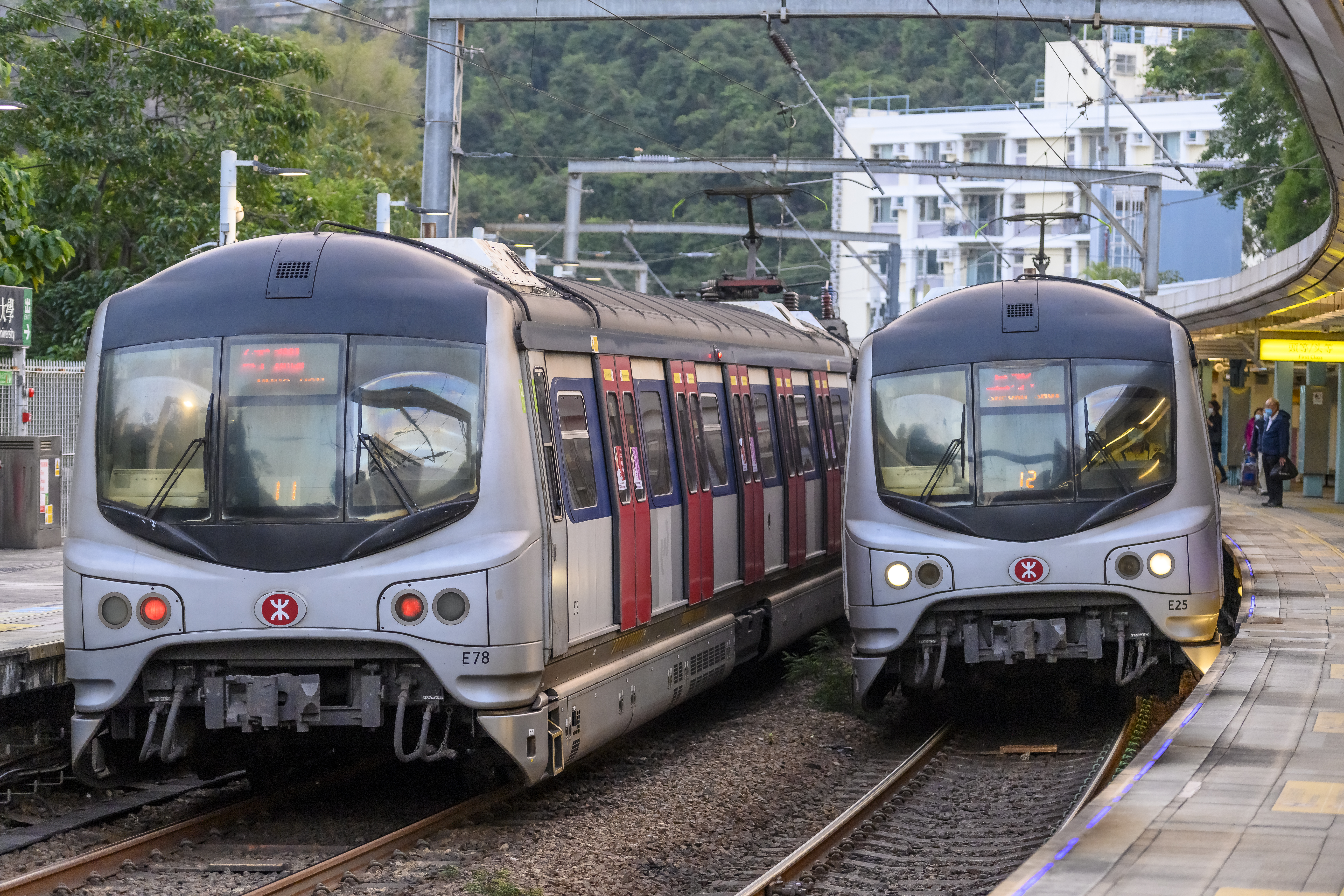
Mass Transit Railway in Hongkong

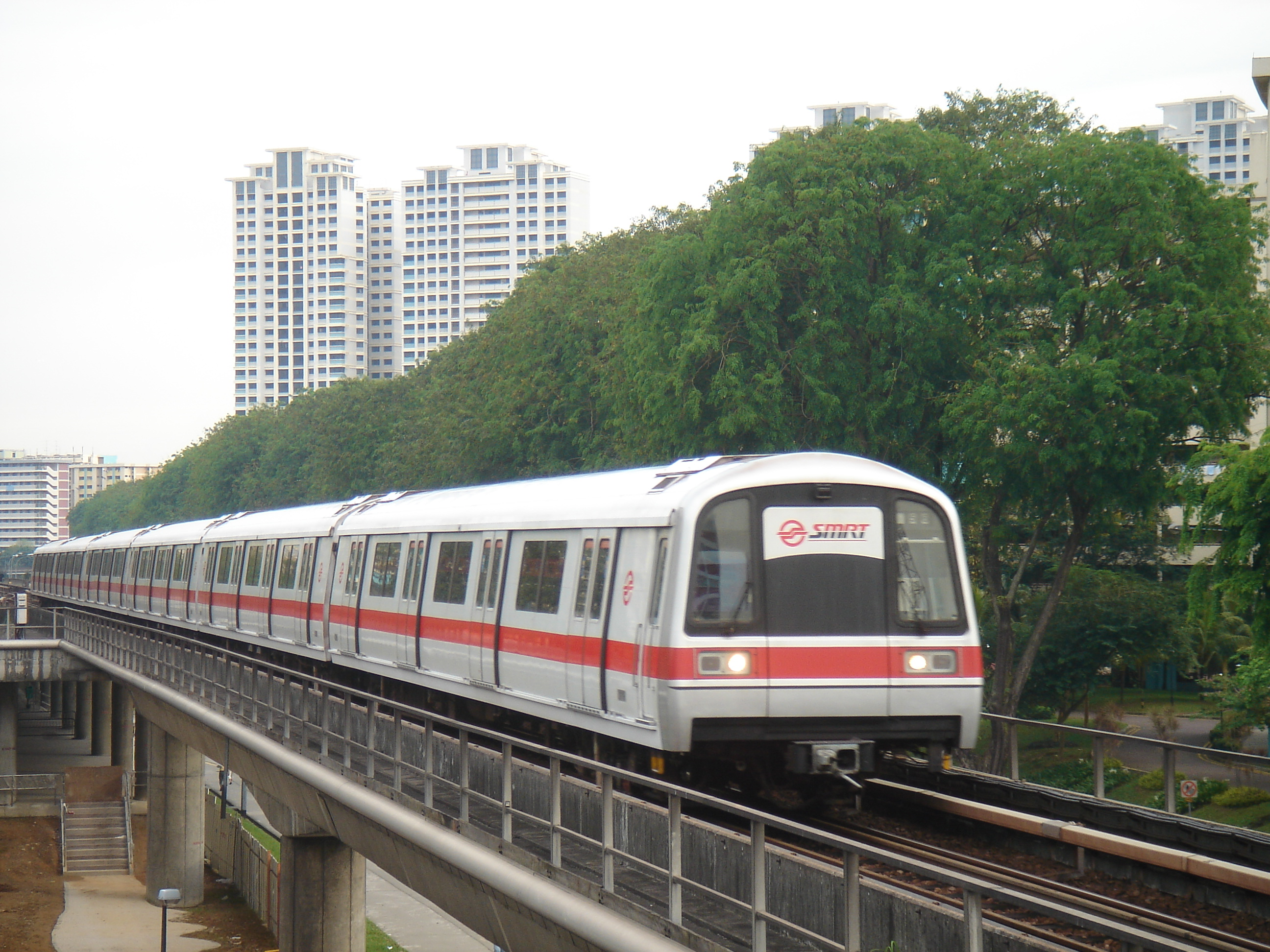
Mass Rapid Transit in Singapur

Während der U-Bahn-Bau bis zur Mitte den 20. Jahrhunderts maßgeblich durch Haupt- und Großstädte Westeuropas, der Vereinigten Staaten und Japans dominiert wurde und sich weltweit auf weniger als zwei Dutzend Städte beschränkte, wuchs die Zahl der Netze ab der zweiten Hälfte des Jahrhunderts verstärkt und erstmals auch in anderen Weltteilen in bedeutendem Umfang.
Insbesondere ab den 1970er Jahren entwickelte sich das Wachstum sprunghaft und umfasste außerhalb der weiterhin steigenden Zahl von Netzen in Westeuropa und Nordamerika und der neuen Systeme in Lateinamerika und den sozialistischen Staaten des östlichen Europas im Schwerpunkt die Haupt- und Großstädte Asiens.

### Schnelles Massenverkehrsmittel in Südostasien
Vorreiter im südostasiatischen Raum wurden die Mass Transit Railway in Hongkong (1979) und die Mass Rapid Transit in Singapur (1987). Beide Systeme sind als Rückgrat des öffentlichen Verkehrs für hohe Kapazität ausgelegt und werden durch Zubringer-Systeme mit geringerer Kapazität (LRT) ergänzt. Die hohe Beförderungsleistung wird durch Züge mit hoher Kapazität und dichte Zugfolgen erreicht. Die Züge sind rund 3,2 Meter breit und bis zu 220 Meter (Hongkong) beziehungsweise 140 Meter lang (Singapur). Um Umsteigebeziehungen schnell und effizient herzustellen, gibt es in beiden Netzen bahnsteiggleiche Umstiege an zwei hintereinander liegenden Stationen in alle vier Richtungen.
Beide Betriebe werden laufend erweitert. Singapur eröffnete 2003 mit der North East Line die erste fahrerlose U-Bahn-Linie der Region, alle folgenden Mass-Rapid-Transit-Linien sind ebenfalls vollautomatisch.

### Entwicklung vollautomatischer U-Bahnen

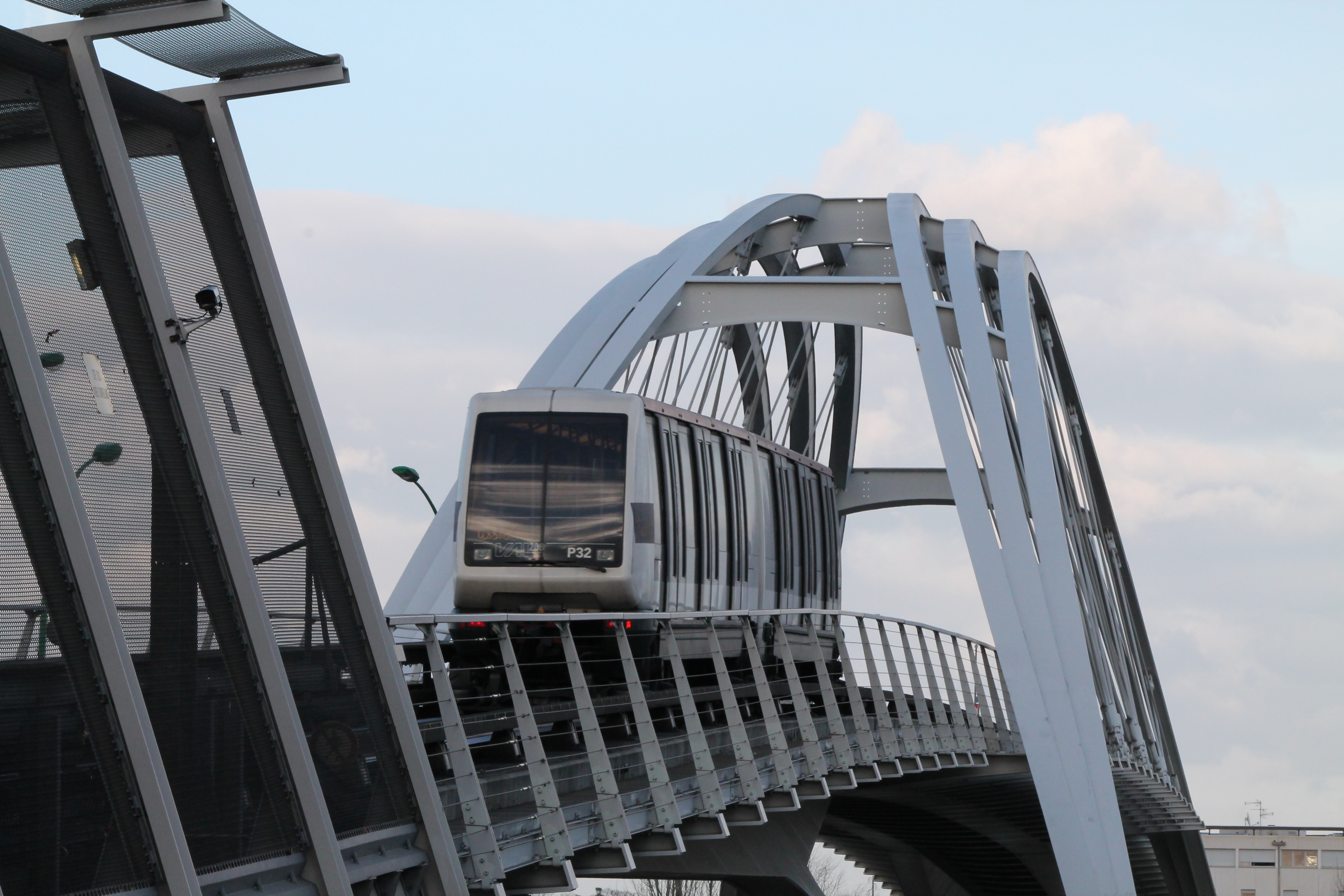
VAL 208 in Toulouse

Um 1980 entwickelte Matra das VAL-System (Véhicule automatique léger). Durch vollautomatischen Betrieb ohne Fahrer kann ein dichter Takt relativ kostengünstig umgesetzt werden. Das erlaubt ein Downsizing von Fahrzeugen und Stationen, was Bau- und Betriebskosten spart. Die VAL sind nur 26 Meter lang und 2 Meter breit. Durch das Fahren auf Gummireifen (Métro sur pneumatiques) können größere Steigungen befahren werden. 1983 wurde die Métro Lille mit diesem System eröffnet, zehn Jahre später folgte die Métro Toulouse.
1998 erhielt Paris mit der Méteor (Linie 14) eine vollautomatische Expresslinie. Die erste fahrerlose U-Bahn-Linie Deutschlands wurde 2008 in Nürnberg eröffnet.

## Frühes 21. Jahrhundert: Neuer Schwerpunkt in Asien
Das in den 1970er Jahren begonnene Wachstum setzt sich in das frühe 21. Jahrhundert fort. Während in den frühen U-Bahn-Regionen Westeuropa, Nordamerika und Japan nur noch wenige neue Netze angelegt bzw. projektiert werden und sich das Wachstum vorrangig auf den Ausbau bestehender Systeme konzentriert, bilden ab der zweiten Dekade des 21. Jahrhunderts vor allem Ost- und Südasien die wichtigsten globalen Entwicklungsschwerpunkte; gab es bis zum Jahr 2010 insgesamt 39 Systeme in diesen Regionen, die mit Ausnahme der drei japanischen Netze in Tokio (Inbetriebnahme: 1927), Osaka (1933) und Nagoya (1957) alle nach 1970 eröffnet worden waren, wurden zwischen 2010 und 2020 insgesamt 44 Systeme neu in Betrieb genommen. Mit 22 Netzen entfiel die Hälfte davon auf China, weitere elf auf Indien. Im gleichen Zeitraum ergab sich zudem ein deutliches Wachstum im Nahen Osten und Nordafrika von drei auf zehn Systeme. Pakistan eröffnete seine erste Metro in Lahore 2020. Die erste Metro in Bangladesch, Dhaka Metro Rail, eröffnete 2022 den Betrieb.
In Mittelamerika und der Karibik gingen im 21ten Jahrhundert ebenfalls die ersten U-Bahnen in Betrieb. Namentlich Tren Urbano in Puerto Rico (2004), Metro Santo Domingo in der Dominikanischen Republik (2009) und die Metro de Panamá (2014).
Seit Beginn der 2020er Jahre wurden weltweit weitere 20 Netze, der Großteil hiervon ebenfalls in China, eröffnet. Vietnam stieß ebenfalls zum Kreis der Länder mit Metro. 2021 wurde die Metro Hanoi im vormaligen Nordvietnam eröffnet, 2024 die Metro Ho Chi Minh Stadt im ehemaligen Saigon, einst Hauptstadt von Südvietnam. Am 30. Juni 2023 wurde mit der Skyline in der hawaiianischen Hauptstadt Honolulu die erste U-Bahn Polynesiens und Ende 2023 mit der Blue Line des Lagos Rail Mass Transit das erste System im subsaharischen Afrika und das nach Kairo und Algier dritte auf dem gesamten afrikanischen Kontinent in Betrieb genommen. Ebenfalls im Jahr 2023 eröffneten die Systeme in Sydney als erstes Netz Australiens und das Réseau express métropolitain in Montreal, das die bestehende Metro der Stadt ergänzt. 2024 ging nach langer Bauzeit auch die zweite Metro Griechenlands in Thessaloniki in Betrieb. Ebenfalls 2024 ging die U-Bahn Riad in Saudi-Arabien in Betrieb.
In allen Teilen der Welt sind weiterhin neue Netze und Erweiterungen bestehender Systeme in Planung oder Umsetzung. In Europa wird in Belgrad, Cluj-Napoca, und Dublin der Bau neuer Netze verfolgt, hinzu kommen die Systeme in Donezk und Tscheljabinsk, die sich seit 1992 in Bau befinden, deren Eröffnung jedoch weiterhin nicht absehbar ist.

### Standardisierter U-Bahn-Bau in China

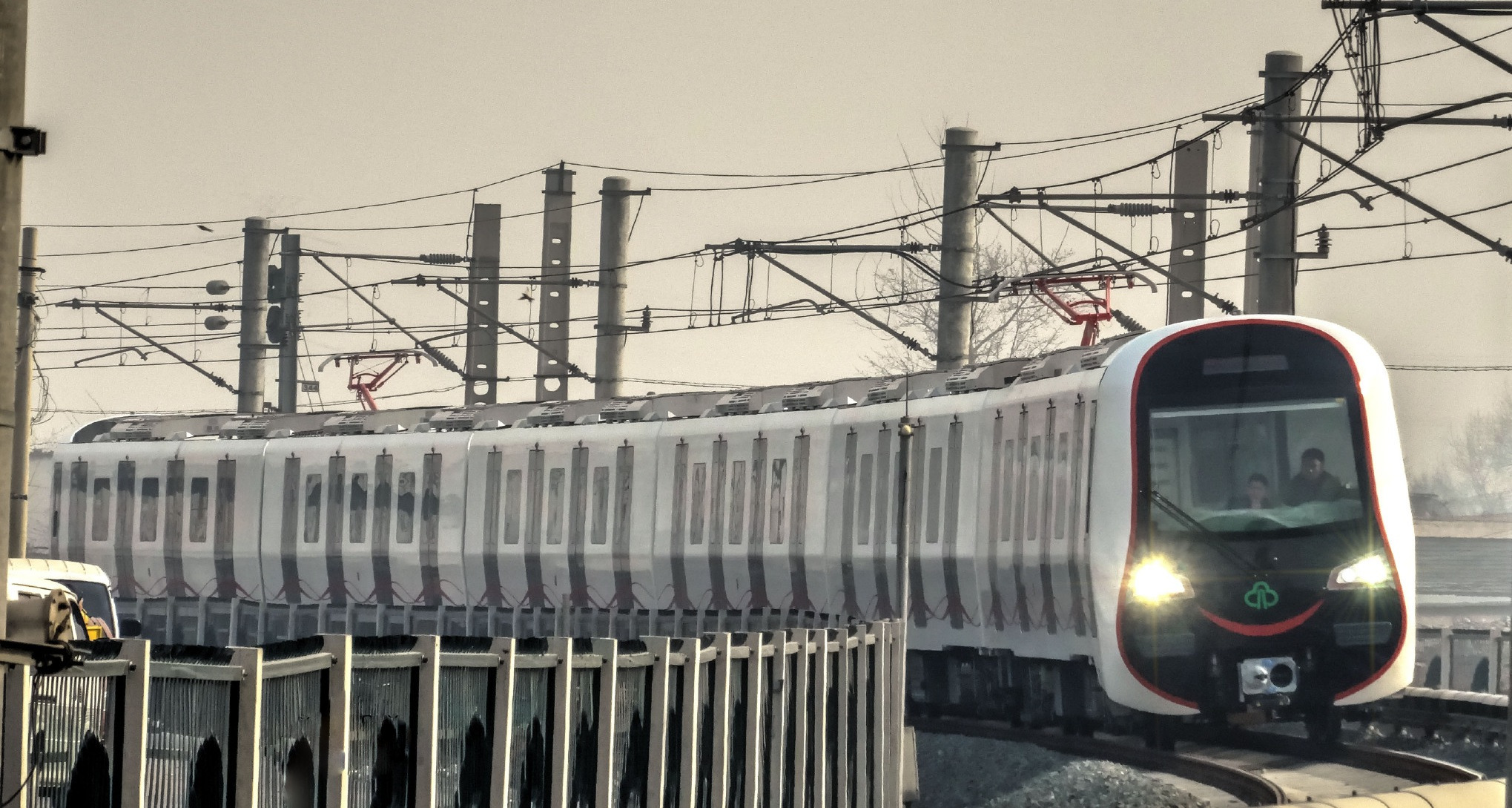
Chinesischer Typ B in Fuzhou

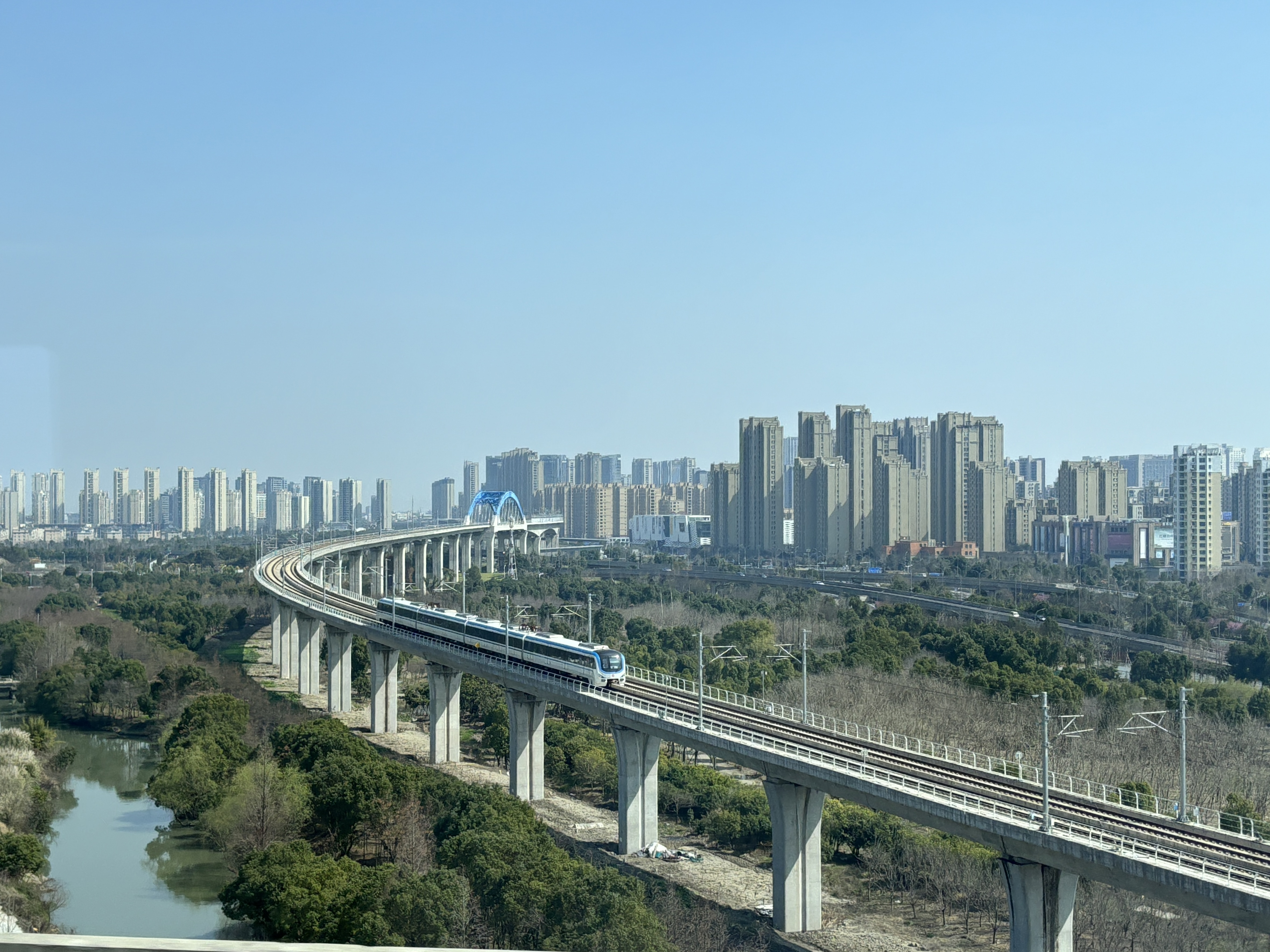
Regionale U-Bahn in Taizhou

In China wurden nach der wirtschaftlichen Öffnung Standards festgelegt, um U-Bahn-Linien möglichst effizient bauen und später betreiben zu können. Einheitliche Lichtraumprofile, Stationen und Zugabmessungen vereinfachen theoretisch auch die Zulassung und den Austausch der Fahrzeuge. Zudem können leichter Bahnsteigtüren eingebaut werden. Für hochbelastete Strecken ist der Typ A vorgesehen, während auf untergeordneten Linien und in mittelgroßen Städten meistens Züge des kleineren Typs B eingesetzt werden.
Mit den inzwischen gesammelten Erfahrungen werden U-Bahn-Linien nicht nur in Städten, sondern auch für eher regionalen Verkehr gebaut. Diese Linien werden meist separat vom städtischen Netz betrieben, wobei an den Endbahnhöfen umgestiegen werden muss. Beispiele für Netze mit regionalem Charakter sind Wenzhou (2019) oder Taizhou (2022).
Eine weitere chinesische Entwicklung jüngerer Zeit sind Expressmetrolinien, die sich Eisenbahnstandards annähern. So wurde 2021 in Guangzhou die Linie 18 eröffnet, deren Höchstgeschwindigkeit bei 160 km/h liegt. Als Stromsystem wurde wie bei der chinesischen Eisenbahn Wechselstrom mit 25 kV/50 Hz ausgewählt.

## Sonderthema U-Bahn-Vorhaben anlässlich von Großveranstaltungen

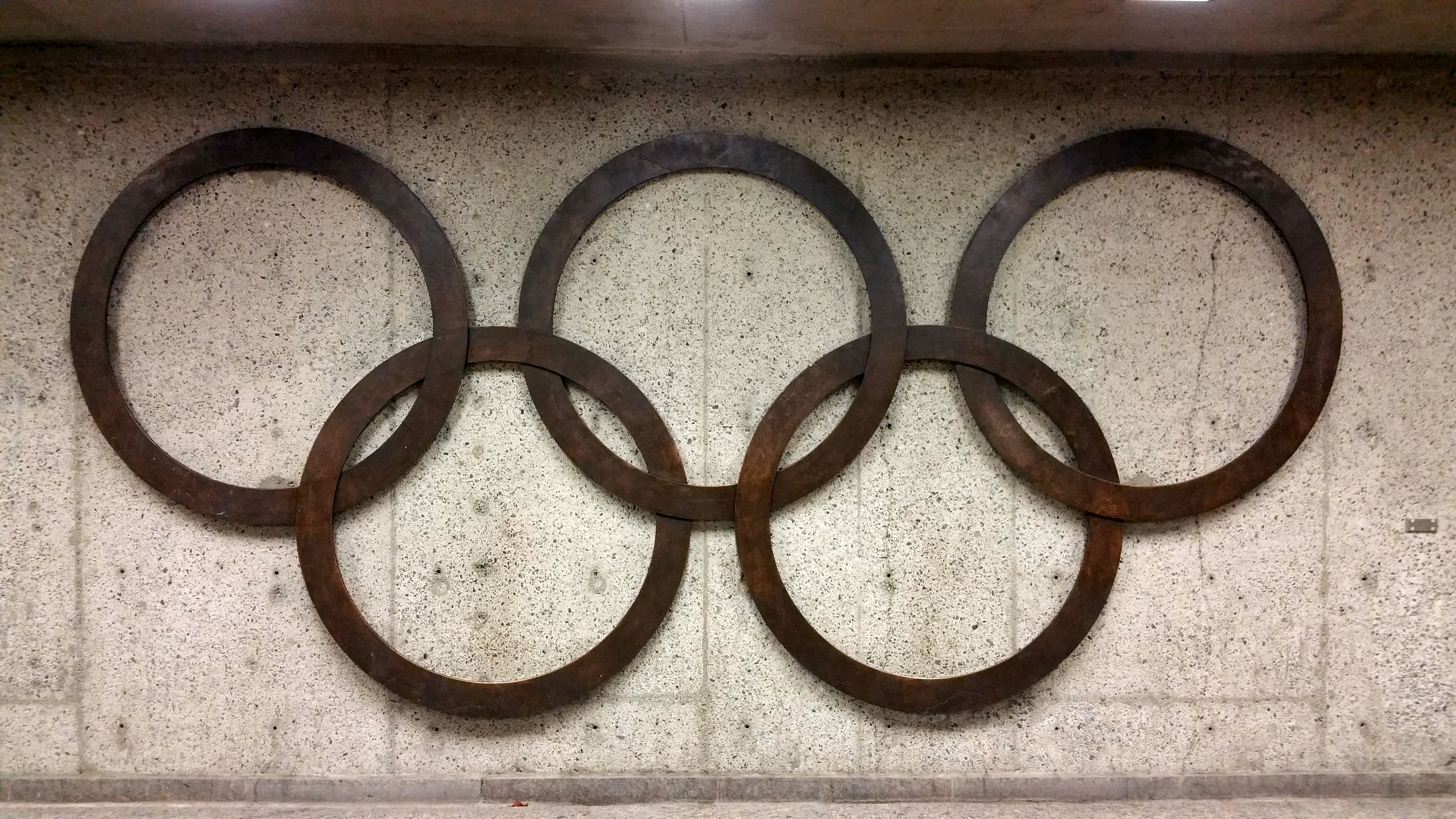
Plastik der olympischen Ringe am Bahnsteig der Station Pie-IX, Montreal

Großveranstaltungen wie Weltausstellungen, Olympische Spiele, Fußball-Weltmeisterschaften und Fußball-Europameisterschaften sind vielfach Anlassgeber und Katalysator für weitreichende stadt- und verkehrsplanerische Entwicklungsprozesse und für erhebliche Investitionen in Erneuerung, Modernisierung und Ausbau öffentlicher sowie privater Infrastruktur, um beispielsweise Bauland zu mobilisieren und zu erschließen, Sportanlagen und Ausstellungsgebäude zu errichten und Verkehrssysteme auf Straße und Schiene für den Transport von Besuchern, Personal und Material während der Veranstaltung und ggf. für die Nachnutzung und weitere Entwicklung des Veranstaltungsgeländes herzustellen und anzupassen. Teilweise fördern auch die Institutionen, welche diese Ereignisse an Städte vergeben, explizit oder implizit den Bau oder Ausbau von Infrastruktur, darunter U-Bahnen.
Neben der unmittelbaren praktischen Dimension sind solche Investitionen auch im Kontext der bedeutenden Schaufensterfunktion zu betrachten, mit der Veranstaltungen der genannten Art für die Gastgeberstadt und häufig für das gesamte Land verbunden sind, da sie die Gelegenheit eröffnen, einer globalen Öffentlichkeit Besonderheiten, Qualitäten und Leistungen des Gastgebers – bzw. eine vom Gastgeber gewünschte Version hiervon – zu präsentieren. Aus diesem Repräsentationsgedanken ergeben sich häufig ein erhöhter Anspruch an Qualität und Maßstab von Infrastruktureinrichtungen und eine größere Bereitschaft lokaler und nationaler Geldgeber zur Bereitstellung der zur Umsetzung erforderlichen Mittel. Ebenso befördern das Vorhandensein eines gesetzten Eröffnungsdatums und teilweise auch der Wunsch nach Vermeidung eines Gesichtsverlustes infolge der Nichterreichtung zugesagter Leistungen eine zügige Umsetzung und die Bereitstellung ggf. erforderlicher zusätzlicher Ressourcen.
Nachfolgend eine Auswahl von Großveranstaltungen, die Ausgangspunkt und/oder Beförderer von U-Bahn-Vorhaben waren.

### Welt- und Großausstellungen
- Weltausstellung 1893, Chicago: Die erste Hochbahnlinie Chicagos, die im Juni 1892 eröffnete Chicago and South Side Rapid Transit Railroad, erhielt 1893 mit der Jackson Park Branch (heute: East 63rd Branch) eine Verlängerung zum Gelände der Chicagoer Weltausstellung. Die Endstation Jackson Park lag im Westen des Areals und wurde am 12. Mai 1893, eine Woche nach Eröffnung der Ausstellung, in Betrieb genommen und mit deren Abschluss am 31. Oktober 1893 geschlossen. Die Jackson Park Branch wurde bis zur nächstgelegenen Station Stony Island verkürzt, die hiernach den Namen Jackson Park übernahm. Die Strecke wurde 1982 bis University und 1994 bis zu ihrem heutigen Endpunkt Cottage Grove zurückgezogen und ist heute Teil der Green Line.[10]

- Budapester Millenniumsausstellung 1896: Die erste U-Bahn-Linie Budapests wurde anlässlich der Feierlichkeiten zum 1000-jährigen Jubiläum der ungarischen Landnahme gebaut, weshalb sie auch Millenniums-U-Bahn (hu. Millenniumi Földalatti Vasút) genannt wird.[43] Die Strecke verband das Zentrum der Innenstadt am heutigen Vörösmarty tér mit dem Gelände der Millenniumsausstellung im Stadtwäldchen, die ursprüngliche oberirdische Endstation dort wurde 1973 im Zuge der Verlängerung der Linie nach Mexikói út aufgelassen und durch eine Tunnelstation ersetzt.

- Weltausstellung und Olympische Sommerspiele 1900, Paris: Der Entscheidung für den Bau der Métro ging eine längere Systemdiskussion zwischen der französischen Regierung, die eine Eisenbahnstrecke zur Verbindung der bestehenden Pariser Kopfbahnhöfe favorisierte, und der Stadt Paris, die ein stärker auf die städtischen Verkehrsbedürfnisse ausgerichtetes System wünschte, voraus. Die erfolgreiche Bewerbung von Paris für die Ausrichtung der Weltausstellung und der Olympischen Spiele im Jahr 1900 mit verschiedenen über das Stadtgebiet verteilten Veranstaltungsstätten unterstützte die Argumentation der Stadt zugunsten eines städtischen Nahverkehrsmittels.[4] Die erste Strecke der Métro erschloss entsprechend die Anlagen der Weltausstellung, die sich auf einen größeren Bereich westlich des Pariser Zentrums mit Ausstellungsgebäuden auf dem Champ de Mars, in den Jardins du Trocadéro und an der Esplanade des Invalides (u. a. Station Trocadéro) und auf den Bois de Vincennes am östlichen Stadtrand (östliche Endstation Porte de Vincennes) verteilten.

- Weltausstellung 1939/1940, New York: Das Gelände der New Yorker Weltausstellung von 1939 und 1940 im Flushing Meadows–Corona Park wurde durch eine temporäre Zweigstrecke der städtischen Independent Subway, die World's Fair Railroad, bedient. Diese nutzte eine bestehende Betriebsstrecke östlich der Station 71st–Continental Avenues (heute: Forest Hills–71st Avenue) auf der IND Queens Boulevard Line zum Betriebshof Jamaica Yard und eine anschließende Neubaustrecke zum Ausstellungsgelände mit der einzigen Station World’s Fair. Die Strecke wurde am Eröffnungstag der Ausstellung am 30. April 1939 in Betrieb genommen und von der Linie GG bedient, die im Westen bis zur Station Smith–Ninth Streets in Brooklyn verlief. Nach Abschluss der Ausstellung Ende Oktober 1940 wurde die Strecke Ende desselben Jahres bis zum Betriebshof zurückgebaut.

- Weltausstellung 1942, Rom (abgesagt): Die erste U-Bahn-Strecke Roms sollte die Innenstadt und den Hauptbahnhof Roma Termini mit dem Gelände der für 1942 geplanten Weltausstellung im Süden der Stadt verbinden. Der Tunnelbau begann 1938, die Arbeiten wurden jedoch wie auch die Ausstellung selbst nach Ausbruch des Zweiten Weltkriegs, an dem das faschistisch regierte Italien als Achsenmacht teilnahm, aufgegeben. Die zu diesem Zeitpunkt bereits fertiggestellten Tunnelstücke wurden im Krieg als Luftschutzbunker verwendet.
Die Arbeiten wurden nach Ende des Kriegs wieder aufgenommen, die erste Strecke der heutigen Linie B wurde schließlich im Februar 1955 zwischen Termini und Laurentina eröffnet und diente wenige Jahre später der Anbindung der Wettkampfstätten der Olympischen Sommerspiele 1960, die auf dem zuvor für die Weltausstellung vorgesehenen Gelände errichtet worden waren (Stationen EUR Marconi – heute: EUR Palasport – und EUR Fermi).[44]

- Weltausstellung 1967, Montreal: Die Ligne jaune, die das Gelände der Weltausstellung auf der Île Sainte-Hélène im Sankt-Lorenz-Strom sowie die seinerzeit rapide wachsende Vorstadt Longueuil am östlichen Ufer des Flusses erschließt, war kein Bestandteil des 1961 beschlossenen U-Bahn-Grundnetzes, sondern wurde erst nach Vergabe der Ausstellung an Montreal im Jahr 1962 in die Planungen aufgenommen. Die Linie wurde am 31. März 1967 zwischen dem innerstädtischen Netzknoten Berri-de Montigny (heute: Berri-UQAM) und Longueuil (heute: Longueuil–Université-de-Sherbrooke) in Betrieb genommen, die Station am Weltausstellungsgelände, Île Sainte-Hélène (heute: Jean-Drapeau), folgte jedoch erst am 28. April 1967, einen Tag nach der offiziellen Eröffnung der Ausstellung.[45][46]

- Weltausstellung 1986, Vancouver: Die erste Strecke des SkyTrain-Netzes, die heutige Expo Line, entstand im Vorfeld der Weltausstellung von 1986 und sollte u. a. die wichtigsten Ausstellungsflächen erschließen.
Die Stadt Vancouver hatte sich bereits seit Ende der 1960er Jahre mit der Wiedereinführung eines städtischen Schienenverkehrssystems beschäftigt. Nachdem sich hierfür zunächst eine Stadtbahn, wie sie zur gleichen Zeit in Calgary und Edmonton umgesetzt wurde, als favorisiertes System abgezeichnet hatte, entschied sich die Stadt 1981 mit Blick auf die Verkehrserfordernisse der Weltausstellung und unter dem Eindruck des Expo-Themenschwerpunkts Verkehr und Kommunikation für die Umsetzung des in Kanada entwickelten, damals neuartigen Intermediate Capacity Transit System, das zur selben Zeit bei der Scarborough Line in Toronto umgesetzt wurde. Das System diente damit gleichzeitig als Demonstrationsanlage für die Technologie, die zudem im speziellen Kontext der Weltausstellung den Innovationsanspruch des Technologiestandorts Kanada gegenüber der internationalen Öffentlichkeit unterstreichen sollte.
Der Baubeginn erfolgte 1983, die Inbetriebnahme am 11. Dezember 1985, rund fünf Monate vor Beginn der Weltausstellung am 2. Mai 1986. Die Strecke verlief von Waterfront im Norden der Innenstadt in südöstliche Richtung durch den Osten Vancouvers und Burnaby bis New Westminster. Die Linie erschloss dabei den kanadischen Expo-Pavillon (Station Waterfront) und das anlässlich der Ausstellung errichtete und für die Eröffnungs- und Abschlussfeierlichkeiten genutzte BC Place Stadium (Stadium, heute: Stadium–Chinatown), während das Hauptausstellungsgelände am Nordufer des False Creek nicht direkt angebunden wurde. Dies erfolgte erst 2009 mit Inbetriebnahme der Station Yaletown–Roundhouse der Canada Line.[47]

- Weltausstellung 1998, Lissabon: Die Linha Vermelha wurde maßgeblich zur Erschließung des Weltausstellungsgeländes und der angrenzenden städtebaulichen Entwicklungsgebiete im Nordosten Lissabons, dem heutigen Parque das Nações, gebaut. Die gut 5 Kilometer lange Strecke zwischen der Bestandsstation Alameda der Linha Verde und der neuen Station Oriente am Ausstellungsgelände wurde am 19. Mai 1998, drei Tage vor Eröffnung der Ausstellung, in Betrieb genommen. Am selben Tag wie die Metro nahm zudem der neue, direkt über der Metrostation gelegene Lissabonner Ostbahnhof an der portugiesischen Hauptschienenmagistrale Linha do Norte den Betrieb auf.[48]

- Weltausstellung 2005, Präfektur Aichi: Die Magnetschwebebahn Linimo bzw. offiziell Tōbu Kyūryō Line wurde zur Anbindung des Weltausstellungsgeländes an den Nahverkehr sowie zur Förderung der städtebaulichen Entwicklung der Stadt Nagakute, auf deren Gebiet die Strecke mehrheitlich liegt, gebaut. Das System wurde am 6. März 2005, rund drei Wochen vor Eröffnung der Ausstellung, in Betrieb genommen und führt über eine 8,9 Kilometer lange Ost-West-Strecke vom östlichen Endpunkt der Higashiyama Line der U-Bahn Nagoya in Fujigaoka bis zum Bahnhof Yakusa an der Aichi-Ringlinie.[49] Das Hauptgelände der Ausstellung wurde durch die Station Bampaku Kaijō (dt. Expo-Gelände) erschlossen, die im Jahr 2006 entsprechend der nach Abschluss der Ausstellung erfolgten Umnutzung des Areals in Aichikyūhaku-kinen-kōen (dt. Aichi-Expo-Gedenkpark) umbenannt wurde.
Nachdem das System zunächst nur wegen seines verkehrlichen Nutzens ausgewählt worden war, entwickelte es sich im Laufe der Zeit zu einem inoffiziellen Demonstrationsprojekt der Weltausstellung im Themenbereich Mobilität,[50] ähnlich der späteren Expo Line in Vancouver, die allerdings von Anfang an in den inhaltlichen Kontext ihrer Ausstellung gestellt worden war.

### Olympische und Paralympische Spiele
- Olympische Winterspiele 1972, Sapporo: Als Reaktion auf sein rapides Bevölkerungswachstums seit Beginn der 1960er Jahre hatte Sapporo bereits frühzeitig die langfristige Entwicklung eines U-Bahn-Netzes beschlossen. Nach Vergabe der Winterspiele an die Stadt im April 1966 setzten Sapporo und die Präfektur Hokkaidō ein umfangreiches Infrastrukturprogramm auf, in dessen Rahmen ab 1969 auch die erste U-Bahn-Strecke der Stadt gebaut wurde. Die Namboku Line wurde am 16. Dezember 1971, anderthalb Monate vor Eröffnung der Spiele am 3. Februar 1972, zwischen Kita-Nijūyo-Jō im Norden der Stadt, dem Bahnhof Sapporo, der Innenstadt und Makomanai im Süden eröffnet. Die südliche Endstation liegt etwa 20 Minuten Fußweg vom Olympiagelände im Makomanai-Park entfernt.[49][51]

- Olympische Sommerspiele 1972, München: Ein bedeutender Einflussfaktor auf den Bau der Münchner U-Bahn war die Vergabe der Sommerspiele an die Stadt im Jahr 1966, in deren Folge die bereits laufenden Bauarbeiten erheblich beschleunigt und die Erschließung des Olympiageländes priorisiert wurde. Die erste Strecke zwischen Goetheplatz und Kieferngarten konnte so bereits am 19. Oktober 1971, rund vier Jahre vor dem ursprünglichen Zieldatum, eröffnet werden. Die Verlängerung bzw. der Abzweig von der Station Münchner Freiheit zum Bahnhof Olympiazentrum wurde am 8. Mai 1972, rund dreieinhalb Monate vor Eröffnung der Spiele, in Betrieb genommen[7] und von der neu eingerichteten Linie U3 bedient, die daher auch als Olympialinie bekannt wurde.[52]

- Olympische Sommerspiele 1976, Montreal: Die Vergabe der Spiele an Montreal beförderte die Umsetzung der zweiten Ausbauphase der Ligne verte, um den Olympiapark an die U-Bahn anzuschließen. Die Verlängerung von der bisherigen Endstation Frontenac bis zur heutigen Endstation Honoré-Beaugrand, die das Olympiagelände mit den Stationen Pie-IX und Viau erschließt, erfolgte am 6. Juni 1976, sechs Wochen vor Eröffnung der Spiele.

- Olympische Sommerspiele 2004, Athen: Im Hinblick auf die Olympischen Spiele eröffnete Athen vier Jahre vor Eröffnung der Wettkämpfe mit den Linien 2 und 3 zwei neue U-Bahn-Strecken, das für den Bau der neuen Linien zuständige Baukonsortium hieß entsprechend Olympiako Metro. Gleichzeitig wurde die schon seit dem 19. Jahrhundert bestehende und seit 1904 elektrisch betriebene Vorortbahn nach Piräus als Linie 1 in das neu geschaffene U-Bahn-Netz integriert, nachdem sie zuvor lediglich Ilektrikós (dt. Elektrische) genannt wurde. Der im Athener Vorort Marousi gelegene Olympia-Sportkomplex, zu dem u. a. das Olympiastadion gehört, wurde bzw. wird durch die direkt am Hauptzugang des Geländes gelegene Station Eirini/Irini (Ειρήνη) der Linie 1 erschlossen.

- Olympische Winterspiele 2006, Turin: Die Stadt Turin beschloss bereits 1995 den Bau einer U-Bahn, konnte das Vorhaben aufgrund fehlender Finanzmittel jedoch zunächst nicht umsetzen. Nach Vergabe der Winterspiele an Turin im Juni 1999 erklärte sich die italienische Regierung im selben Jahr zu einer 60-prozentigen Beteiligung an den Gesamtkosten bereit und ermöglichte so die Realisierung. Die Arbeiten wurden im Jahr 2000 aufgenommen und konnten auf dem ersten Abschnitt der Linie 1 zwischen Fermi am westlichen Stadtrand und XVIII Dicembre in Nähe des Bahnhofs Porta Susa bis zum 4. Februar 2006, sechs Tage vor Eröffnung der Spiele, abgeschlossen werden.[44] Die Strecke erschließt allerdings keine der Turiner Wettkampfstätten, die alle im Süden der Stadt lagen, und diente daher allgemein der Verbesserung des ÖPNV in der Stadt.

- Olympische Winterspiele 2010, Vancouver: Wie zuvor die Expo Line für die Weltausstellung von 1986 wurde die Canada Line maßgeblich in Hinblick auf die Winterspiele im Jahr 2010 geplant und realisiert. Die rund 19,2 Kilometer lange Strecke wurde am 17. August 2009, rund sechs Monate vor Eröffnung der Spiele am 12. Februar 2010, in Betrieb genommen und verbindet die Innenstadt von Vancouver im Norden mit dem Zentrum der Stadt Richmond und dem ebenfalls auf dem Gebiet von Richmond gelegenen internationalen Flughafen Vancouver im Süden bzw. Südwesten. In Vancouver erschließt die Strecke das für die Eröffnungs- und Schlussfeier und die Siegerehrungen genutzte BC Place Stadium und die für einen Teil der Eishockey-Wettbewerbe genutzte heutige Rogers Arena (jeweils Station Yaletown–Roundhouse zusammen mit Stadium–Chinatown der Expo Line), das olympische Dorf (Olympic Village zusammen mit Main Street–Science World der Expo Line) und den für die Curling-Wettbewerbe genutzten Hillcrest Park (King Edward) sowie in Richmond das für die Eisschnelllauf-Wettbewerbe genutzte Richmond Olympic Oval (Lansdowne).
Analog zur Expo Line wurde für die Linie zunächst der Name Olympic Line vorgeschlagen, auf Drängen der kanadischen Bundesregierung wurde jedoch letztlich Canada Line gewählt, um den nationalen Beitrag zur Finanzierung des Vorhabens zu würdigen.[47]

- Olympische Sommerspiele 2012, London: In Vorbereitung auf die Spiele erhielt die Docklands Light Railway einen zusätzlichen Streckenast zwischen Canning Town, dem wichtigen Verkehrsknoten Stratford und dem Regionalbahnhof Stratford International, mit dem u. a. umsteigefreie Verbindungen zwischen dem unmittelbar westlich von Stratford gelegenen Olympiapark und den im Messezentrum ExCeL eingerichteten temporären Wettkampfstätten (Station Custom House) sowie dem London City Airport und dem Bahnhof Woolwich Arsenal geschaffen wurden. Die Strecke wurde auf der früheren Trasse der North London Line errichtet, die hierfür bis Stratford verkürzt wurde, und verläuft parallel zur Jubilee Line. Die Verlängerung wurde am 31. August 2011, rund elf Monate vor Eröffnung der Spiele, in Betrieb genommen.[3]

- Olympische Sommerspiele 2024, Paris: Die Realisierung der im Rahmen des Großprojekts Grand Paris Express geplanten Verlängerungen der Métrolinie 14 von Olympiades zum Flughafen Orly im Süden und von Mairie de Saint-Ouen nach Saint-Denis – Pleyel im Norden wurde in Hinblick auf die Austragung der Sommerspiele vom ursprünglichen Zieljahr 2027 auf 2024 vorgezogen, die Eröffnung beider Strecken erfolgte am 24. Juni, rund einen Monat vor der Eröffnungsfeier am 26. Juli. Die nördliche Endstation Saint-Denis – Pleyel liegt rund 15 Minuten Fußweg vom Stade de France, das während der Spiele als Olympiastadion und als Austragungsort für die Leichtathletik- und Rugby-Wettbewerbe sowie für den Hauptteil der Abschlussfeier diente, und dem Centre Aquatique Olympique, in dem die Wettbewerbe im Wasserspringen, Synchronschwimmen und die Vorrundenspiele im Wasserball stattfanden, entfernt. Weiterhin wurde mit der direkten U-Bahn-Anbindung des Flughafens Orly an das Pariser Zentrum (u. a. mit den zentralen Netzknoten Châtelet - Les Halles und Saint-Lazare) ein bedeutender Beitrag zu dessen verkehrlicher Integration geleistet.[53]

- Olympische Sommerspiele 2024/2028, Hamburg (aufgegebene Bewerbung): Die Freie und Hansestadt Hamburg erwog im Rahmen ihrer geplanten Bewerbung für die Ausrichtung der Olympischen Sommerspiele 2024 bzw. 2028 eine Verlängerung der U4 über den bisherigen südlichen Endpunkt Elbbrücken hinaus auf den Kleinen Grasbrook, auf dem der Großteil der Wettkampfstätten und das olympische Dorf angesiedelt werden sollten. Die Strecke sollte allerdings erst in der Nachnutzung des Areals in Betrieb genommen werden, die insbesondere eine Konversion zugunsten einer regulären Wohnnutzung vorsah.[54]
Nachdem die Hamburger Bevölkerung die Bewerbung im November 2015 im Rahmen eines Referendums ablehnte, wurden die Planungen auf zunächst unbestimmte Zeit zurückgestellt,[55] jedoch bereits 2017 im Kontext des Stadtentwicklungsprojektes Grasbrook, das die Entwicklung eines größeren Teils des zuvor für das Olympiagelände vorgesehenen Areals beinhaltet, erneut aufgegriffen.[56]
- Olympische Sommerspiele 2028, Los Angeles: In Vorbereitung auf die Sommerspiele setzten die Verkehrsbetriebe des Los Angeles County das Programm Twenty-Eight by ’28 (dt. sinngemäß 28 Projekte bis 2028) auf, um die regionale Verkehrsinfrastruktur zu verbessern. Hierzu gehören auch verschiedene Verlängerungen der Linie D.[57][58][59]

### Fußballmeisterschaften
- Fußball-Europameisterschaft 2008, Gastgeberstadt Wien: Die Stadt Wien beschloss bereits 1998 die Verlängerung der U2 vom bisherigen innerstädtischen Endpunkt Schottentor in den Stadtteil Aspern im 22. Gemeindebezirk östlich der Donau. Die Umsetzung des ersten Bauabschnitts bis zur Station Stadion am Ernst-Happel-Stadion wurde in Hinblick auf die Fußball-Europameisterschaft priorisiert vorangetrieben. Die Inbetriebnahme erfolgte am 10. Mai 2008, rund einen Monat vor dem ersten im Ernst-Happel-Stadion durchgeführten Spiel des Wettbewerbs am 8. Juni 2008.

- Fußball-Weltmeisterschaft 2018, Gastgeberstadt Nischni Nowgorod: Die Sormowsko-Meschtscherskaja-Linie wurde von der zentralen Station Moskovskaya am Moskauer Bahnhof um gut 2 Kilometer und eine Station nach Norden bis Strelka verlängert, um das dort gelegene neue WM-Stadion zu erschließen. Die Inbetriebnahme erfolgte am 12. Juni 2018, knapp eine Woche vor dem ersten Spiel in der Stadt.[60][61]

- Fußball-Weltmeisterschaft 2022, Großraum Doha: Die Realisierung der U-Bahn wurde nach Vergabe der Weltmeisterschaft an Katar Ende 2010 priorisiert und konnte bereits im Mai 2019, rund dreieinhalb Jahre vor Beginn des Wettbewerbs, abgeschlossen werden.

## Übersicht Pionierbetriebe bis 1914
Die nachfolgende Tabelle gibt eine Übersicht über unabhängig trassierte städtische Bahnen und Bahnstrecken bis zum Beginn des Ersten Weltkriegs.
| Stadt                                                          | Land                   | Betrieb                                       | Eröffnung          | El. Betrieb | Anmerkungen |
| -------------------------------------------------------------- | ---------------------- | --------------------------------------------- | ------------------ | ----------- | --- |
| Brooklyn, heute New York City                                  | Vereinigte Staaten     | Atlantic Avenue Tunnel                        | 3. Dezember 1844   | nein        | Der auch als Cobble Hill Tunnel bekannte, knapp 500 Meter lange Abschnitt der Long Island Rail Road wurde zunächst in einem Graben gebaut und 1850 überwölbt und mit der Atlantic Avenue überbaut, weshalb der Tunnel in der Literatur vereinzelt als erste U-Bahn der Welt bezeichnet wird. Es handelte sich jedoch um einen Eisenbahntunnel ohne Bahnhöfe. Er wurde 1861 stillgelegt.                        |
| London                                                         | Vereinigtes Königreich | Metropolitan Railway                          | 10. Januar 1863    | ja          | Eröffnet als unterirdische Verlängerung der Great Western Railway zwischen Farringdon und Paddington mit sieben Stationen; zunächst Dampfbetrieb, Elektrifizierung ab 1905; erste Erweiterung 1868. Die Strecke ist heute Teil der Metropolitan Line und der Hammersmith & City Line der London Underground.                                                                                                   |
| New York City                                                  | Vereinigte Staaten     | West Side and Yonkers Patent Railway          | 1867               | nein        | Hochbahn mit Kabelantrieb (später Dampfbetrieb) in der Greenwich Street und der 9th Avenue. |
| London                                                         | Vereinigtes Königreich | District Railway                              | 24. Dezember 1868  | ja          | erster Abschnitt: von Westminster nach South Kensington; zunächst Tochtergesellschaft, dann Konkurrent der Metropolitan Railway, baute und nutzte ab 1884 gemeinsam mit dieser die Ringstrecke der heutigen Circle Line der London Underground. |
| New York City                                                  | Vereinigte Staaten     | Beach Pneumatic Transit                       | 26. Februar 1870   | nein        | mit Schildvortrieb erbauter Tunnel unter dem Broadway, pneumatischer Antrieb (ähnlich einer Rohrpost), Pendelverkehr mit nur einem Wagen; 1873 geschlossen und 1912 im Zuge des Baus der BMT Broadway Line abgebrochen. |
| London                                                         | Vereinigtes Königreich | Tower Subway                                  | 2. August 1870     | nein        | erste in bergmännischer Bauweise gebaute Untergrundbahn, Kabelantrieb, Pendelverkehr mit nur einem Wagen unter der Themse hindurch; bereits am 24. Dezember desselben Jahres stillgelegt. |
| New York City und Brooklyn                                     | Vereinigte Staaten     |                                               | 24. September 1883 | ja          | Hochbahn über die Brooklyn Bridge; Kabelantrieb, 1896 elektrifiziert und von der Brooklyn Rapid Transit (BRT) übernommen. |
| Brooklyn, heute New York City                                  | Vereinigte Staaten     | Brooklyn Rapid Transit                        | 13. Mai 1885       | nein        | erste Hochbahn in Brooklyn, verlief von der Brooklyn Bridge entlang der Lexington Avenue zum Brooklyner Broadway; Dampfbetrieb. |
| London                                                         | Vereinigtes Königreich | City and South London Railway                 | 4. November 1890   | ja          | erste elektrisch betriebene U-Bahn der Welt, erster Streckenabschnitt von King William Street (1900 stillgelegt) bis Stockwell; bergmännische Bauweise (tube), Unterfahrung der Themse. |
| Chicago                                                        | Vereinigte Staaten     | Chicago and South Side Rapid Transit Railroad | 27. Mai 1892       | ja          | anfangs Dampfbetrieb, nach Elektrifizierung 1896 erste elektrische Hochbahn außerhalb Europas und zweite weltweit. Die Strecke verlief von der Congress Street zur 39th Street südlich des Zentrums. Heute Teil des Südasts der Green Line. 1893, 1895 und´1900 nahmen drei weitere Hochbahngesellschaften den Betrieb auf. 1897 wurde mit der Union Loop und gemeinsame Ringstrecke im Stadtzentrum eröffnet. |
| Liverpool                                                      | Vereinigtes Königreich | Liverpool Overhead Railway                    | 4. Februar 1893    | ja          | Die erste elektrische Hochbahn der Welt verlief auf einer rund 10 Kilometer langen Strecke mit 14 Stationen durch das Liverpooler Hafengebiet zwischen Innenstadt und Mersey. Bei späteren Erweiterungen entstand ein Tunnelbahnhof. Das Netz wurde am 30. Dezember 1956 stillgelegt und die Anlagen danach abgebrochen.                                                                                       |
| Budapest                                                       | Königreich Ungarn      | Millenniumi Földalatti Vasút                  | 2. Mai 1896        | ja          | Erste U-Bahn Kontinentaleuropas, erbaut anlässlich des 1000. Geburtstags Ungarns, gelegen unter der zum gleichen Anlass geplanten Prachtstraße Andrássy út. Die Strecke war 3,7 Kilometer lang und umfasste neun Stationen. Heute Linie M1 der Metró Budapest. |
| Glasgow                                                        | Vereinigtes Königreich | Glasgow District Subway                       | 14. Dezember 1896  | ja          | 10,5 Kilometer lange Ringstrecke mit 14 Stationen; zunächst Kabelbetrieb, elektrischer Betrieb ab 1935; 1977–1980 wegen Umbau komplett außer Betrieb; wurde nach der Erstinbetriebnahme nie erweitert. |
| Boston                                                         | Vereinigte Staaten     | Tremont Street Subway                         | 1. September 1897  | ja          | erste unterirdische Bahnstrecke außerhalb Europas, Straßenbahntunnel mit drei Stationen. Von 1901 bis 1908 auch von Zügen der späteren Orange Line der Boston Subway genutzt, heute Teil der Stammstrecke der Green Line. |
| Wien                                                           | Kaisertum Österreich   | Wiener Stadtbahn                              | 1. Juni 1898       | ja          | Das in den Jahren 1898 bis 1901 in Betrieb genommene engere Netz war 37,9 Kilometer lang und verlief vor allem entlang des Gürtels als Hochbahn auf einer Viaduktstrecke, entlang der Wien im offenen Einschnitt und in Tunneln; Dampfbetrieb, Elektrifizierung 1925; heute Teil der Linien U4 und U6 der Wiener U-Bahn.                                                                                       |
| Paris                                                          | Frankreich             | Métropolitain de Paris                        | 19. Juli 1900      | ja          | Die erste Strecke der Métro Paris verlief von der Porte de Vincennes in Ost-West-Richtung durch die Stadt zur Porte Maillot und ist heute Teil der Linie 1. Da die Planung von Anfang an durch die Stadtverwaltung und nicht durch konkurrierende Privatunternehmen erfolgte, entstand von Beginn an ein sinnvoll zusammenhängendes Netz.                                                                      |
| Boston                                                         | Vereinigte Staaten     | Main Line Elevated                            | 10. Juni 1901      | ja          | Vier Jahre nach dem Straßenbahntunnel erhielt Boston eine U-Bahn. Sie verlief weitgehend als Hochbahn und nutzte im Zentrum zunächst den Tramtunnel, wurde 1908 jedoch in den parallelen Washington Street Tunnel verlegt; heute Teil der Orange Line. |
| Berlin und Charlottenburg                                      | Deutsches Reich        | Elektrische Hoch- und Untergrundbahn          | 15. Februar 1902   | ja          | Die ersten U-Bahnen in Deutschland verliefen in Berlin und der damals selbstständigen Nachbarstadt Charlottenburg auf Viadukten. Nur die Station Potsdamer Platz und die drei Haltestellen in Charlottenburg lagen im Tunnel. |
| New York City                                                  | Vereinigte Staaten     | Interborough Rapid Transit                    | 28. Oktober 1904   | ja          | Erste Tunnelstrecke der New Yorker U-Bahn, Grundlage der späteren Subway. Die 14,5 Kilometer lange Strecke verlief vom Rathaus zur 145th Street in Harlem. |
| Philadelphia                                                   | Vereinigte Staaten     | Philadelphia Rapid Transit Company (PRT)      | 4. März 1907       | ja          | Hochbahn entlang der Market Street, zwischen der 22nd Street am Ufer des Schuylkill und der 2nd Street am Ufer des Delaware Streckenführung im Tunnel. Zwischen 22nd Street und dem Rathaus viergleisiger Tunnel mit kombiniertem Straßenbahnbetrieb auf den außenliegenden Kreise; heute Teil der Market–Frankford Line.                                                                                      |
| New York City, Hoboken und Jersey City                         | Vereinigte Staaten     | Hudson and Manhattan Railroad                 | 26. Februar 1908   | ja          | Untergrundbahn zwischen Manhattan und New Jersey. Kernstück war ein Tunnel auf dem Grund des Hudson River, 1909 folgte ein zweiter Tunnel unter dem Fluss. Der Betrieb ging 1962 an die Hafenbehörde über, die auf dem Grundstück des innerstädtischen Endbahnhofs das World Trade Center errichten ließ. |
| Schöneberg, heute Berlin                                       | Deutsches Reich        | Städtische Untergrundbahn                     | 1. Dezember 1910   | ja          | Schöneberg bei Berlin eröffnete 1910 die zweite U-Bahn in Deutschland und die erste kommunal betriebene U-Bahn. Die Strecke war rund 3 Kilometer lang, verfügte über fünf Stationen und verlief vollständig im Tunnel; heute als U4 ins Netz der Berliner U-Bahn integriert. |
| Hamburg                                                        | Deutsches Reich        | Hamburger Hochbahn                            | 15. Februar 1912   | ja          | Ringstrecke rund um die Alsterseen mit drei Streckenästen, Führung in Tunnel-, Viadukt- und Dammlage. Der erste Abschnitt verlief von Rathaus über Berliner Tor nach Barmbek. Entsprach im Wesentlichen der heutigen Linie U3 der Hamburger U-Bahn. |
| Deutsch-Wilmersdorf und Königliche Domäne Dahlem, heute Berlin | Deutsches Reich        | Untergrundbahn Wilmersdorf                    | 12. Oktober 1913   | ja          | Die Untergrundbahn der damals selbstständigen Stadt Wilmersdorf war rund 9 Kilometer lang und umfasste zehn Stationen. Sie führte vom Charlottenburger U-Bahnhof Wittenbergplatz bis Thielplatz (heute: Freie Universität (Thielplatz)). Die Strecke wurde in weiten Abschnitten als Einschnittsbahn ausgeführt und ist heute Teil der Linie U3 der Berliner U-Bahn.                                           |
| Buenos Aires                                                   | Argentinien            | Subte                                         | 1. Dezember 1913   | ja          | Erste U-Bahn auf der Südhalbkugel und in der spanischsprachigen Welt; die erste Strecke führte von der Plaza de Mayo bis Plaza Miserere; heute Teil der Linie A. |

## Übersicht Inbetriebnahmen nach Jahrzehnten
|                                                          |        |  |    |    |
| -1900                                                    | -1900  |  | 6  | 6  |
| 1900er                                                   | 1900er |  | 5  | 5  |
| 1910er                                                   | 1910er |  | 3  | 3  |
| 1920er                                                   | 1920er |  | 2  | 2  |
| 1930er                                                   | 1930er |  | 2  | 2  |
| 1940er                                                   | 1940er |  | 0  | 0  |
| 1950er                                                   | 1950er |  | 7  | 7  |
| 1960er                                                   | 1960er |  | 9  | 9  |
| 1970er                                                   | 1970er |  | 22 | 22 |
| 1980er                                                   | 1980er |  | 26 | 26 |
| 1990er                                                   | 1990er |  | 24 | 24 |
| 2000er                                                   | 2000er |  | 30 | 30 |
| 2010er                                                   | 2010er |  | 56 | 56 |
| 2020er                                                   | 2020er |  | 18 | 18 |
| Anzahl der neuen U-Bahn-Netze pro Jahrzehnt; Stand 2022: |        |  |    |    |